# KRLコミューターライン
KRLコミューターライン（インドネシア語：KRL Commuterline）は、クレタ・コミューター・インドネシア（KAIコミューター）が運営するインドネシアのジャカルタ都市圏の通勤電車網の系統である。1925年にジャカルタでの運行を開始。現在までジャカルタメガロポリスで全7路線6系統が運行されている。
かつてはKRLジャボデタベック（インドネシア語：KRL Jabodetabek）の愛称で親しまれた。ジャボデタベックはジャカルタ、デポック、ボゴールのジャカルタ首都圏の通称で、構成するジャカルタ Jakarta、ボゴール Bogor、デポック Depok、タンゲラン Tangerang、ブカシ Bekasiの頭文字を組み合わせたものである。現在は冷房付各駅停車の系統名であるコミューターライン（インドネシア語：Commuterline）に改められ現在は使用されていない。
日本では会社名を「インドネシア通勤鉄道会社」又は「KCI （Kereta Commuter Indonesiaの略）」・路線系統名を「コミューターライン」と表記される場合がある。なお、初期の鉄道雑誌等や一部の個人ブログでは「KRLジャボタベック」が運営会社・日本製中古車両の保有会社と表記する文章等もあるが、系統上の愛称であり、この表記は誤りである。

## 歴史

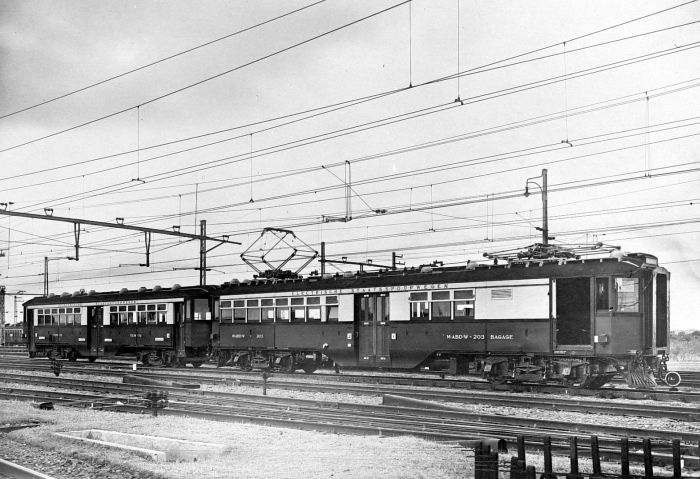
電化当初に運用されていた電車

ジャカルタ都市圏の鉄道の電化は、オランダ統治時代の1925年にバタヴィア（現ジャカルタコタ）・ボゴール間で実施されたことにはじまる。スイスのブラウン・ボベリおよびドイツのAEG製による電気機関車に加えゼネラル・エレクトリック製の電車が運行されていたが、インドネシア独立後は機関車牽引の客車列車が運行の中心となり電車も多くが電装解除・客車化された。
1954年には日本から旅客列車を購入していたが、しかしその後の電化の進展は滞り、1960年にはスカルノ大統領によって渋滞の原因であり、乗客が減り続けていた電気路面電車の運行が停止された。

### 首都圏電車網の整備
新たな動きが出てきたのは1970年代のことで、そこでは日本の円借款を利用して旅客輸送改善を実施することになった。契約は1972年から1981年にかけて順次締結、これにより設備の近代化が図られ、車両面でも1976年からは気動車および電車の投入が開始され、1986年からは新製電車車内部品の現地組み立てが、また1995年からは車体を含む車両の現地組み立てが開始されている。
さらに、JICA（国際協力機構）は、1981年にマスタープランである「ジャカルタ大都市圏における鉄道輸送計画」を作成。これに基づき、円借款によるODAとして、人口約2000 万人の圏域（約50 km圏）に約150 kmの都市鉄道ネットワークを整備する「ジャボタベック圏鉄道近代化事業」が実施された。このプロジェクトを「JABOTABEK鉄道プロジェクト」と称した。このプロジェクトの進展により、1984年当時は約5万人であったジャカルタ都市圏の鉄道利用者は、2010年には約36万人に拡大した。
本プロジェクトは、都市圏郊外圏と都心拠点とを結ぶ「郊外型サービス」を担うものとして計画された。ただし、ジャカルタ広域都市圏については、総合的な都市交通計画が存在しなかった。そのため、都心部地域内の短距離移動を担う「都心型サービス」の計画が全く進まないままに、「郊外型サービス」を担う本プロジェクトのみが進められるという状況が生じることになった。なお、既存の鉄道の資産（施設・用地、設備、運営組織、職員）を最大限活用するものとして進められたことも、本プロジェクトの特徴であった。
事業完成後の施設運営および維持管理は、当初インドネシア国鉄 （PJ.KA） を前身とする鉄道公社 （Perum KA）の第1ジャワ地域事業部 （DAOP I）が担当した。その後、1999年にPerum KA は民営化され、PT Kereta Api （PT KAI）となった。民営化はいわゆる「上下分離方式」（インフラは公的機関が主導的に整備し、運行および維持管理を民間鉄道事業者に委ねる方式）により行われ、不動産は政府が保有し、車両等の動産はPT KAIに譲渡されることになった。
こののち、10両編成の日本製中古電車の導入やインドネシア現地製造の新造電車の追加導入が行われ、輸送力は強増された。しかし、設備等の不動産は前述の通り政府の所有のため、PT KAIと政府の間の交渉や対応等の問題から、変電所の容量不足による電圧低下でダイヤ通り電車の運行に支障が出る、駅プラットホームのかさ上げと延長が十分にされない、ジャカルタ・コタ駅の折り返し設備の10連化対応工事が遅延するなど、地上施設の更新や改良の遅れが目立つようになり、運営のちぐはぐな対応が問題となった。

### KCJに分社化
10年間、PT KAIによる直接運営が続いていたが、上記の問題による運営の迅速化と更なるサービス向上のため、2008年9月15日にPT KAIのジャカルタ通勤鉄道事業を分社化した上でPT KAI Commuter Jabodetabek（略称.PT KCJ） が設立された。なお、ジャカルタ首都圏内を発着するの中長距離列車は引き続きPT KAIが運営する。
KCJは元東急の中古車両を皮切りに、2009年から2020年にかけてJR東日本と東京メトロの冷房付きの中古車両を大量に導入。それに合わせて、車両に適応させるために各駅の改修やホームの嵩上げが進められた。2013年に電子乗車券（Commuter Electronic Ticketing、略称はCOMMET）を導入され、列車別運賃から距離別運賃へ移行したため、同一の線路上で異なる運賃制度による列車が運行されることとなった。また、冷房付き車両が導入が進んだことにより、2013年7月に非冷房車両を運行終了し、全ての電車が冷房付きの各駅停車系統「コミューターライン（インドネシア語：Commuterline）」の運行が開始された。
- 輸送改革前の列車（2011年）
- 輸送改革後の列車（営団6000系電車）

JR東日本から導入された205系電車はその数で既存の中古導入車両を抜く存在となり、2015年4月1日のダイヤ改正では205系の10両17編成・8両22編成の全編成の投入により2014年6月の205系投入時は1日623本の運用であった運用が1日に822本に大増発、ブカシ線は205系の運用に統一され、ナンボ線にも205系8両編成による運用が開始されるなど、大きな効果を与えている。2016年1月からは中央線とブカシ線にて205系12両編成の運用も開始された。
2017年9月19日には、現在のPT Kereta Commuter Indonesia（略称.PT KCI）に改名した。

## 路線と運行
- 閉塞方式：自動閉塞式
- 保安装置:非設（なし）

### 路線
色は路線図のラインカラーに対応。
- ボゴール線（赤）

コタ駅・ボゴール駅間を結ぶ54.8 kmの複線。ジャヤカルタ駅・チキニ駅間8.7 kmは1993年に日本の円借款により複線高架化され、マンガライ駅は2022年に立体化された。また途中にあるガンビル駅は中長距離列車専用のため通過するが、ガンビル駅には引上げ線・機回し線がなく機関車の付け替えに本線がふさがれ、定時運行の障害になっている。マンガライ駅ではスカルノ・ハッタ国際空港へのアクセス路線・スカルノ・ハッタ空港鉄道（スカルノ・ハッタ空港鉄道は始発駅）と接続している。
支線のチタヤン駅・ナンボ駅間は18 kmの単線で、かつては気動車が直接ボコール線に乗り入れていた。2013年3月には電化されたものの、インドネシア運輸省の認可がなかなか下りず旅客営業の予定が立っていなかったが、2015年から電車の運行が開始された。またナンボにはセメント工場が有り、セメント運搬の専用貨物列車も運用されている。これらの本路線は、ジャカルタとスラバヤを直通した最初の鉄道路線の一部で、乗客数の一番多い路線でもある。途中デポック駅付近には車両基地が設けられているほか、デポック駅・ボゴール駅間の22 kmでは標高100 mを駆け上がる。線路はボゴール駅から先は非電化単線でスカブミ・チランジャンを経てパダララン駅で南幹線に接続してPT KAI本社の有るバンドンへと続いているが、ボゴール駅・チランジャン駅間ではPT KAIの客車列車により折り返し運転が行われている。
- チカラン環状線（青）

ジャティネガラ駅からカンプンバンダン駅とマンガライ駅を経由してブカシ駅＝チカラン駅で運用される複線。本路線は、ジャカルタからブカシ・チカンペック・チルボン・スマランを経由してスラバヤへ向かう北幹線（全長720 km）の一部で、中長距離列車や貨物列車も走っている。また本路線はジャティネガラ駅からチカラン駅の間、最高速度95km/hの高速運転を行っている。マンガライ駅・ブカシ駅間18.5 kmの複々線化工事とブカシ駅・チカラン駅間17 kmまでの電化工事が日本の円借款により進められたが、工事の遅れにより、現在も完了していない。2017年10月にブカシ駅・チカラン駅間の電化工事は完了したが、工事期間の拡大から予算が不足し、タンブン駅では駅舎はプレハブ小屋でプラットホームに屋根が設けられず、スコール時に乗降客がホーム下に潜り込んで雨宿りする事態になっていた。ダイヤは中長距離列車が優先されており、電車の増発がされていない。
パサール・スネン駅はタナアバン駅方面行きのみ停車するが、ジャティネガラ駅行は通過する。
- タンゲラン線（茶）

デュリ駅・タンゲラン駅間19 kmの複線、タンゲラン駅の一つ手前にあるに有るバトゥ・チェプール駅から分岐のスカルノ・ハッタ空港鉄道が2017年12月に開業（スカルノ・ハッタ空港鉄道は、2019年10月時点でデュリ駅でスイッチバックしてマンガライ駅までを結んでいる）。この区間は突貫工事が行われ、ぶっつけ本番で運行開始する事となった。また、空港鉄道が乗り入れが絡むため、2018年3月29日から終日30分毎の運行に減便されデュリ駅が大混雑している。
- ランカスビトゥン線（緑）

タナアバン駅・スルポン・パルンパンジャン・ランカスビトゥン間72.4 km。ジャカルタとスマトラ島との連絡港の有るメラクをつなぐ142 kmの幹線の一部。嘗ては運転区間はタナアバン駅＝スルポン駅間22 kmで変電所の容量不足で電圧降下を頻繁におこしチョッパ制御やインバータ制御の車両が入線出来なかったが、電力設備が増強され2009年9月にパルンパンジャン駅まで12 km電化区間が延長、さらに2013年4月にマジャ駅まで22 km電化区間が延長、2017年4月にランカスビトゥン駅まで電化され、運転区間が延長された。タナアバン駅・ランカスビトゥン駅間は複線。メラクから直通する貨物列車や旅客列車も運行されているほか、205系電車は10連で運用されている。
- タンジュンプリオク線（ピンク）

ジャカルタコタ駅・タンジュンプリオク駅を結ぶ4駅8.1 kmの路線。この路線は、オランダ植民地政府が建設した最初の電化路線の1つであった。

### 運行系統
| 路線名                 | 区間                                                                                     | 駅数 | キロ程    |
| ---------------------- | ---------------------------------------------------------------------------------------- | ---- | --------- |
| ボゴール線とナンボ支線 | ジャカルタコタ - デポック                                                                | 20   | 33.3 km   |
| ボゴール線とナンボ支線 | ジャカルタコタ - ボゴール                                                                | 24   | 54.8 km   |
| ボゴール線とナンボ支線 | ジャカルタコタ - ナンボ                                                                  | 23   | 51.0 km   |
| ランカスビトゥン線     | タナアバン - スルポン                                                                    | 8    | 24.3 km   |
| ランカスビトゥン線     | タナアバン - パルンパンジャン                                                            | 12   | 34.5 km   |
| ランカスビトゥン線     | タナアバン - ティガラクサ                                                                | 18   | 51.1 km   |
| ランカスビトゥン線     | タナアバン - ランカスビトゥン                                                            | 22   | 72.8 km   |
| チカラン環状線         | チカラン-マンガライ-アンケ                                                               | 19   | 45.2 km   |
| チカラン環状線         | チカラン-マンガライ-カンプンバンダン                                                     | 20   | 49.6 km   |
| チカラン環状線         | ブカシ-マンガライ-アンケ                                                                 | 14   | 28.4 km   |
| チカラン環状線         | ブカシ-マンガライ-カンプンバンダン                                                       | 15   | 32.8 km   |
| チカラン環状線         | ブカシ - マンガライ - カンプン バンダン - ジャティネガラ - ブカシ                        | 32   | 58.5 km   |
| チカラン環状線         | チカラン-マンガライ-カンプンバンダン-ジャティネガラ-チカラン                             | 37   | 92 km     |
| チカラン環状線         | ブカシ - ジャティネガラ - パーサル・スネン - カンプン バンダン - マンガライ - ブカシ     | 33   | 58.5      |
| チカラン環状線         | チカラン - ジャティネガラ - パーサル・スネン - カンプン バンダン - マンガライ - チカラン | 38   | 92 km     |
| タンゲラン線           | ドゥリ - タンゲラン                                                                      | 11   | 19.3 km   |
| タンジュンプリオク線   | ジャカルタコタ - タンジュンプリオク                                                      | 4    | 8.1 km    |
| ジョグジャカルタ線     | ジョグジャカルタ - ソロ・バラパン                                                        | 11   | 59.267 km |
| ジョグジャカルタ線     | ジョグジャカルタ - パルール                                                              | 13   | 63.439 km |

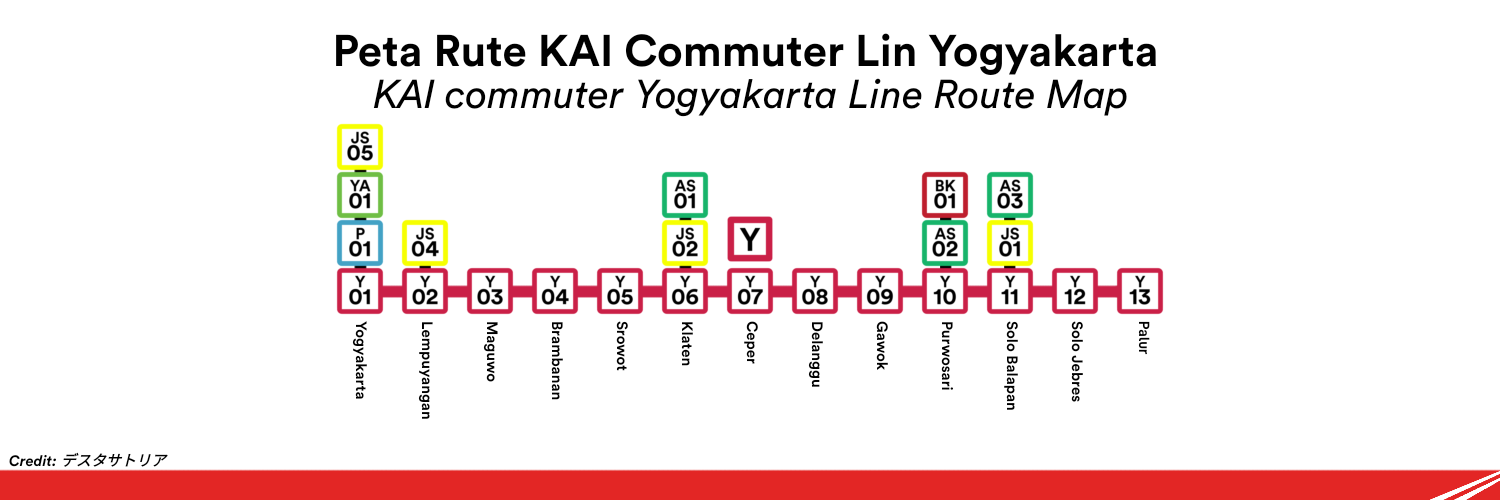
ジョグジャカルタ線の路線図（クリックで拡大）

この他、クマヨラン - タンジュンプリオクが電化されているが、コミューターラインの列車は運行されていない。マンガライ - ブカシの複々線化が計画されている。2020年は、ランカスビトゥン - セラン(メラク線)の電化に関する審議会とともに、ランカスビトゥン線の複線化と電化延伸案が再び浮上した。メラク線も複線電化がされる可能性がある。
チタヤム - ナンボ間の鉄道計画再開により、ジャボデタベック外環状線の建設再開が期待されている。この計画は1990年代のスハルト政権下で立案され、一部はナンボ支線として開業した。しかし、1997年のアジア通貨危機と1998年のスハルト政権崩壊により、パルン・パンジャン - チタヤム、ナンボ - チカラン、チカラン - タンジュン・プリウク間の未建設区間は建設凍結された。その後、2014～2030年の国家鉄道マスタープラン計画に組み込まれた。
2022年にマンガライ駅の高架化に関連してコミューターラインの運用変更を発表した。以前はボゴール線・ナンボ支線がマンガライから環状線に直通しジャティネガラ駅に行くルートであった。チカラン線がマンガライ駅からジャカルタ・コタ駅までボゴール線に乗り入れる形であったが、この運用は、2022年5月28日に正式に廃止された。それと同時にチカラン線のナンバリングが"C"に変更され、ボゴール線・ナンボ支線は"B"に変更された。
中長距離列車との分離のため、コミューターラインの列車はガンビル、パサールスネン（ジャティネガラ方面）を通過する措置が取られている。
かつては複数の種別があったが、2013年よりコミューターラインの全列車が冷房付各駅停車「Commuter Line」に統一されている。

## 車両
新造車は日本・韓国・欧州のメーカーから車両を輸入していたほか、近年ではインドネシア国内のメーカーであるインダストリ・クレタ・アピ（PT INKA）からも車両を購入していた。
2014年にはインドネシアで運用される電車の95%は日本製であり、うち30%はJR東日本の電車であった。その背景として、日本の中古車両は6～10億ルピアだが、国産メーカーPT INKAの新車価格は10億ルピアであり、日本が提示する価格には輸送費・保険料・運行準備費用も含まれていることが挙げられる。さらにINKAの生産能力は年間40両だが、車両需要はそれを上回っている。なお、現地の技師たちは「新造された205系」が最も欲しい車種であると語っているが、現在は生産は行われておらず、E231系のような以後の車両は「あんなハイテク車両は我々には使いこなせない」と語っている。

### 車両史
1997年のアジア通貨危機以降、新車の導入が困難となり、なおも車両が大量に不足していたところに、姉妹都市の東京都より軌間・架線電圧といった主要規格が同じ都営地下鉄6000形車両が2000年に無償譲渡され、それに合わせて「壊れたらその都度修理する」から『予防保全』と呼ばれる日本式の車両整備点検法（日数または走行距離に応じて行われる定期点検での車両の点検により、壊れる前の修理や調整、消耗部品の交換）を教えるため海外鉄道技術協力協会や東京都交通局のOBらの人材が派遣され、現地メンテナンススタッフの日本での研修、ODAによるデポック車両基地の建設などが行われた。導入された中古車両はバックゲージの違いから台車を一度分解して再調整され、塗装変更、前面スカートの取り付けと警戒色の赤に塗られ、正面窓に投石よけの金網の取り付け、側面窓と扉窓にはガラス飛散防止の強化フィルムの貼付、乗降扉に低床ホームからの乗降のためのステップ、手すりの取り付けなどの改造が施されていた。
以後、1両20 m級・片側4ドア・アルミもしくはステンレス製車体の抵抗制御の日本製中古車両の購入をしようとしたが、日本側の廃車時期との調整で妥協、普通鋼の旧国鉄（JR東日本）103系、続いて界磁チョッパ制御の東急8000・8500系を導入。2006-2007年の間に、日本から中古車両60台が寄贈されているが、これに絡んで日系商社を巻き込んでの汚職事件が発覚。
さらに「インドネシア国営企業PT INKAを育てるために2013年以降の日本製中古車両購入を中止する」との方針が示されたが、国産のKRL-I形電車の故障が相次ぎ休車になったことで、信頼性に欠いたことから、東京メトロの7000系・6000系・05系、JR東日本の203系電車を導入、2013年には日本国内で大量の廃車が始まったJR東日本205系電車の導入が開始され、それに合わせてJR東日本から205系のメンテナンススタッフが直接KCJへ派遣されメンテナンス法を指導、2020年まで日本で活躍した中古電車が大量導入された。PT KAIは2008-2013年の間に日本の中古車両308両を輸入、2008-2015年の間には784両となった。
2009年以降に導入した中古車両は当時のPT KAI Commuter Jabodetabek（KCJ）が導入、PT KAIの保有車両とは塗装が異なるが、2015年末より全編成が「コミューター・ライン」の標準色に準じた塗装に変更された。「コミューター・ライン」への統一により、非冷房の電車「エコノミ」（"Ekonomi"）は2013年7月24日をもって営業運転を終了した。

### 現在の車両（日本からの中古車両）

#### Tokyu 8000・8500（東急電鉄8000系・8500系）
2005年から2006年にかけて8両11編成が導入された冷房付きの電車。オールステンレス車体、界磁チョッパ制御。日本時代と同じT字型ワンハンドルコントローラーのままで使用されていて、1両あたりの購入価格は8億ルピア（約1200万円）と現地で報道された。導入当初からメンテナンスの容易性と強力な冷房装置で受け入れ側の評判は上々だったが、界磁チョッパ制御のため電圧降下がしばしば発生するランカスビトゥン線(当時はセルポン線)には入線せず、ボゴール線(当時は中央線)・チカラン線(当時はブカシ線)の急行を中心に運用された。2009年に導入した8613Fは「PT KAI Commuter Jabodetabek」が初めて導入した車両であり、「JALITA」という愛称が付けられ運用されていたが、機器の故障により2014年に廃車された。その後8607F・8611F・8007F・8039FがJR東日本からの205系によって置き換えられ廃車となった。また、8608Fが車両故障で4両が廃車、残る4両が休車となった。2017年8月3日と2017年9月3日、8003Fと8604Fは8007Fからの車を使用して12両編成となった。2019年3月9日、8618Fは8607Fからの中間車4両を使用して12両編成となった。2019年3月10日、8612Fがボゴール〜チルブット間で脱線した。8612号車はひどく破損し、8712号車は横転して、8912号車は傾いた。8612Fは、損傷がなかった4両が8610Fに組み込まれた。休車となっていた8608Fのうち4両はパシルブングールに配給され、廃車となった。8004編成が最後まで運用に付いていたが2024年4月に引退しており、2025年3月現在、定期運用についてるのは8518編成の1編成だけである。ジャカルタでの電車運行100周年を記念して8518編成の外装をJALITA塗装への復刻に変更された。2025年4月22日にジャカルタコタ駅で行われたジャカルタ電車運行100周年式典にて、ESS3200形電気機関車、EA206系電車、EA207系電車と共に展示が行われた。

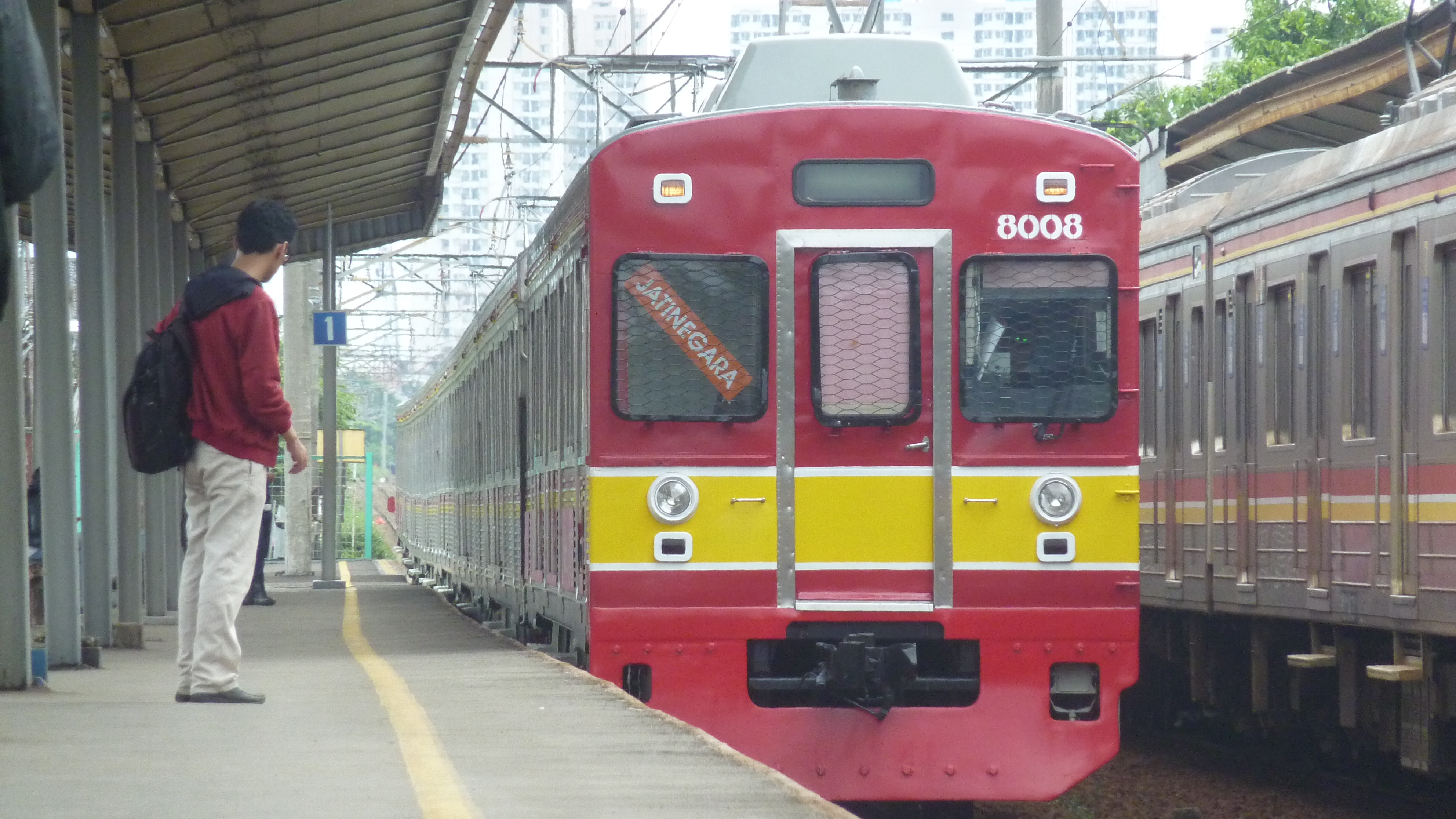
元東急8000系 KCI塗装車 (8007編成）
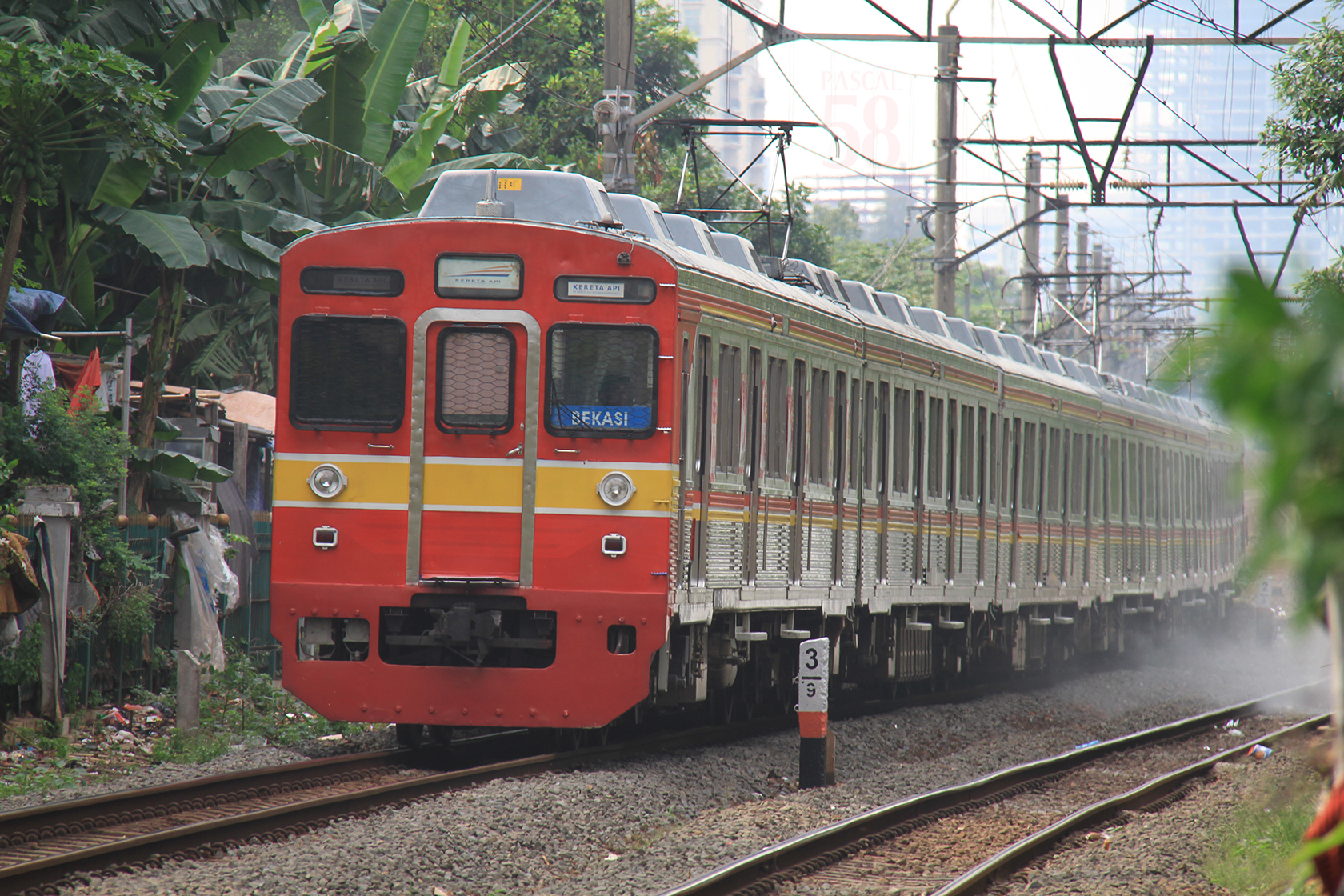
元東急8500系 KCI塗装車(8612編成)
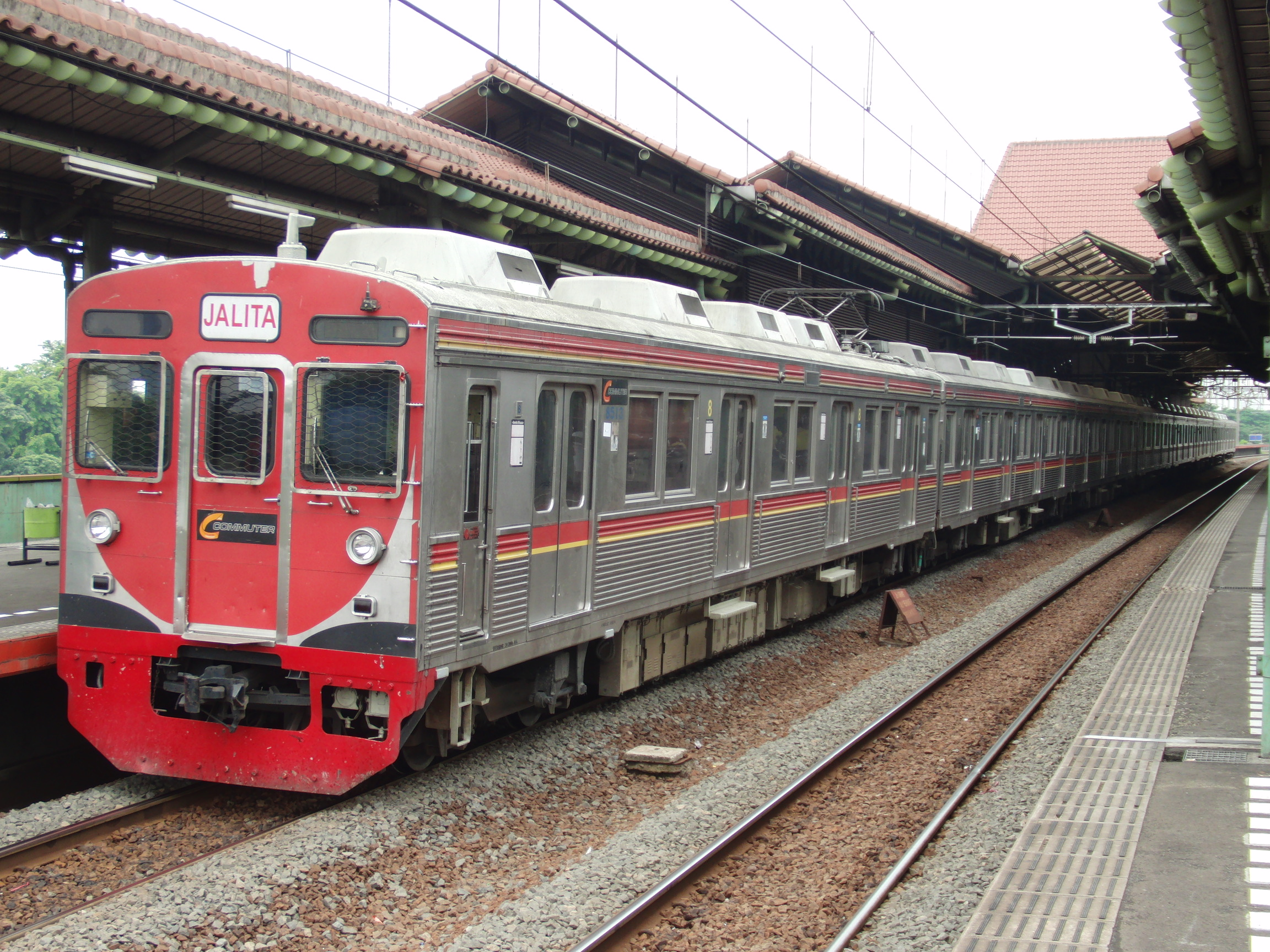
元東急8500系 JALITA塗装（8513編成）
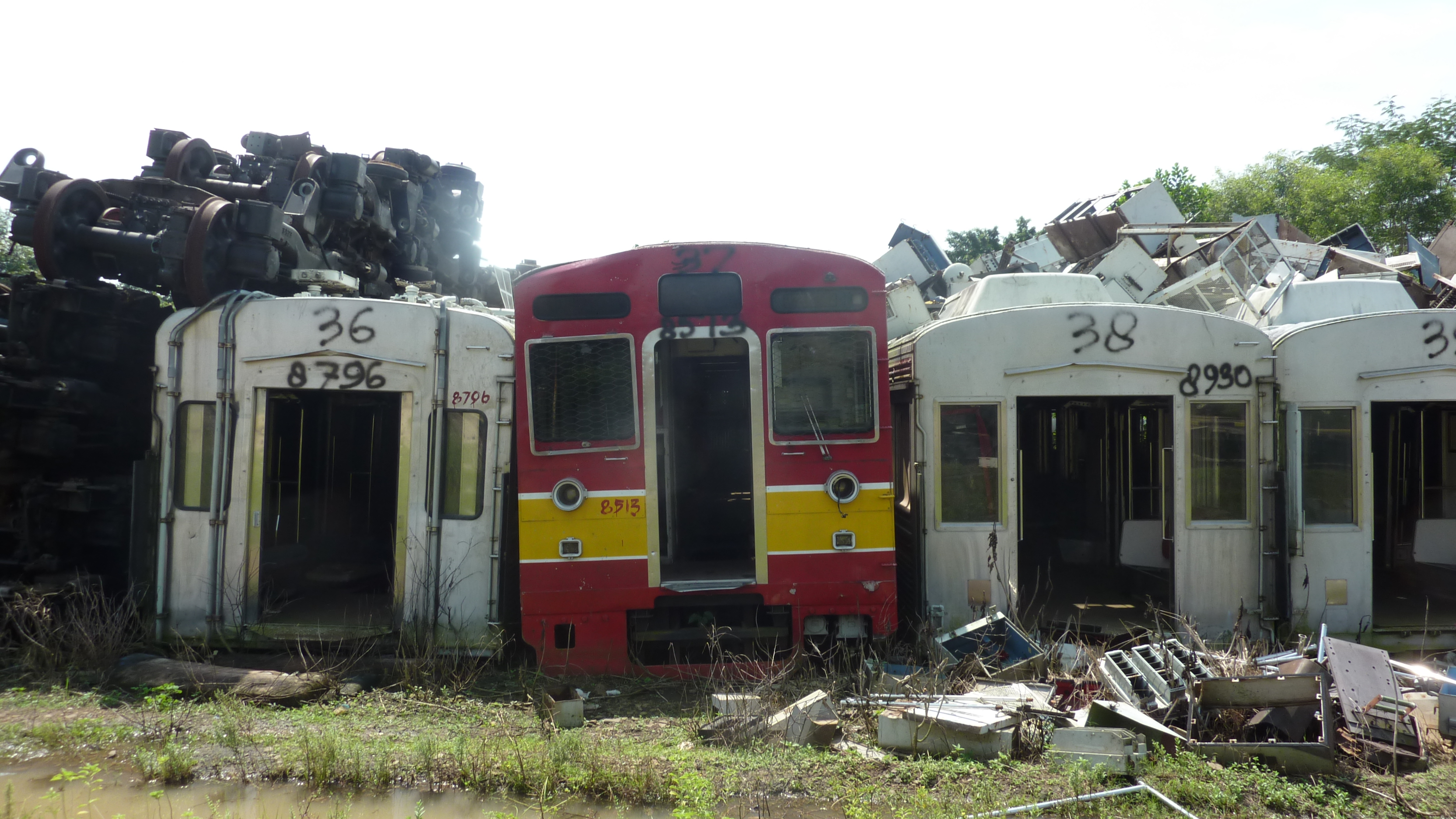
元東急8500系 廃車体 （元8613編成・チカウム駅にて）
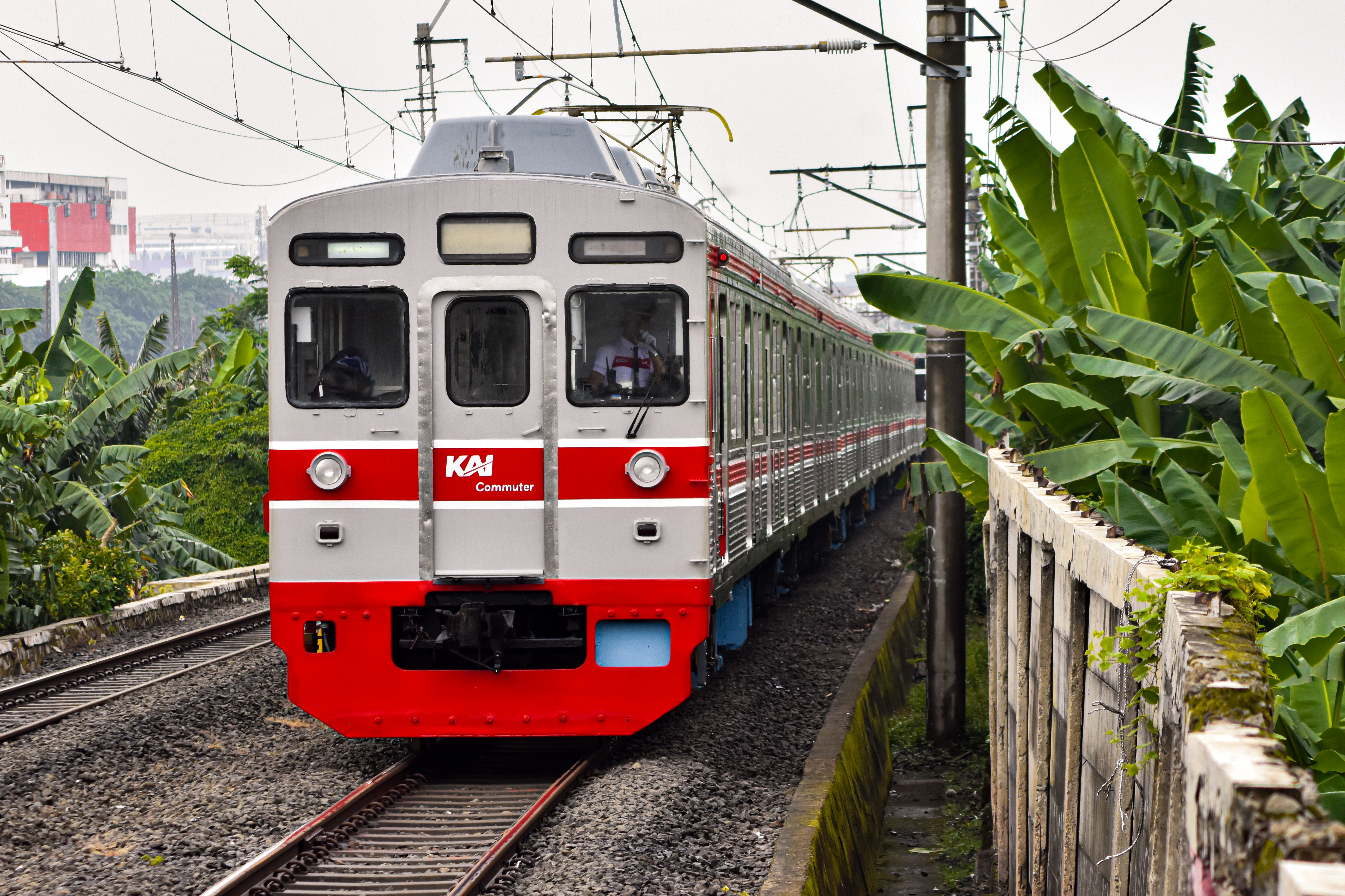
元東急8500系 KCI新塗装車（8518編成）
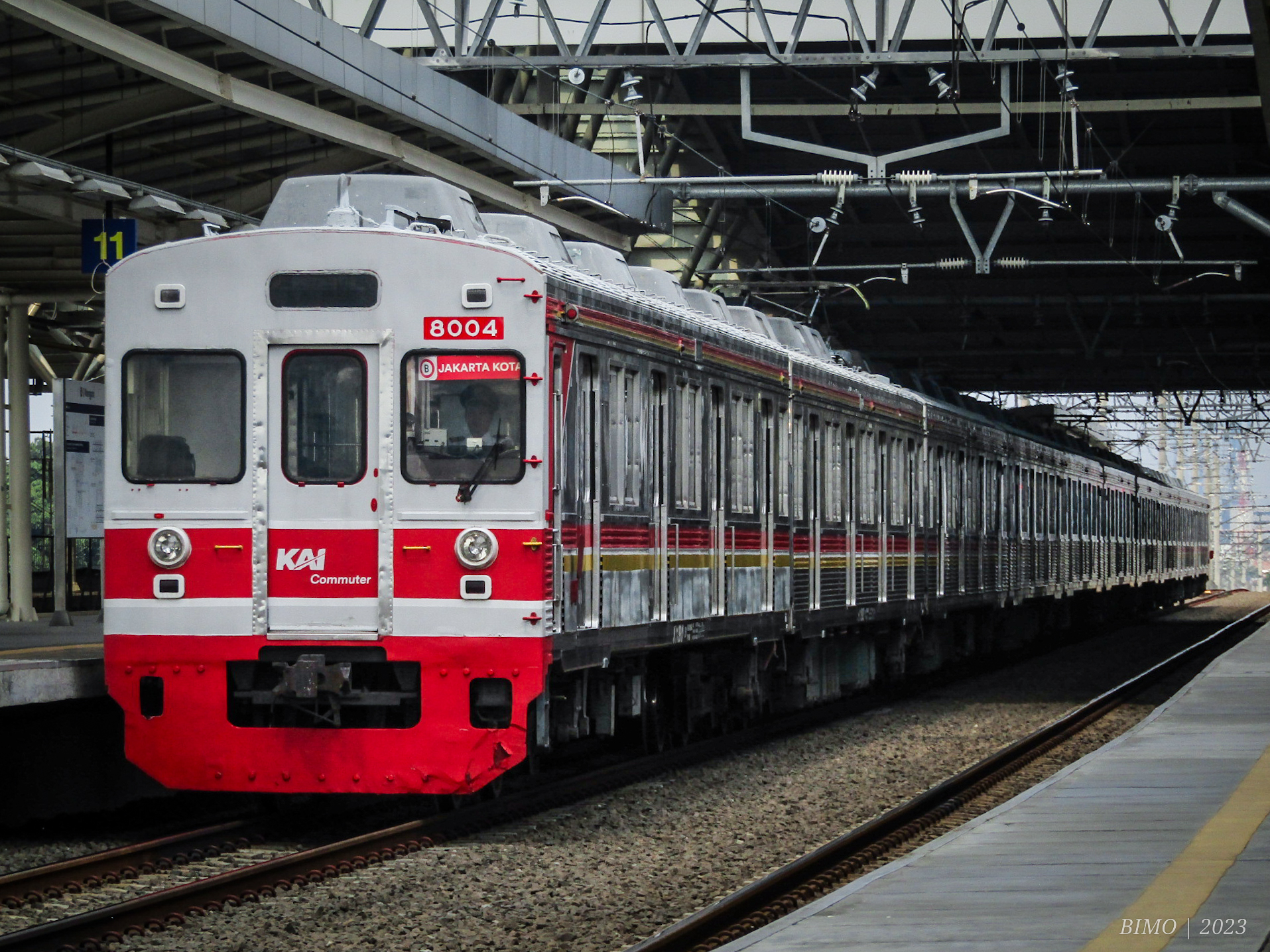
元東急8000系 KCI新塗装車（8004編成）
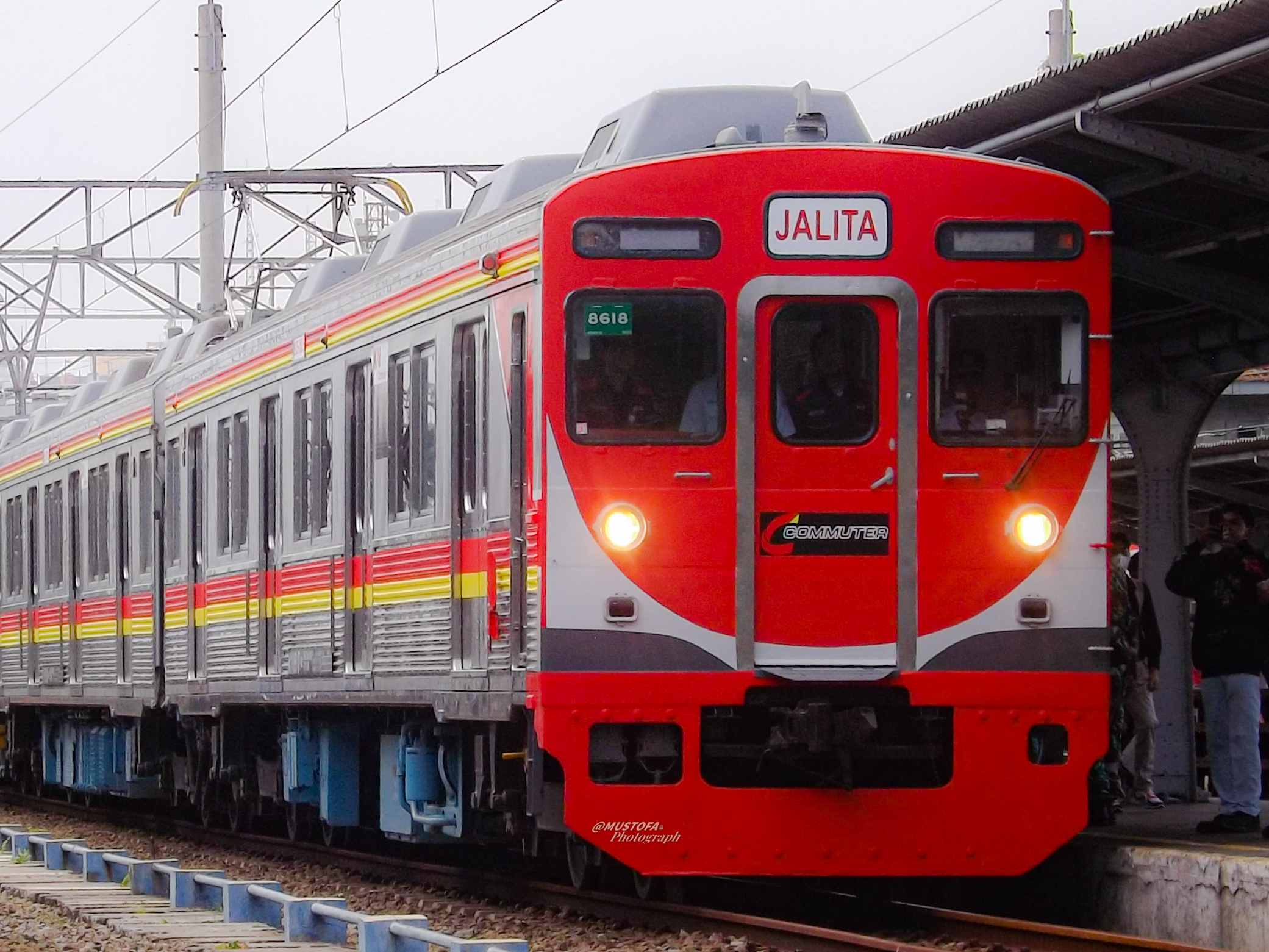
「JALITA」復刻塗装の8618編成

#### Seri 7000（東京地下鉄7000系）
2010年に8両4編成（+予備車8両）が導入された、冷房付きの電車。アルミ車体、電機子チョッパ制御。当初は10両編成で納入されたが、8両編成のみで運行された全車両のメンテナンスはデポック車両基地で行われている。2013年12月9日に発生した、ランカスビトゥン線(当時はセルポン線)で踏切上に立ち往生したタンクローリーと衝突し、運転士と乗客に死者が出た事故により7121Fが廃車された。7122Fは度重なる車両故障から一時、定期運用から離脱したが、導入予定の新型車両の建築限界測定の為にボゴール線で使用され、3月中旬から定期運用に復帰した。2025年3月現在、定期運用についているのは7122編成・7123編成の2編成のみとなっている。

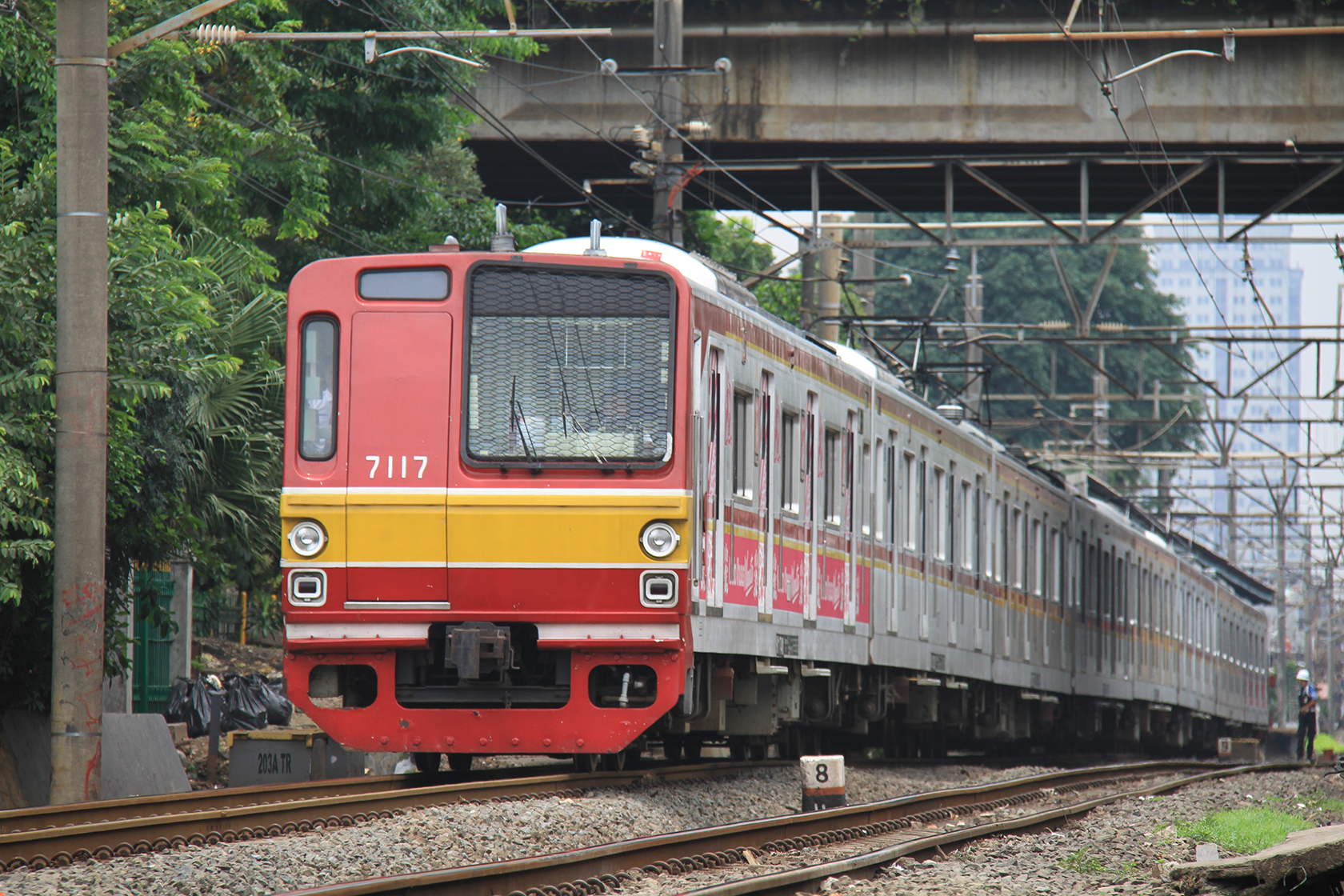
旧塗装の7117編成
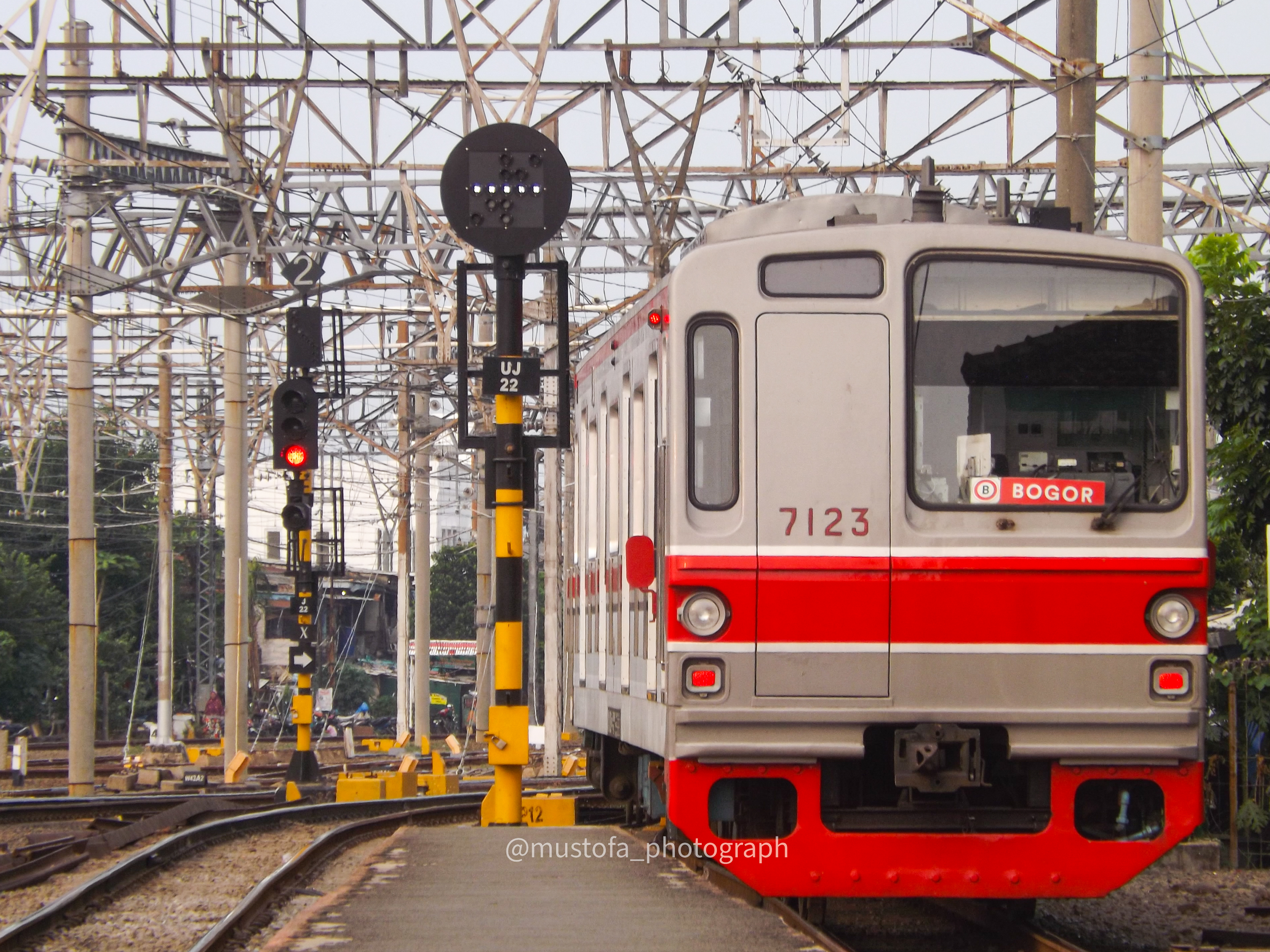
新塗装の7123編成
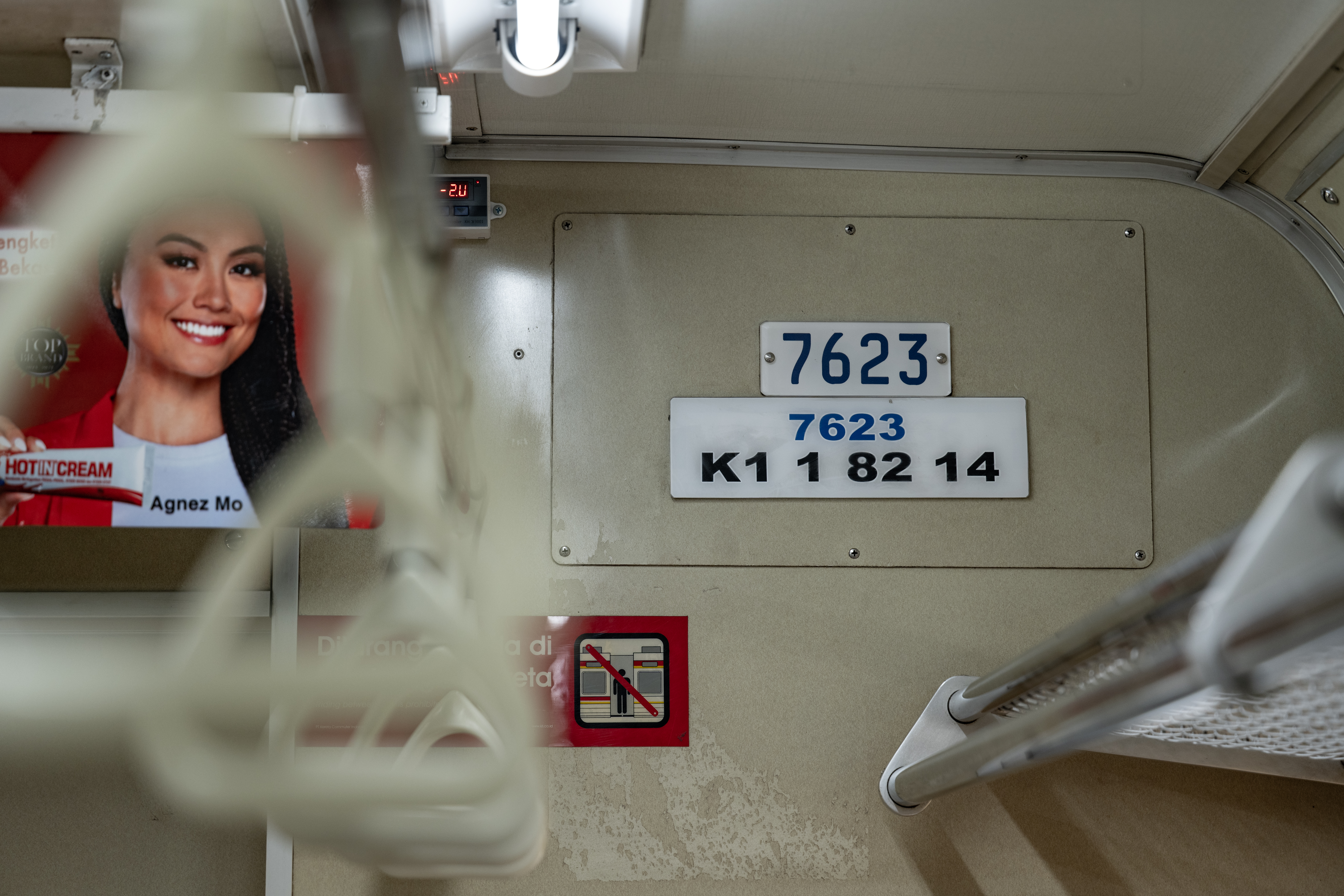
KCI仕様の車号室内銘板(7623号車)
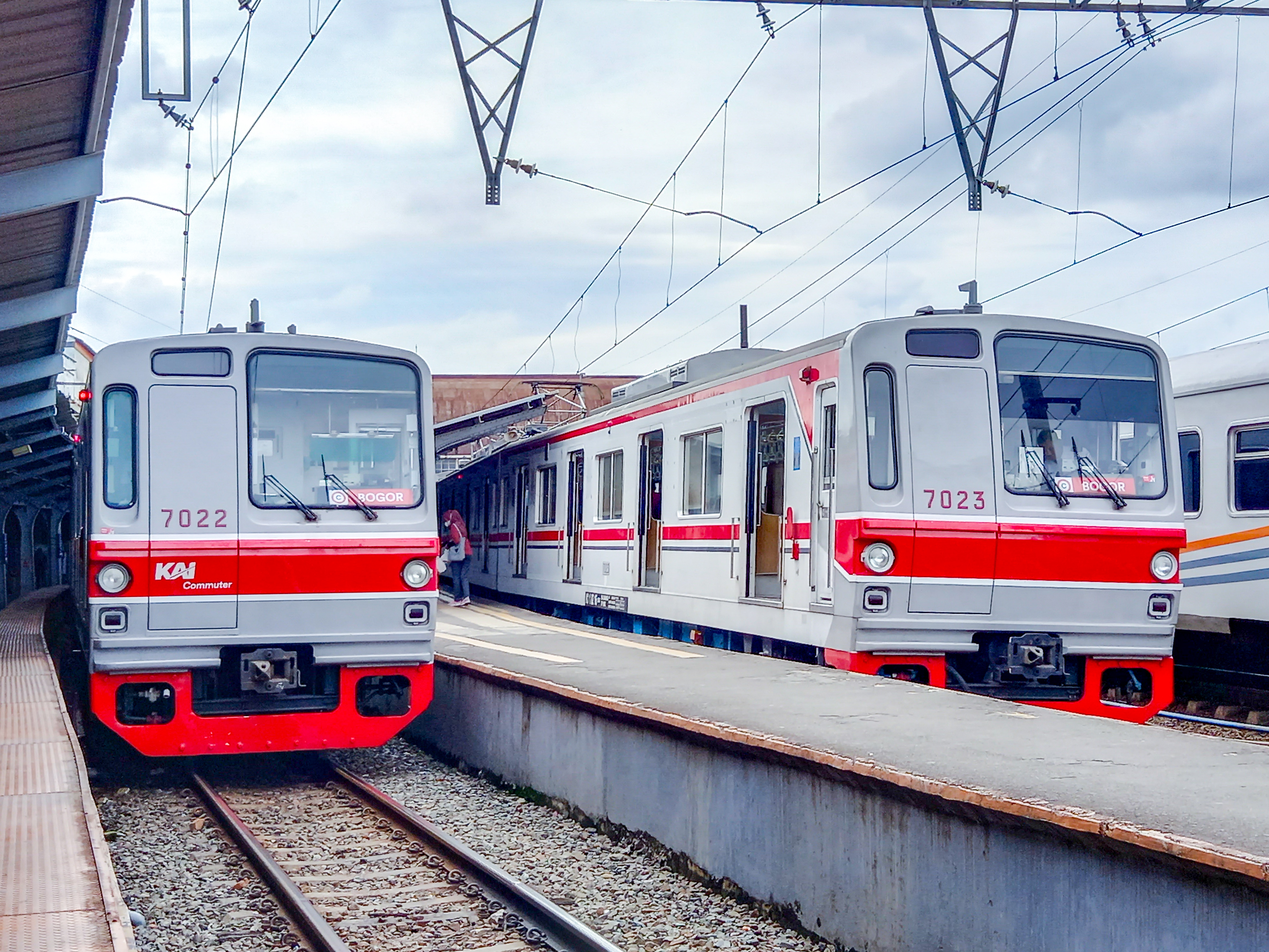
ジャカルタ・コタ駅の東京メトロ7000系7122編成と7123編成

|        | 編成     |          |          |          |          |          |          |          |
| 号車   | 1        | 2        | 3        | 4        | 5        | 6        | 7        | 8        |
| 7017F* | 7117     | 7217     | 7317     | 7417     | 7517     | 7617     | 7917     | 7017     |
| 7021F* | 7121     | 7221     | 7321     | 7421     | 7521     | 7621     | 7921     | 7021     |
| 7022F  | 7122     | 7222     | 7322     | 7422     | 7522     | 7622     | 7922     | 7022     |
| 7023F  | 7123     | 7223     | 7323     | 7423     | 7523     | 7623     | 7923     | 7023     |
| 備考   | * 廃車済 | * 廃車済 | * 廃車済 | * 廃車済 | * 廃車済 | * 廃車済 | * 廃車済 | * 廃車済 |

#### Seri 05（東京地下鉄05系）
2010年から2011年にかけて8両8編成（+予備車16両）が導入された。アルミ車体、高周波分巻チョッパ制御。2012年10月にボゴール線チレブット駅で発生したポイント事故により05-107Fの05-307号車が損傷し、2014年末にチカウムで編成ごと廃車された。また、05-105Fは事故、05-109は車両故障で廃車された。状態の悪かった05-102Fが出火し、自走不能となったが、運用に復帰した。なお、05-104Fは故障と復帰を繰り返していたが、一部車両が更新改造の種車となった。2024年1月にレトロフィット（更新改造）のため05-112F（一部中間車は他編成からの組み込み）がINKA工場に、その後に05-105Fが同じくINKAの工場があるマディウンに配給された。

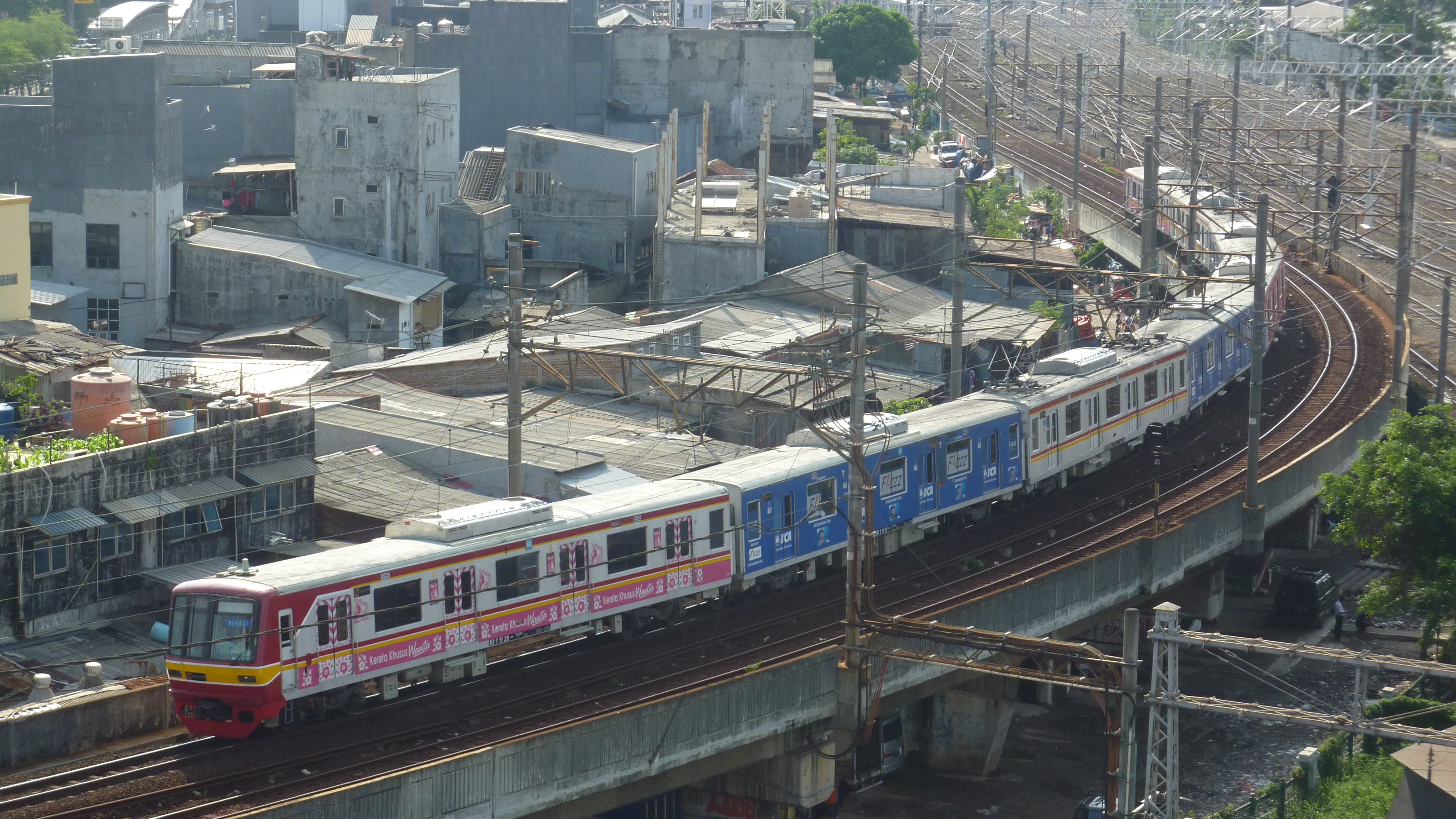
旧塗装車(05-108編成)
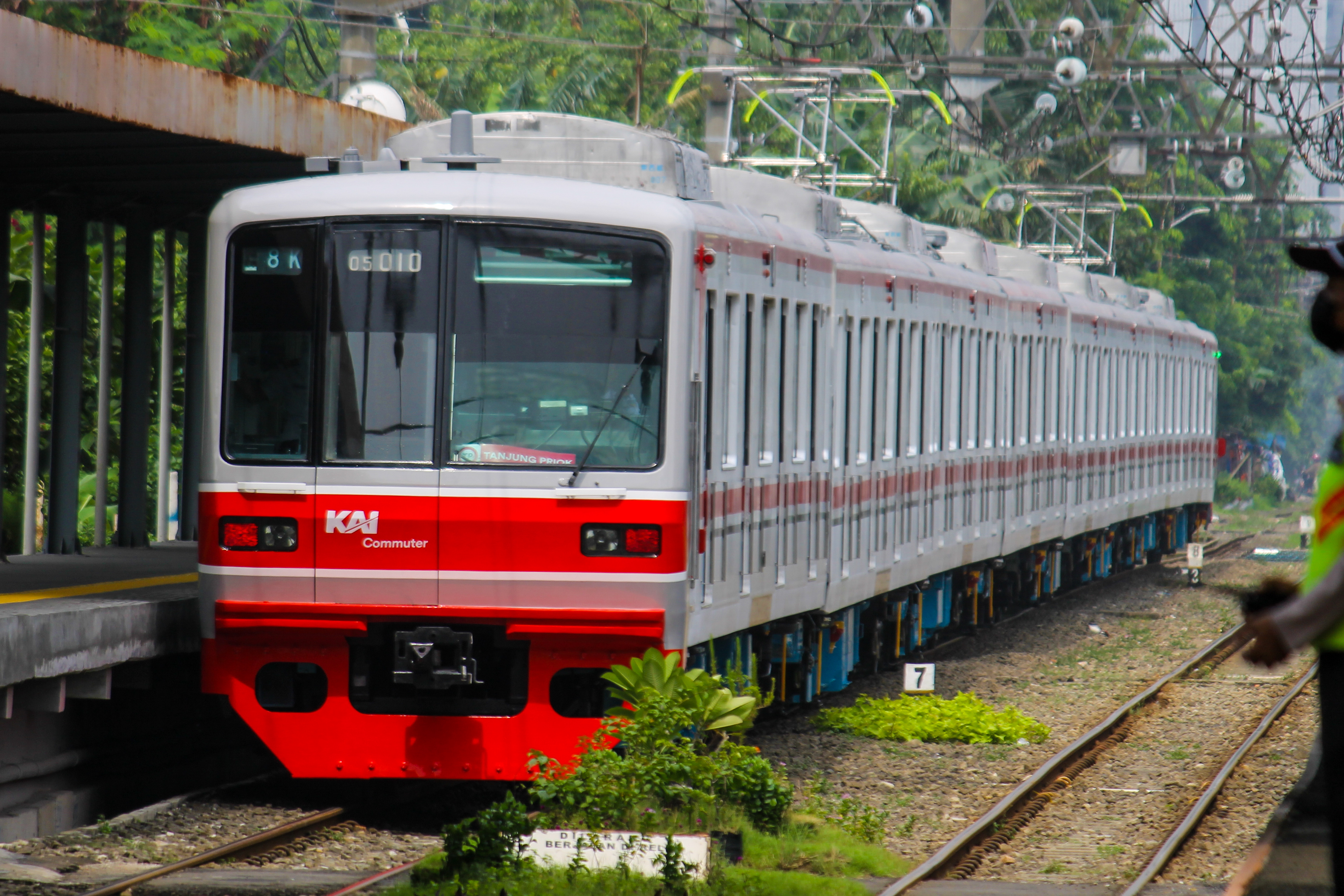
新塗装車(05-110編成)
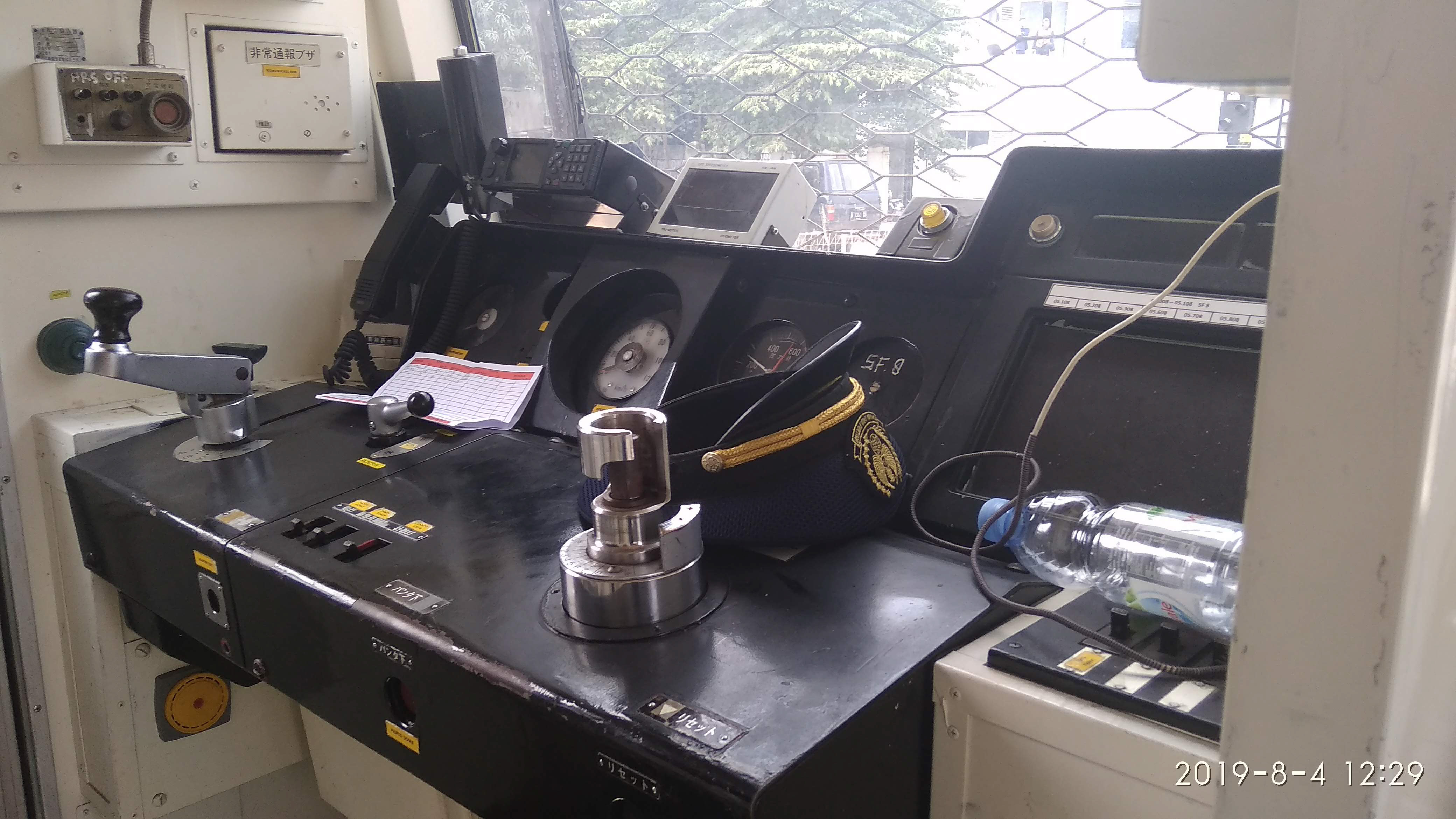
KRLコミュータライン転属後の運転台
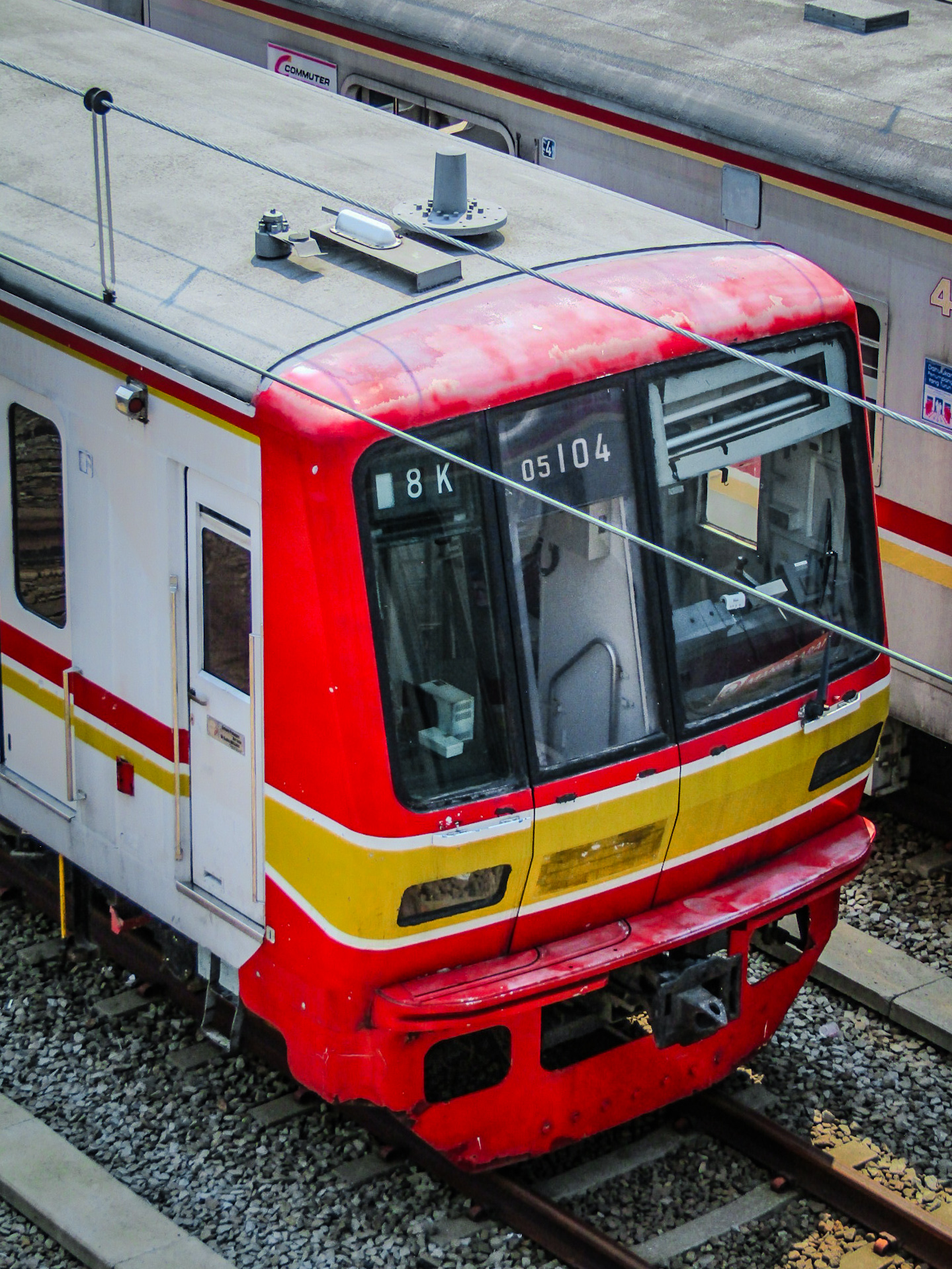
デポックの電車車両基地に留置されている第4編成

|           | 編成                       |                            |                            |                            |                            |                            |                            |                            |
| 号車      | 1                          | 2                          | 3                          | 4                          | 5                          | 6                          | 7                          | 8                          |
| 05-002F*  | 05-102                     | 05-202                     | 05-302                     | 05-602                     | 05-702                     | 05-802                     | 05-902                     | 05-002                     |
| 05-004F*  | 05-104                     | 05-204                     | 05-304                     | 05-604                     | 05-704                     | 05-804                     | 05-904                     | 05-004                     |
| 05-005F*  | 05-105                     | 05-205                     | 05-305                     | 05-605                     | 05-705                     | 05-805                     | 05-905                     | 05-005                     |
| 05-007F** | 05-107                     | 05-207                     | 05-307                     | 05-607                     | 05-707                     | 05-807                     | 05-907                     | 05-007                     |
| 05-008F   | 05-108                     | 05-208                     | 05-308                     | 05-608                     | 05-708                     | 05-808                     | 05-908                     | 05-008                     |
| 05-009F*  | 05-109                     | 05-209                     | 05-309                     | 05-609                     | 05-709                     | 05-809                     | 05-909                     | 05-009                     |
| 05-010F   | 05-110                     | 05-210                     | 05-310                     | 05-610                     | 05-710                     | 05-810                     | 05-910                     | 05-010                     |
| 05-012F*  | 05-112                     | 05-212                     | 05-312                     | 05-612                     | 05-712                     | 05-812                     | 05-912                     | 05-012                     |
| 備考      | ** 廃車済 / * 更新施工予定 | ** 廃車済 / * 更新施工予定 | ** 廃車済 / * 更新施工予定 | ** 廃車済 / * 更新施工予定 | ** 廃車済 / * 更新施工予定 | ** 廃車済 / * 更新施工予定 | ** 廃車済 / * 更新施工予定 | ** 廃車済 / * 更新施工予定 |

#### Seri 6000（東京地下鉄6000系）
2011年から2013年にかけて8両13編成（+予備車26両）の130両が導入された6105F・6106F・6107F・6111F・6112F・6113F・6115F・6123F・6125F・6126F・6127F・6133F・6134F。アルミ車体、電機子チョッパ制御。日本での製造時期の差異で側面の窓ガラスの形状（田の字型2段上昇式ユニットサッシまたはバランサー付き一段下降式）、側面扉の窓の大小、隣の車両との貫通路が広いものと狭いもの、扉が無く逆凸形ホロで繋がっているもの、冷房取付時の改造方法など、バリエーションに富んでいる。2012年10月6107Fが女性専用車として登場したが、ほどなく他の編成と同じ状態に戻された。
その後、日本製中古車の導入はJRの205系に移行したが、導入可能な205系の車両が無くなり、2016年にVVVFインバータ制御に改修された6101F（2次試作車）・6108F・6116F・6117F・6118F・6131Fの6編成が導入され、続いて2017年に6119F・6120F・6121F・6124F・6129F・6132Fが、2018年には6122F・6130Fがそれぞれ導入されていた。
なお、2014年に6112F、2015年11月に6113Fが車両故障で廃車となった。また、その後6111F・6125Fも車両故障で廃車となった。

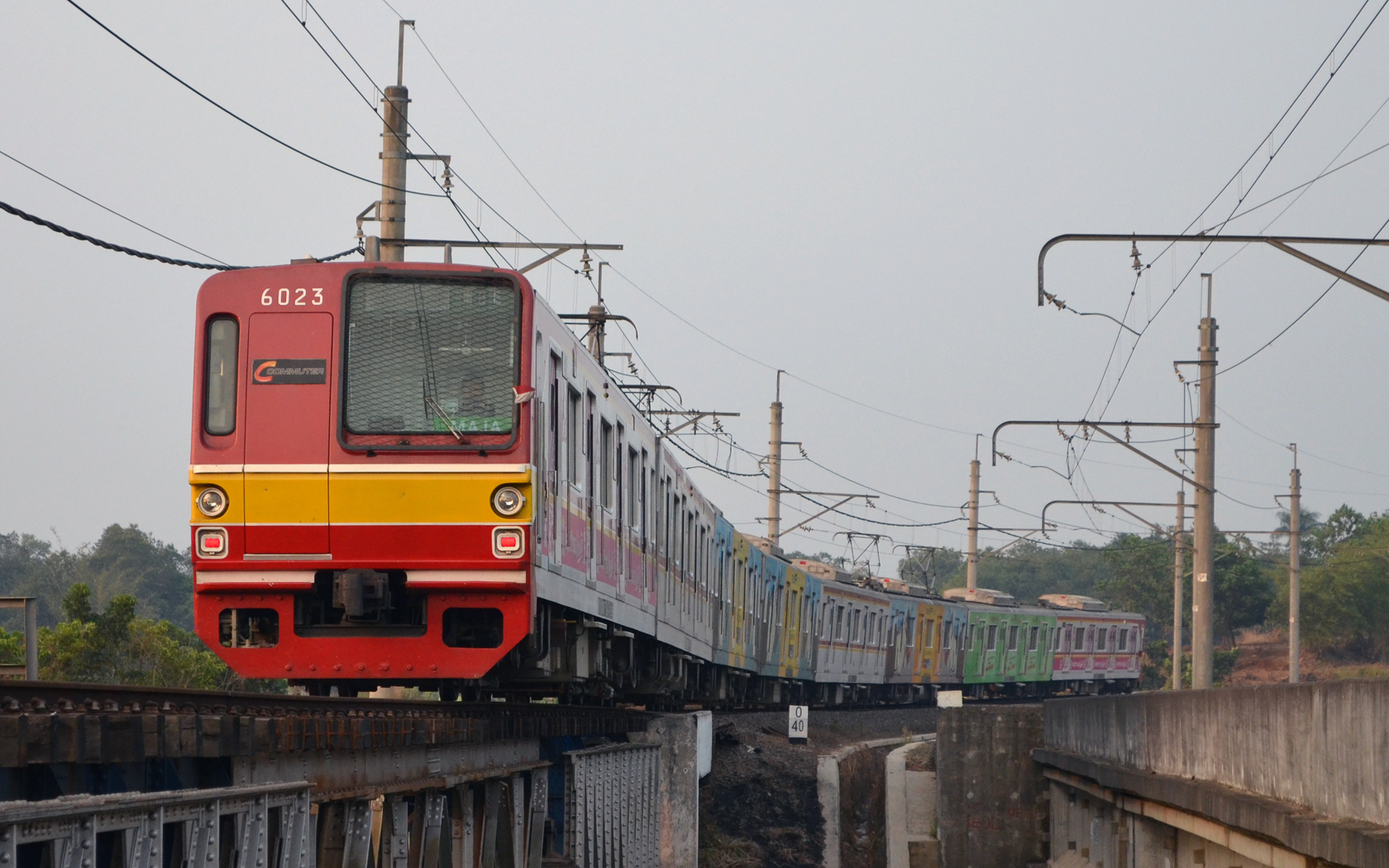
チョッパ制御車（6123編成）
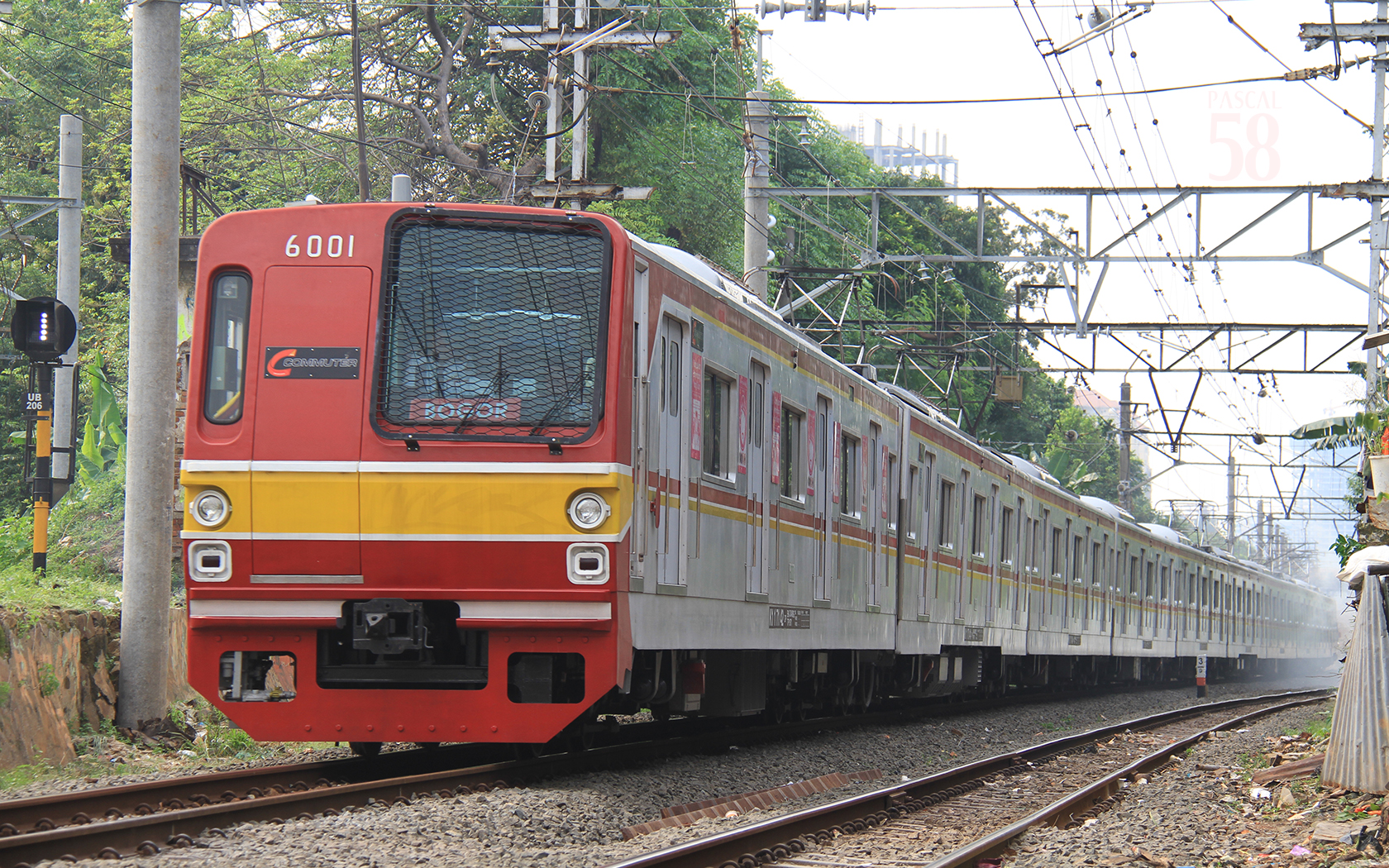
3レベルVVVF制御車(6101編成)
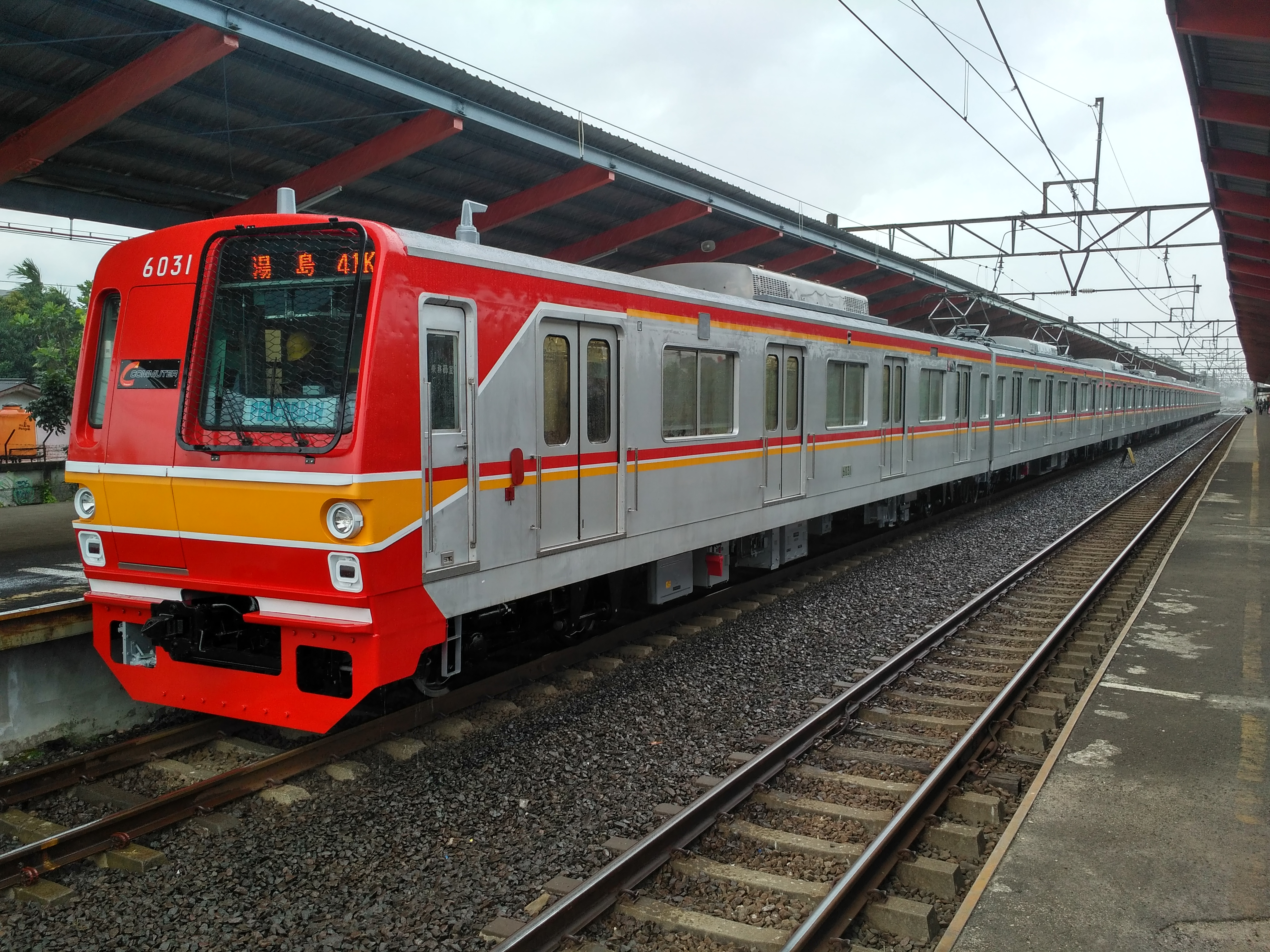
2レベルVVVF制御車(6131編成)

#### Seri 203（東日本旅客鉄道203系）
2011年に10両5編成が導入された。アルミ車体、電機子チョッパ制御。

JR東日本から元マト51編成・52編成・66編成・68編成・69編成が譲渡された。当初は中間車2両を抜いた8連で運用されたが、10連で運用予定の205系が試運転中に老朽化した架線の切断事故で感電故障したために1編成が10両組成に復元され運用された。さらに2016年にBUD2編成（203-2F・元マト52）は、元マト51編成から4両を編入し12両編成化された。2017年では残っていた元マト51編成の余剰車を利用し、BOO106編成(元マト66）とBOO109編成（元マト69編成）の10両×2編成が組成された。

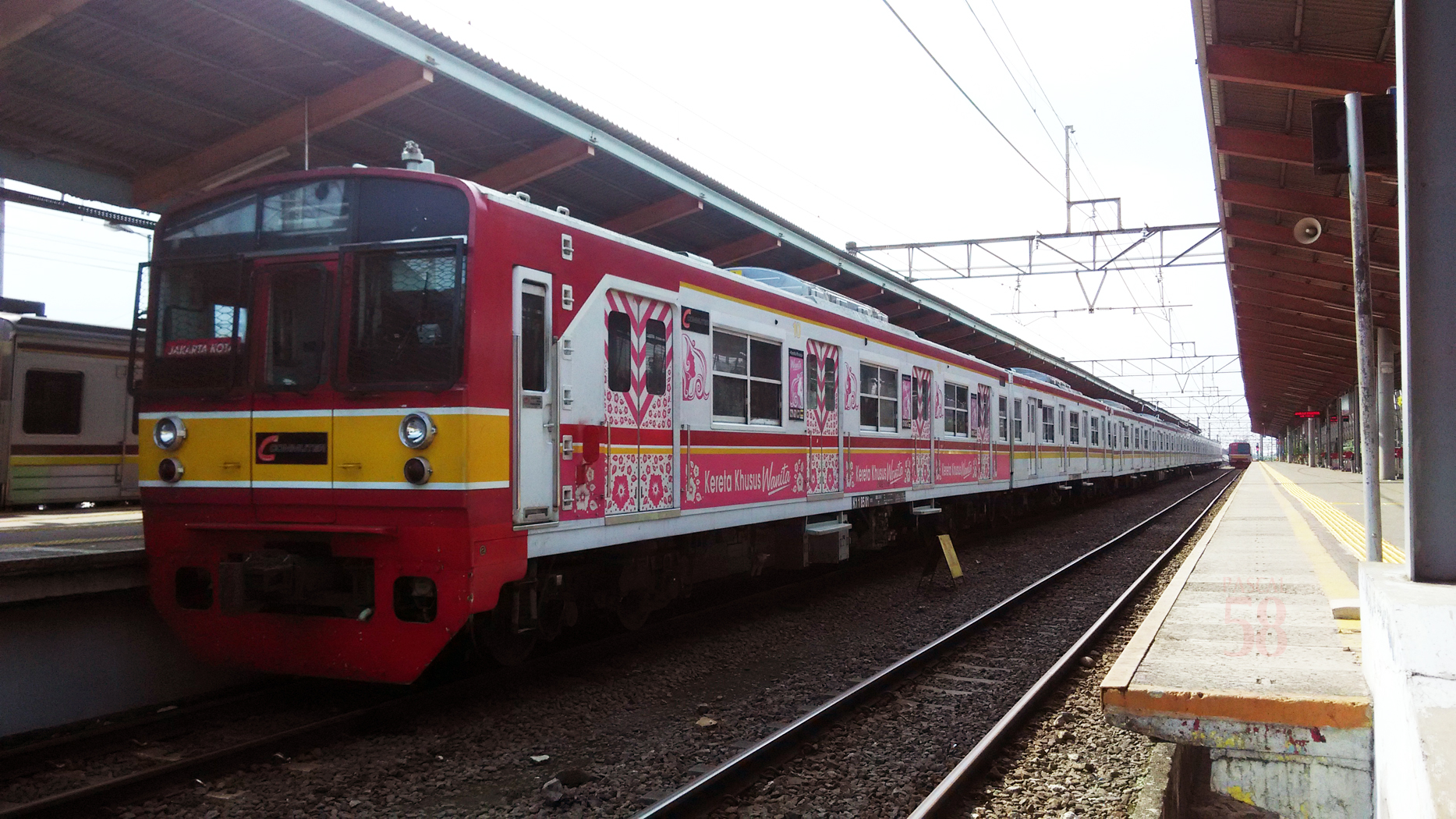
旧塗装車(10両・BOO106編成)
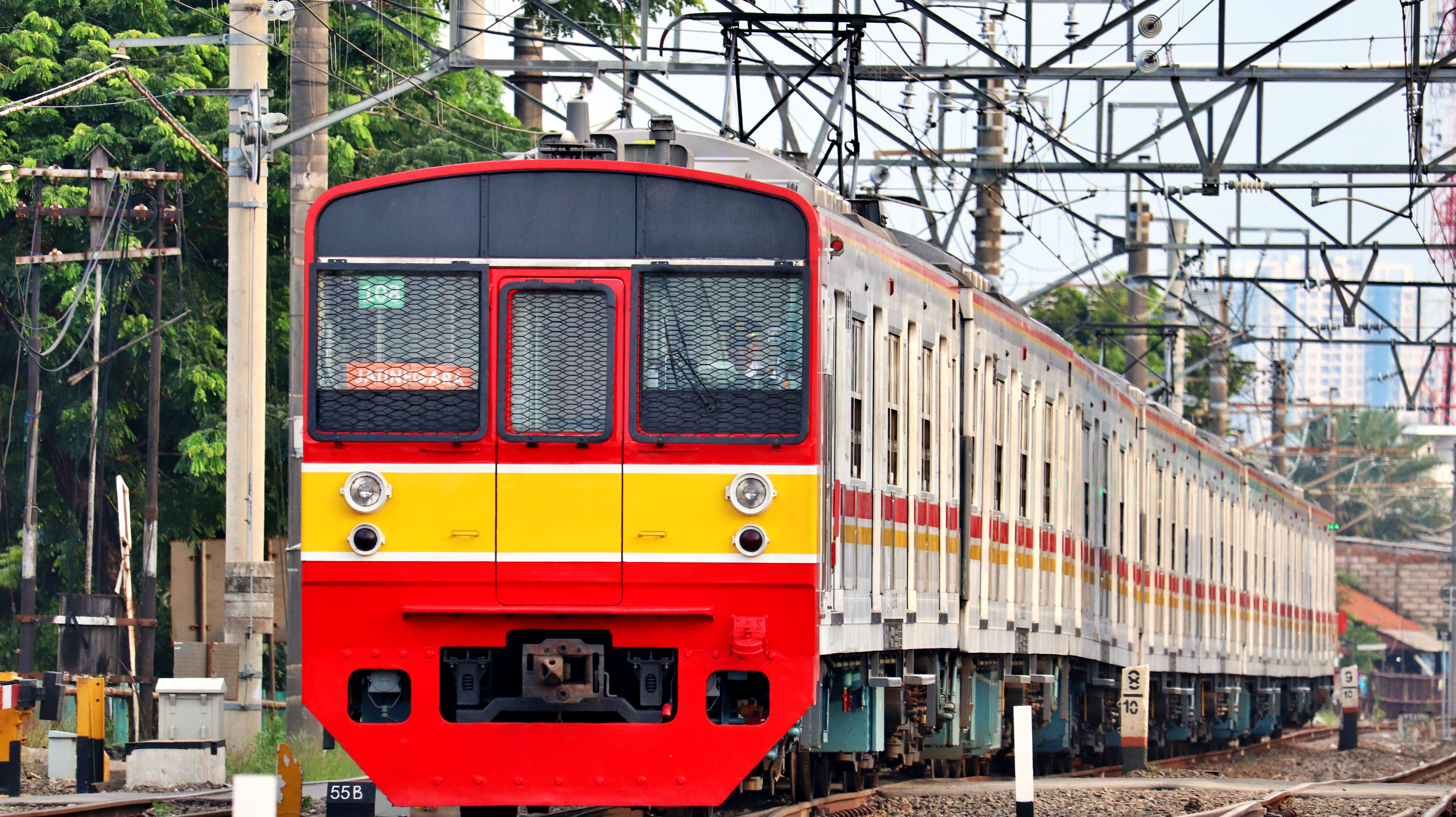
旧塗装車(8両・BOO108編成)
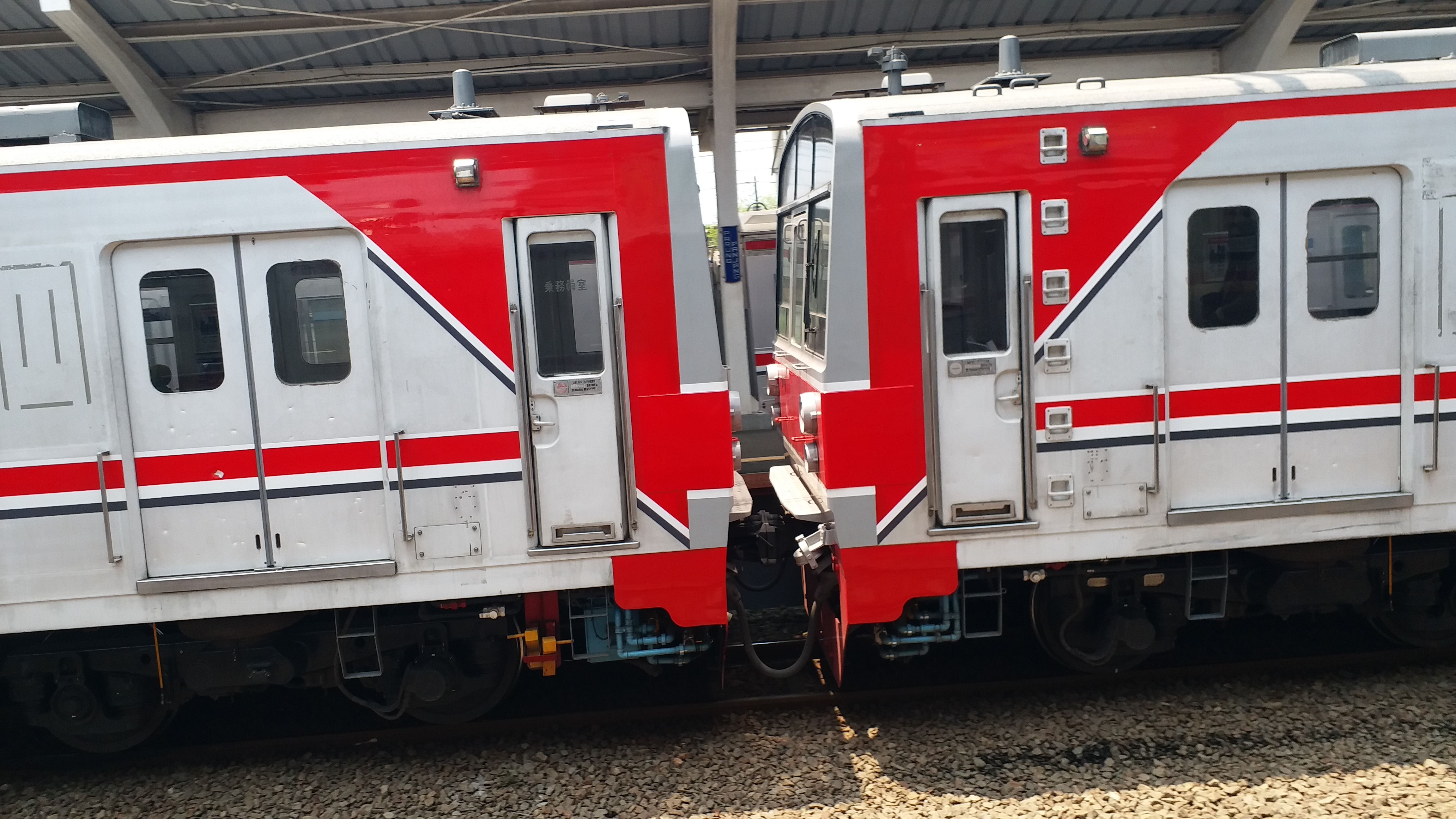
中間車化した元先頭車(10両・BOO109編成)

#### Seri 205（東日本旅客鉄道205系）
2013年度にJR埼京線にてE233系7000番台の投入により余剰となった川越車両センター所属の180両が6扉車も含めて、インドネシアのPT Kereta Commuter Indonesia（以降PT KCI）へ譲渡されることが発表された。実際に譲渡されたのは埼京線で使用されていた6扉車となるサハ204を組み込んだハエ1・4・7・11 - 15・18・20・22 - 25・31ならびに6扉車を含まないハエ26・30・32編成（計180両）となっている。2013年11月よりデポック電車区で車体の日本語表記の消去・乗務員室の日本語表記の上に現地語のシール貼り付け・投石対策のガラス飛散防止フィルムや前面への金網設置、スカートの赤塗装など現地仕様に改造。日本と同じく10連で使用するためにボゴール駅-ジャカルタコタ駅間のホーム延長工事が完成を受けて2014年3月5日から運用を開始した。2013年度導入された車両は埼京線で使用された車両で18編成中15編成には6扉車の「サハ204」が2両連結されている。2014年には横浜線で使用された約170両の導入が発表された。なお最初に送られた埼京線用車両はインドネシア運輸省の加速度性能に合わせるために限流値を320 Aから340 Aに上げて対応、起動加速度は2.8 km/h/sとなった。2014年に送られたのは横浜線で8連で運用されていた車両22編成(176両)で、パンタグラフがシングルアーム式に換装されている。今後も2019年まで毎年160両程度の車両を導入する計画で、2015年には南武線で使用されていた6連20編成の120両が導入され、当初予定では8連に組み替えるはずが6連を2編成繋いで12連で運用された他、6連のうちの中間車2両を横浜線仕様の8連に組み込み10連化、残った4連に6連を繋いで10連で運用されるなどして10連26編成・12連17編成で運用されていたが、うち12両が事故廃車されたため2016年11月現在では464両が在籍している。
2017年2月、編成番号がインドネシアの制度に変更された。インドネシアの編成番号制度はJRの制度とほぼ同様であり、車両基地の短縮記号とそれに先頭車の番号が続く。たとえば、BUD89編成は、先頭車（クハ）の番号は205-89号車と204-89号車（JR制度から保有されている車番号）で、ブキットデゥリ電車区が所有する編成である。ボゴール電車区の編成を示す短縮記号は「BOO」である。
なおJR東日本が武蔵野線で使われていたVVVFインバータ制御車である5000番台を含む42本を2018年3月から2020年にかけて譲渡することを発表した。当初は、京葉車両センターから総合車両製作所新津事業所まで機関車牽引で行われたが、2019年12月以降、京葉車両センターから蘇我駅・京葉臨海鉄道千葉貨物駅経由で輸送されるルートに変更されている。2020年11月までに全編成が譲渡された。武蔵野線生え抜き編成には現地で排障器が取り付けられた。SLO9+32編成（元ケヨM22・M23編成）はジョグジャカルタ線の電化開業により2021年2月10日から2022年9月5日まで転属した。転属にあたり、塗装をパラン・バディック文様への塗り替え、金網の撤去、スカートの切り詰め、乗務員ステップの取り換え、配給用の鎖、中間側のステップ撤去が行われている。また、ハエ15編成とハエ32編成が追突事故を起こし、廃車となった。ハエ15編成とハエ32編成の中で損傷の少なかった編成のみで新たに8連を組成した。M23編成は配給中に橋にぶつかりクーラーやパンタグラフを破損し、その後ホームにぶつかり床下機器が故障した。

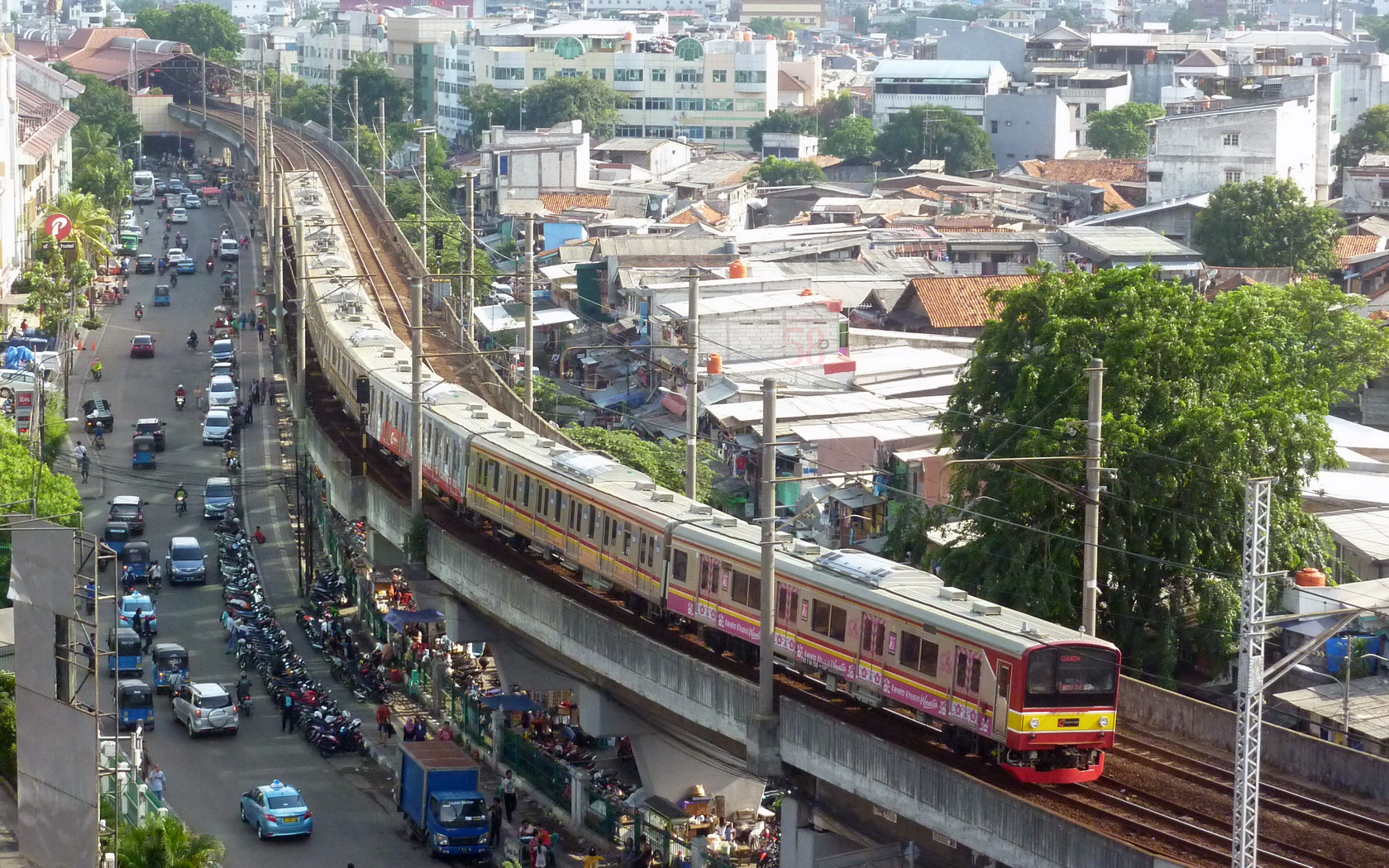
元JR東日本埼京線205系
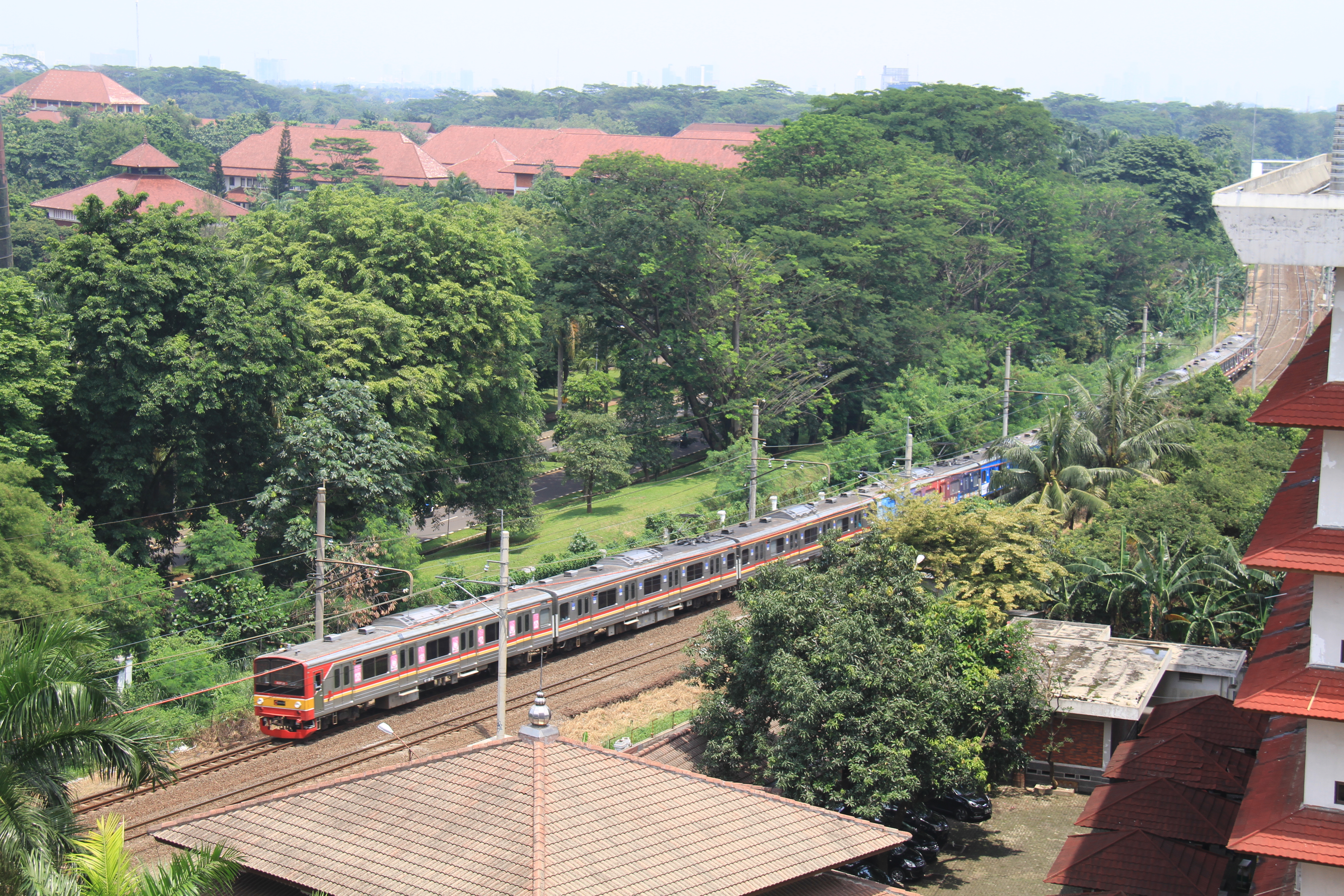
元JR東日本横浜線205系
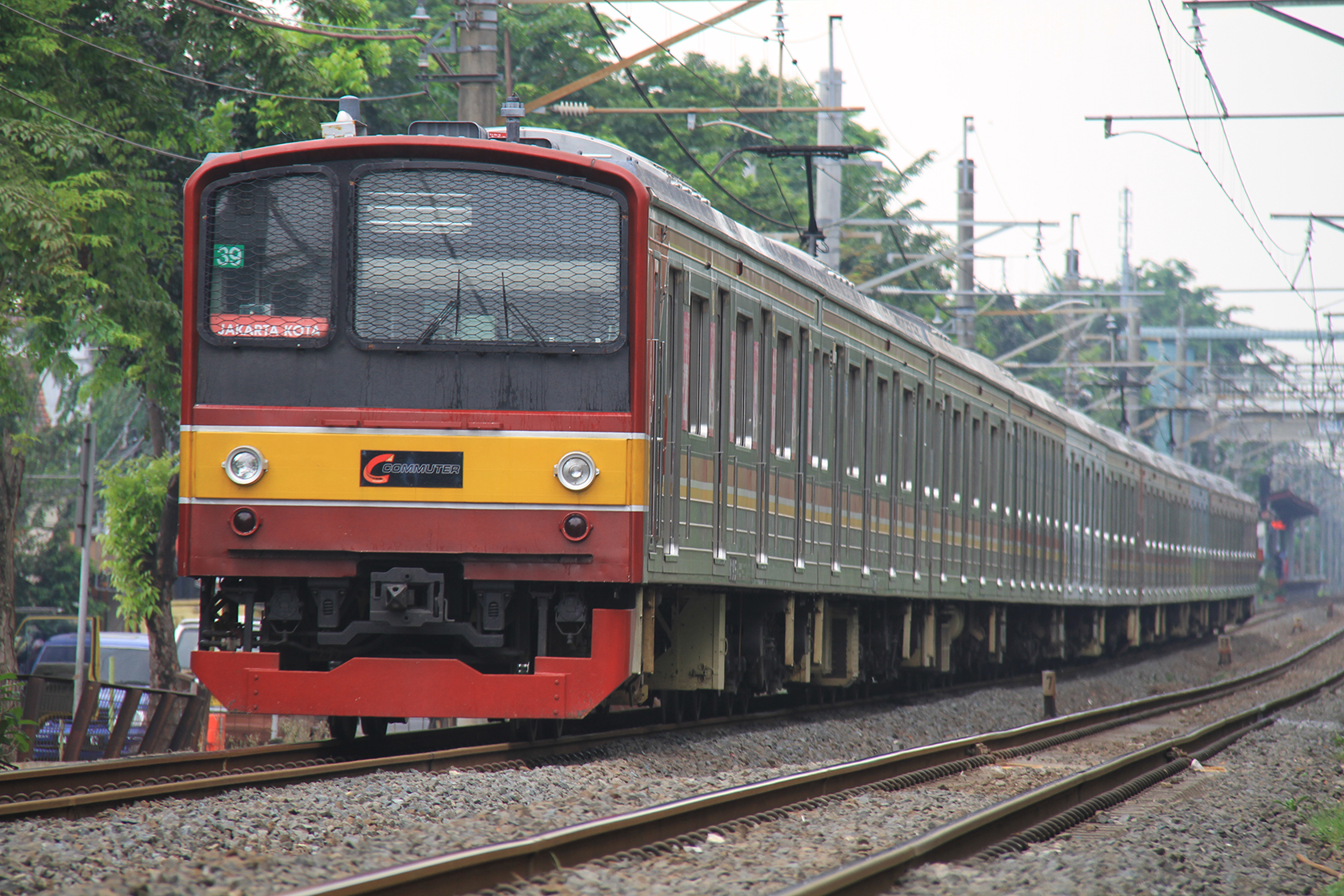
元JR東日本南武線205系
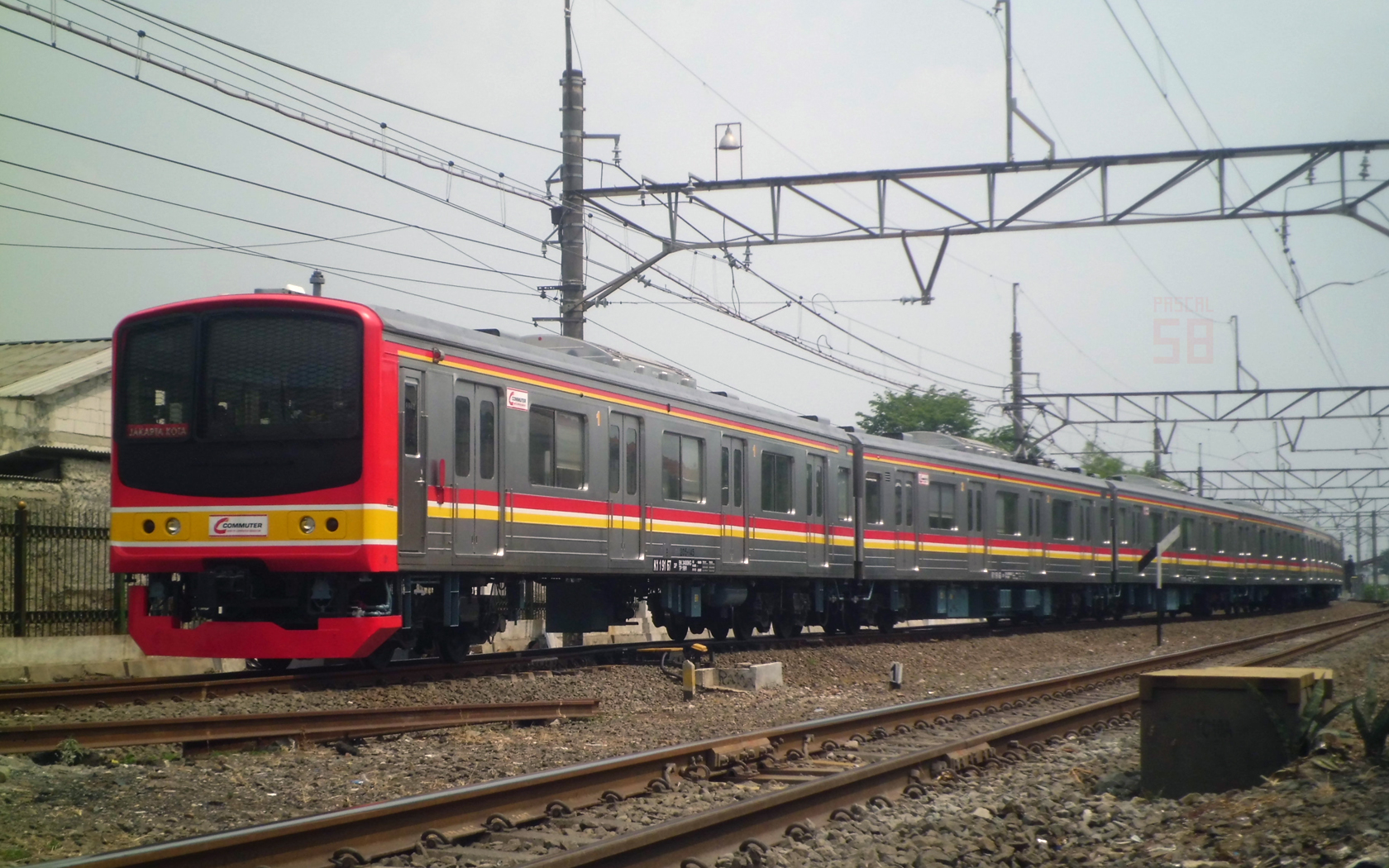
元JR東日本武蔵野線205系（メルヘン）
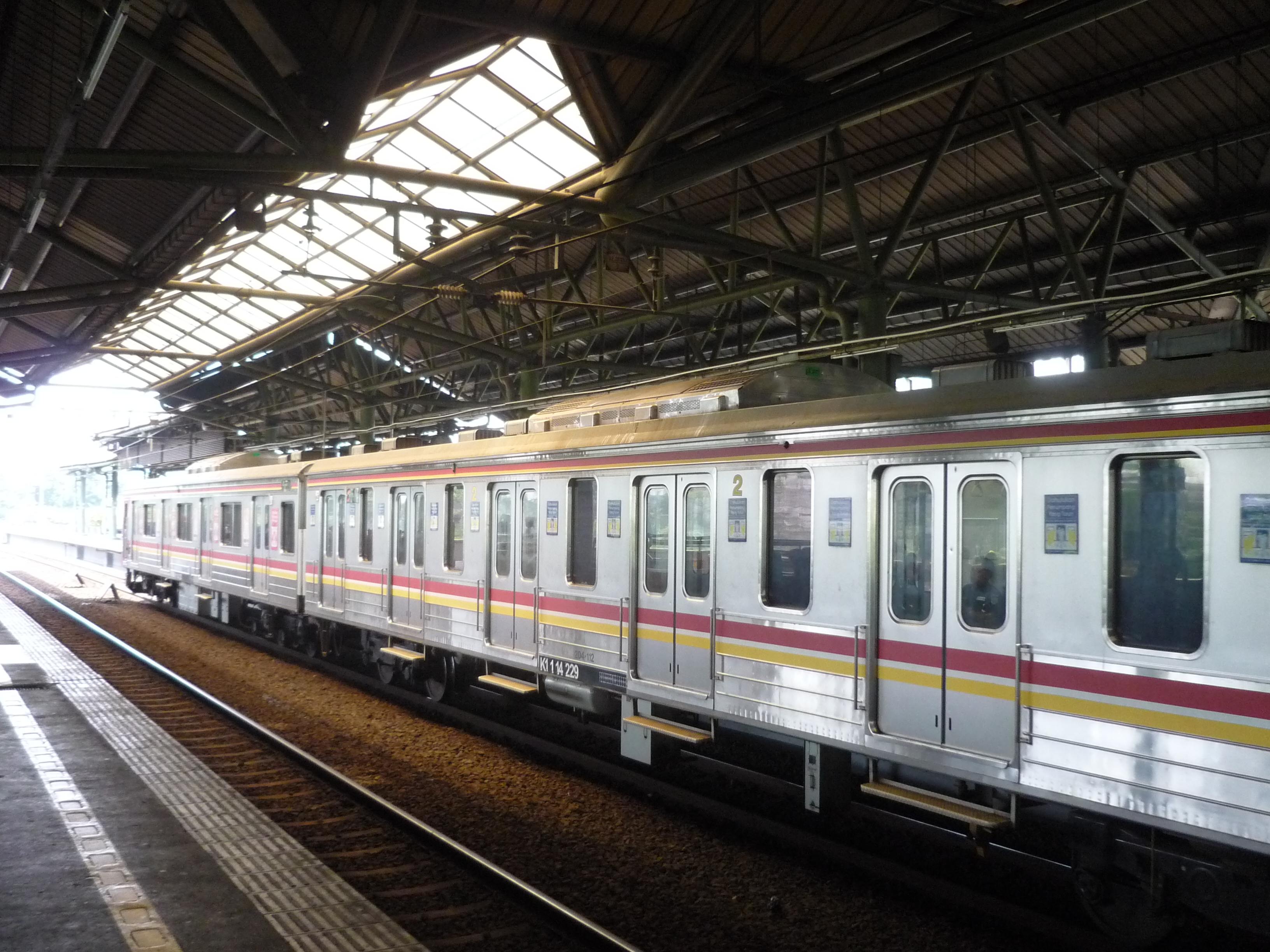
6扉車の元サハ204
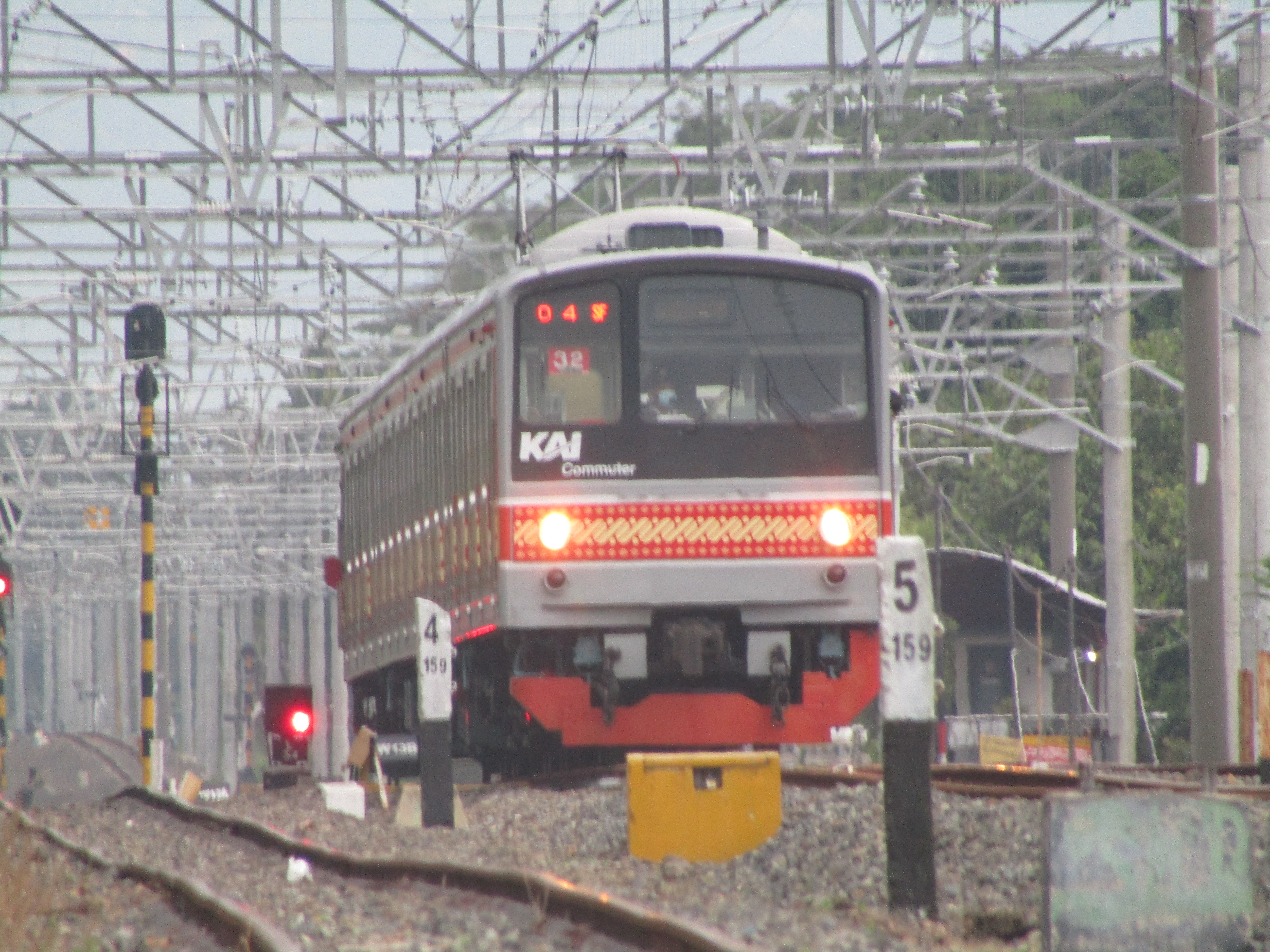
ジョグジャカルタ線の電化開業で一時転属した編成
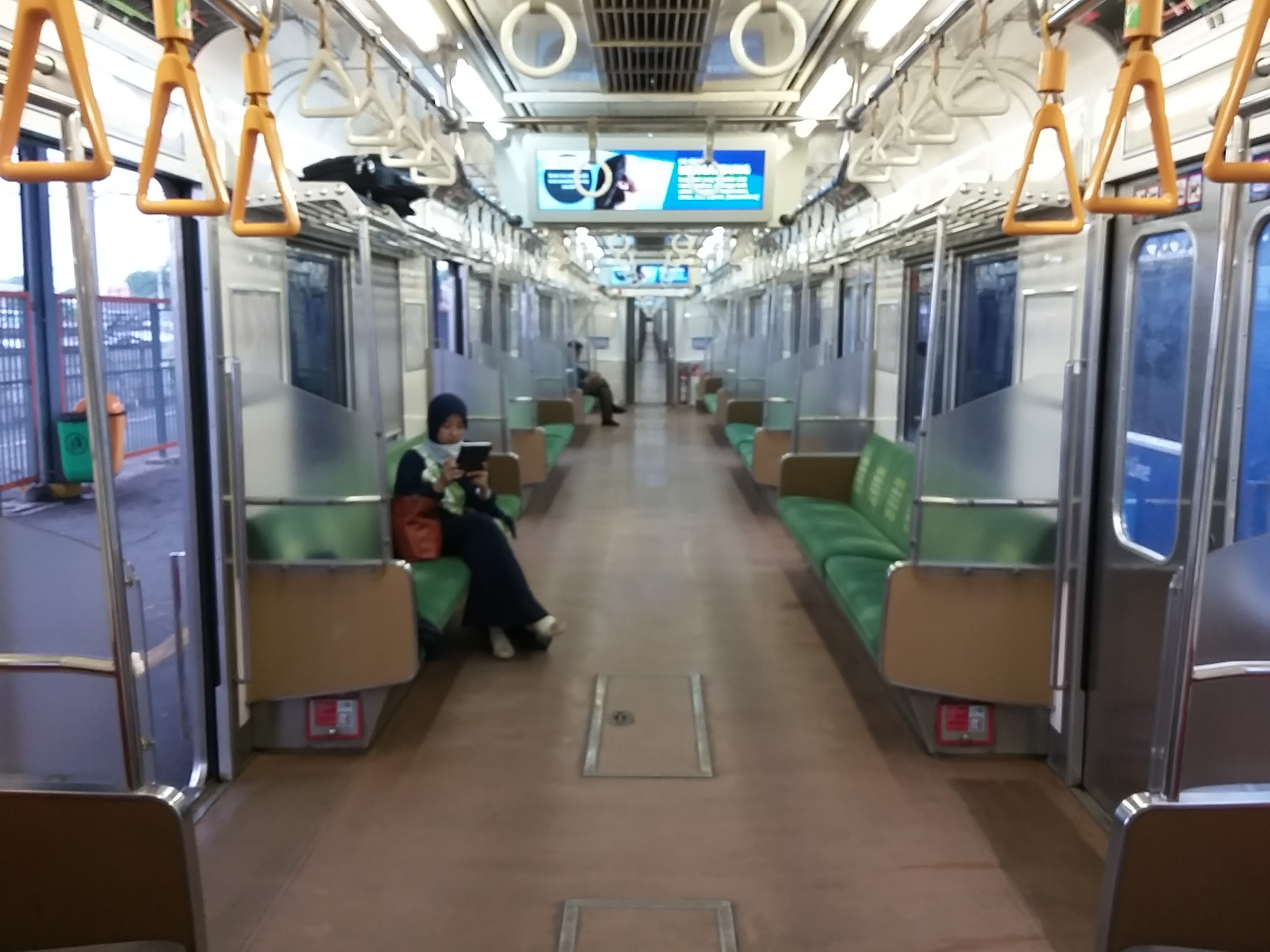
元JR東日本横浜線205系車内
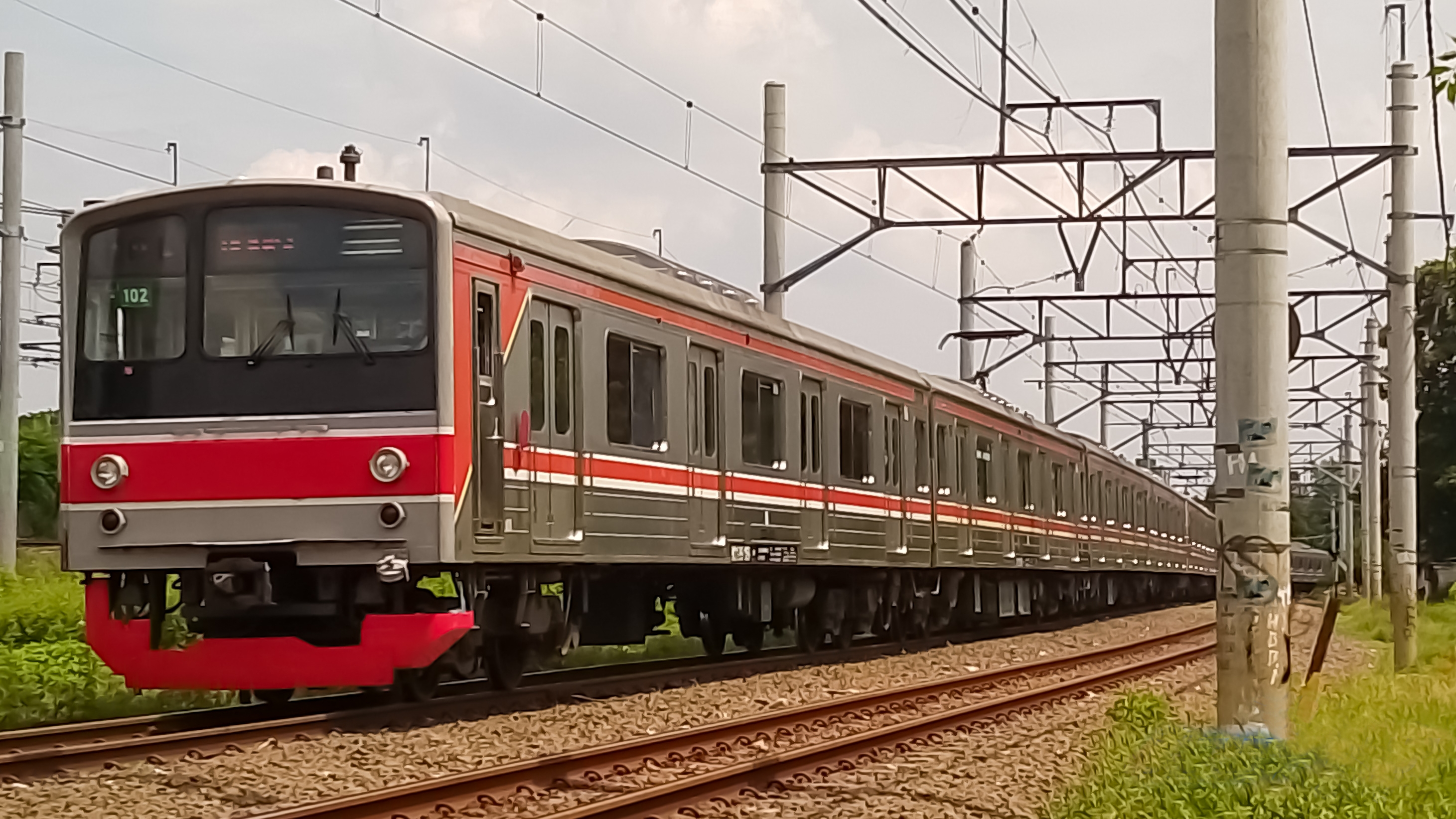
新塗装車）(BOO102編成）
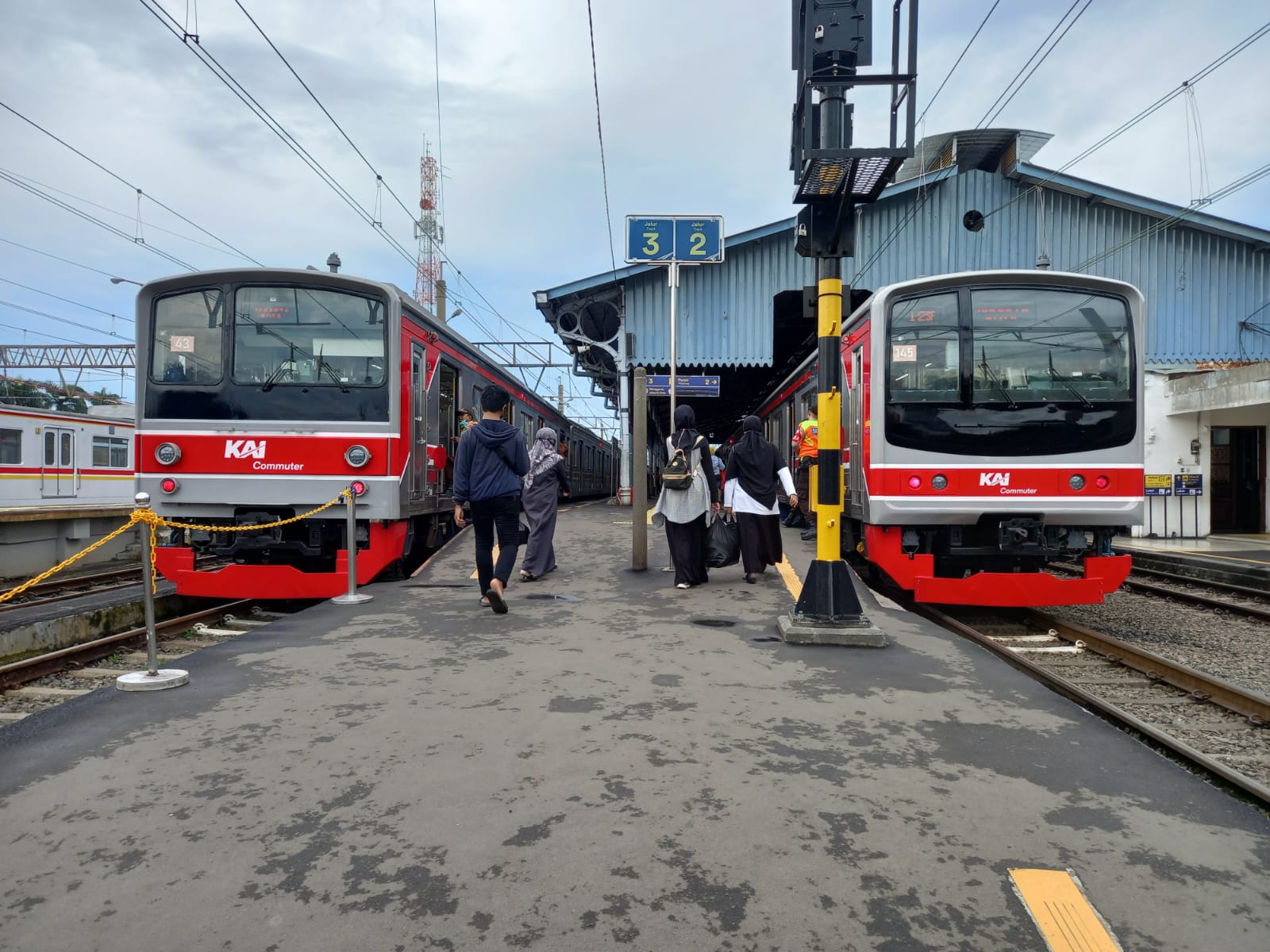
ボゴール駅に停車中の205系（編成43〈左〉と145）。

##### インドネシアの編成
- 8両編成[50]

- 10両編成[50]

- 12両編成[50]

### 現在の車両（新造車）
KfW I-9000系（EA202系） PT INKA製電車
EA201系をベースに2011年8月24日にデビューしたインドネシアの国産車両メーカーPT INKA製の車両である。走行機器の故障などの問題が頻発したために支線運用に充当され、2021年2月10日のジョグジャカルタ線の開業に行い更新工事が行われ転属した。

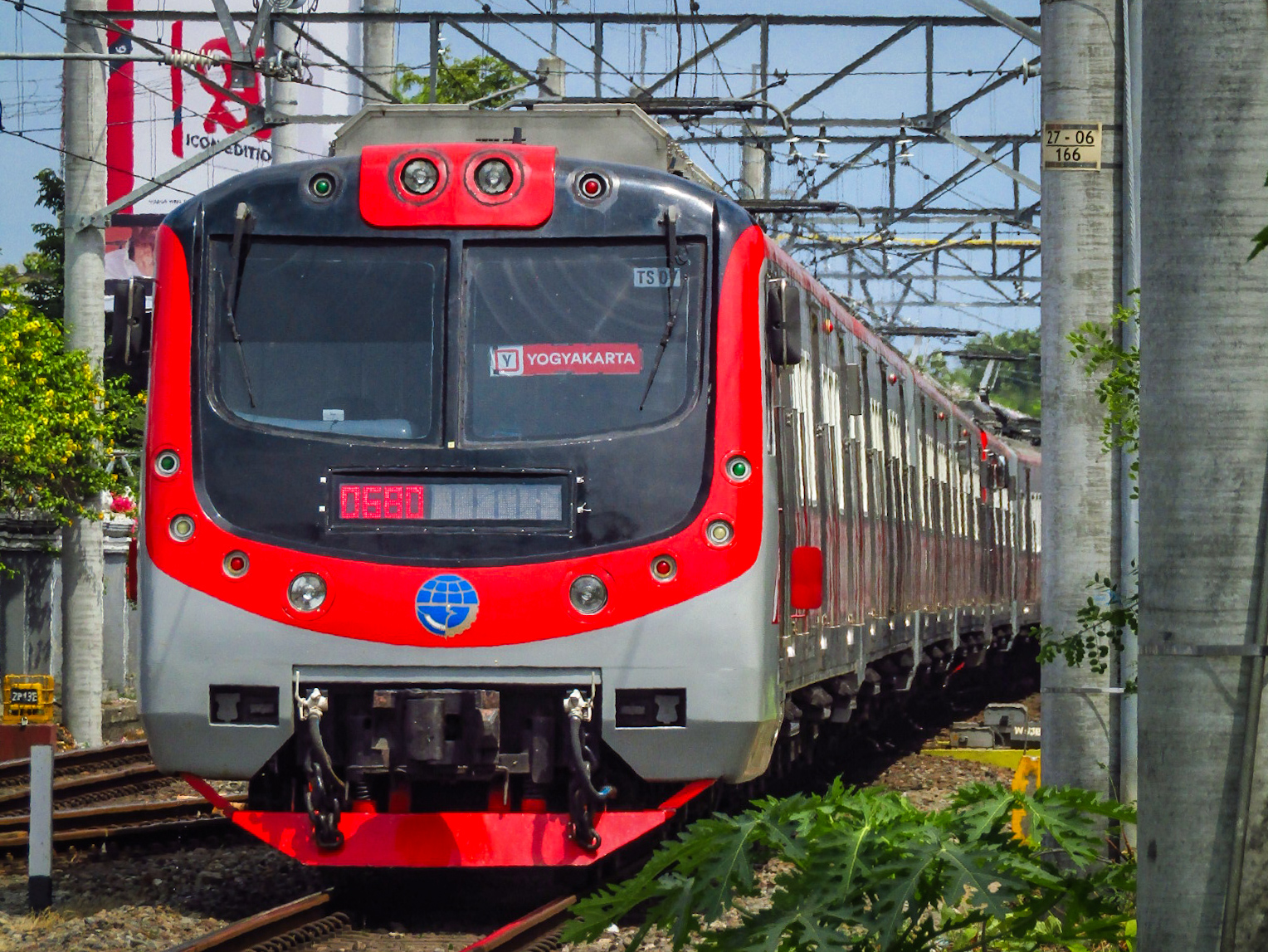
EA202系電車（ジョグジャカルタ線転属後）

CLI-125系(EA206系) 中国中車青島四方機車車輛製
新造車両の増備の遅れから、計画している既存形式の置き換えと輸送力の増強が間に合わないために導入された、中国中車青島四方機車車輛製の車両である。2025年6月1日からボゴール線とチカラン線にて運行を開始した。

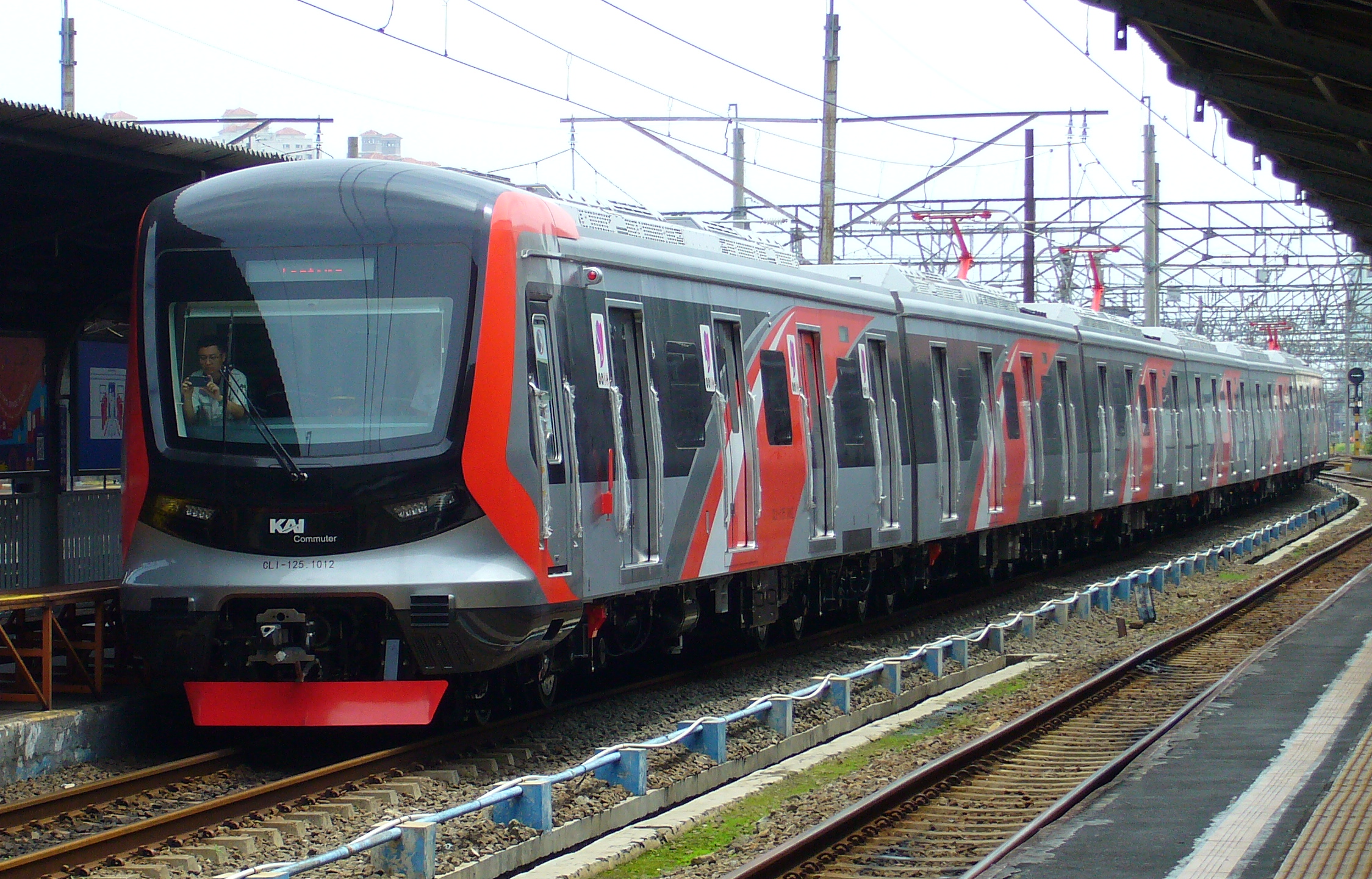
EA206系電車

### 導入予定の車両
インドネシア政府は2024年6月22日、日本からの中古車両輸入を禁止するとの最終決断を下したが、老朽化した既存形式の置き換えと輸送力の増強が急務であり、新造車両の増備は早急な課題であった。国産メーカーであるPT INKAの新形式車両の導入は、計画している既存形式の置き換えと輸送力の増強が間に合わないため、先んじて中国中車青島四方機車車輛製のCLI-125系を導入することとなった。2025年度内を目処にCLI-225系が導入される予定である。
- CLI-225系(EA207系) PT INKA製（総合車両製作所・東洋電機製造 技術協力）

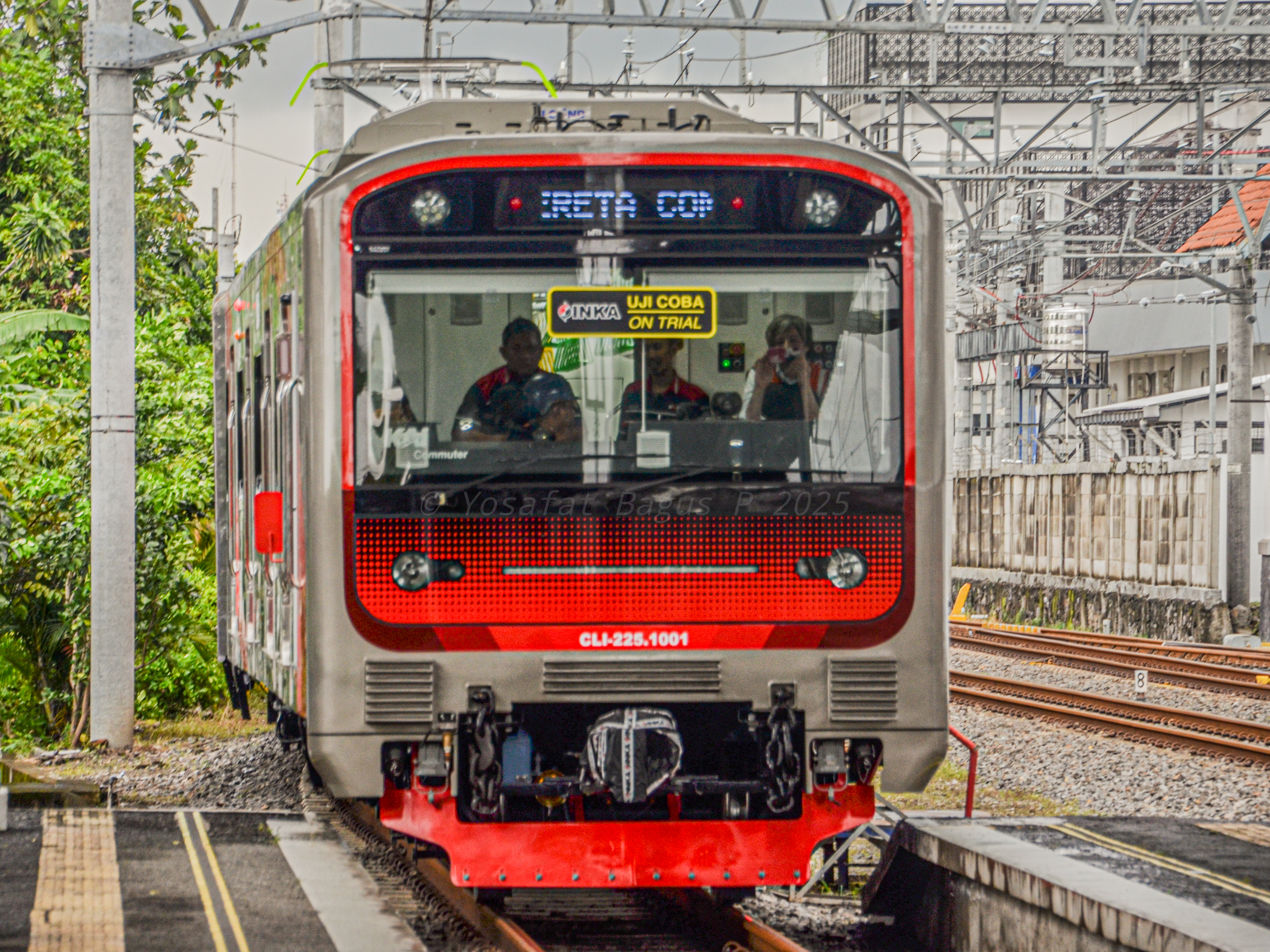
EA207系電車

### 保線車両
レールを常に良好な状態に維持させるために欠かせないのが保線作業である。その作業や工事に必要なマルチプルタイタンパー（通称：マルタイ車、現地ではアルファベットの頭文字よりMTT車と呼ばれる）やバラストスイーパー、レール削正車については、世界的に有名なオーストリアのプラッサー&トイラー社製の車両が使用されている。
インドネシアでは1980年代より新車でこれらの保線車両を導入してきたが、中には他の電車と同様、日本からの支援込みで導入された中古の個体もあり、それらは主にJRグループの他、私鉄・公営公団で運用されていたものが多い。日本から中古で導入された個体は、日本国内において、京都議定書に基づいたNOx法（排出ガス規制）基準をクリアした同社製の新型機材に置き替えられて余剰となった背景を持つ場合もある。

### 過去の車両

#### 新造車両

##### KL3-76/78/83/84/86/87形 "Rheostatik"日本車輌製造/川崎重工業/日立製作所（日本）製電車
1976年から1987年にかけて大量に導入された非冷房車。付随制御車2両の間に電動車2両をはさむ4両編成で、車体長20 m、車体幅2990 mm（最大幅3180 mm）。主要機器は共通であるが、最初に導入されたKL3-76形が2扉車であるのに対し、KL3-78/83/84/86/87形は3扉車である。また、KL3-76/78/83/84形が普通鋼車体であるのに対し、KL3-86/87形はステンレス車体を持つ。なお、KL3-86/87形は現地産業振興と技術力向上の観点より車内一部部品の現地組み立てを採用している。
愛称の"Rheostatik"は「抵抗制御」を意味するインドネシア語の単語で、2013年のEkonomi（非冷房各駅停車）全廃まで37年に渡り活躍した。日立製作所製の主電動機・HS-836系は日本国内において西武鉄道や伊豆箱根鉄道で採用されたものと同型で、日本国有鉄道のMT46およびMT54系列とは親戚の関係に当たる。

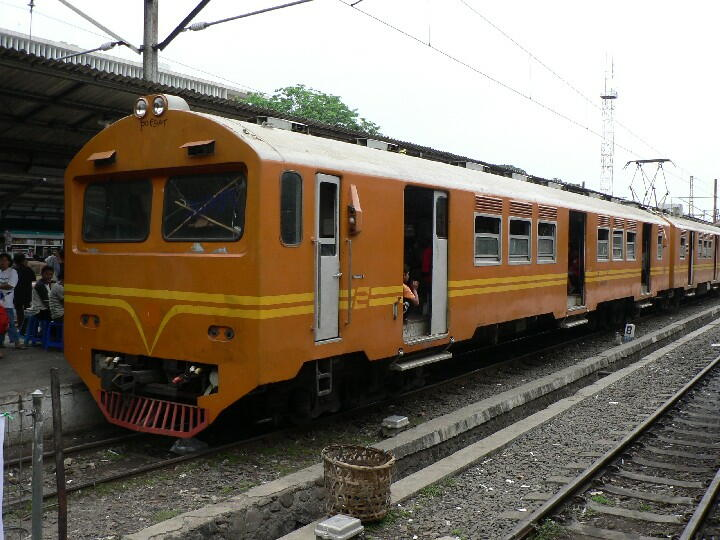
KL3-78形以降の3扉車
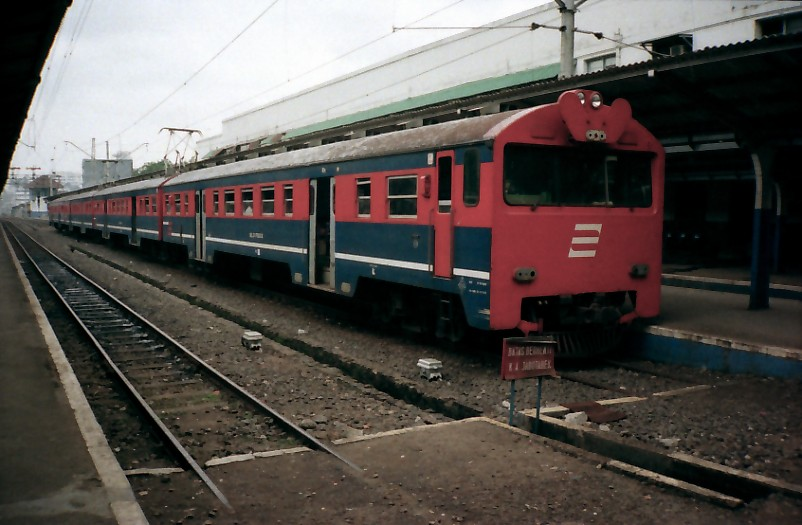
KL3-76形は2扉車
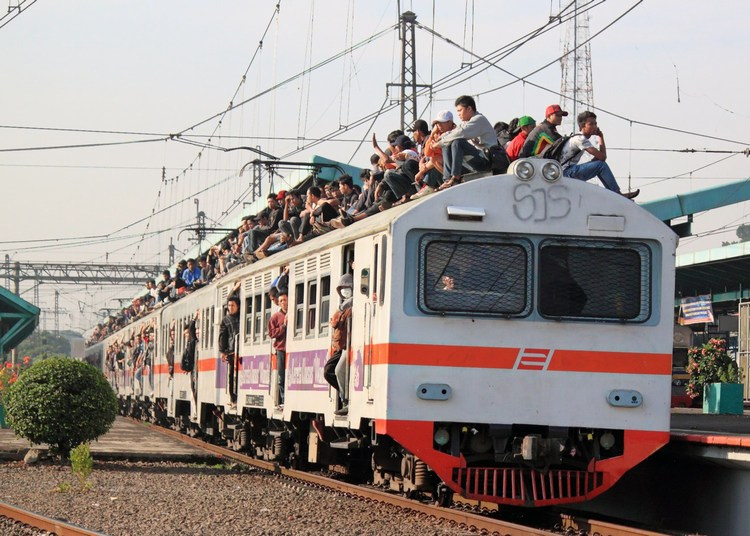
2扉車と3扉車の混結編成
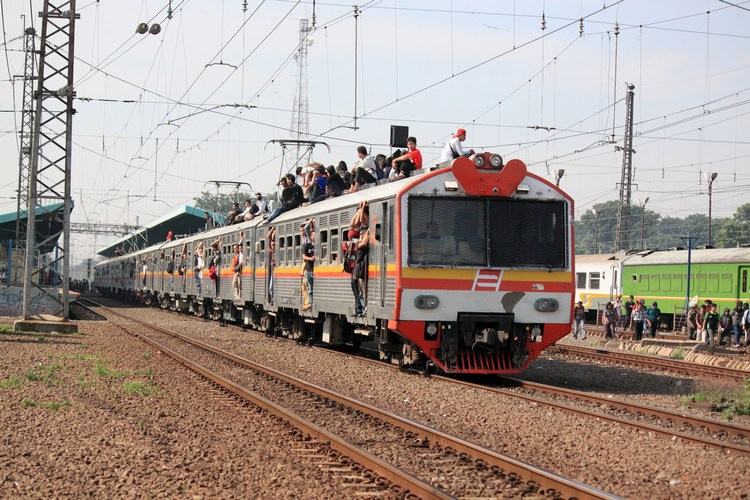
KL3-86/87形はステンレス製の車体を持つ

##### KL3-92/93形 "ABB-Hyundai"現代精工（韓国）製電車
1992年から1993年にかけて4両2編成が導入された、ステンレス車体の電車。契約主は日本の総合商社丸紅、電装品はスイスのアセア・ブラウン・ボベリ製で、VVVFインバータ制御であるが、冷房装置は搭載されていない。電装品の不調や事故による離脱が続き、2000年頃にはジャカルタ近郊から撤退。電気式気動車に改造の上、ジャワ島内の他地区へ転用された。

##### KL3-94/96/97/98/99/2000/2001形 "Holec"ボンバルディア・ユーロレイル（ベルギー）（フランス語版）製電車
1994年から2001年にかけて4両32編成が導入された、ステンレス車体の電車。車体と台車はボンバルディア・トランスポーテーションの傘下に入っていたベルギーのラ・ブルジョワーズ・エ・ニヴェル（通称BN）の工場製、電装品はオランダのHolec N.V.（導入途中の1998年にイギリスのDelta plcが買収）製でVVVFインバータ制御を採用。1996年以降はボンバルディアの技術支援によりインドネシアのインダストリ・クレタ・アピにおいてノックダウン生産および組立が行われた。この車両も冷房は搭載せずに落成している。2012年頃にはジャカルタ近郊から一旦撤退したものの、2014年に8両3編成がインダストリ・クレタ・アピにて床材・機器類の交換、GPS・TIMS・冷房設備の設置などのリニューアルを行い運用に復帰。この際に電装品は韓国の宇進産電（우진산전）製に交換され、面目を一新したものの、短時間で再び運用を離脱した。
電気式気動車に改造の上、ジャワ島内の他地区へ転用されて現役を続けるものもある。

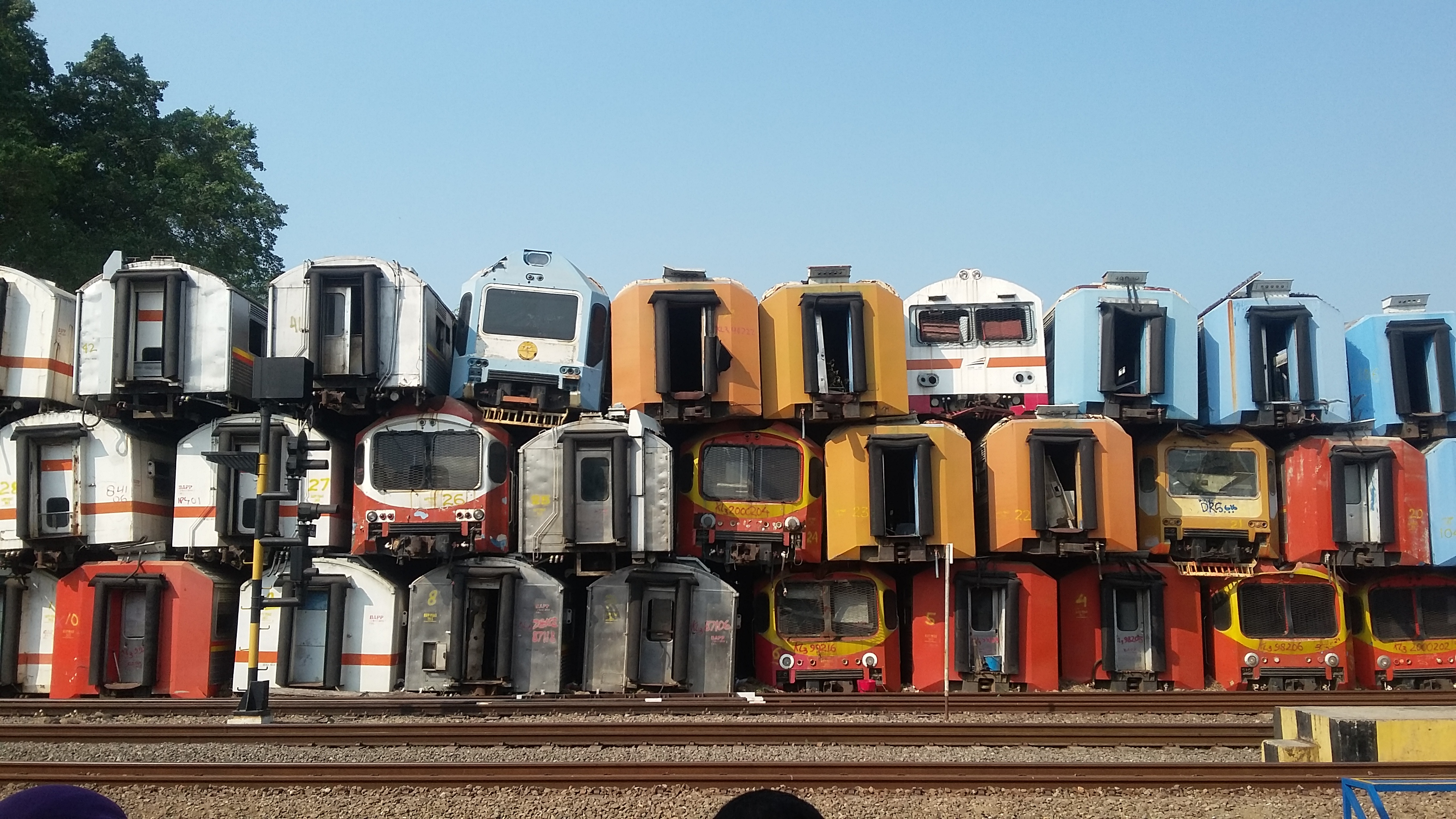
引退後、KL3-78形などと一緒に山積みされた車両 （水色および橙色の車両）
車体側面

##### KL3-97形 "Hitachi"日立製作所（日本）製電車
1997年に4両6編成が導入された電車。ステンレス車体、VVVFインバータ制御で、冷房は搭載していない。上記のKL3-94/96/97/98/99/2000/2001形 "Holec"と同時期に、こちらは日立製作所の技術支援によりインドネシアのインダストリ・クレタ・アピおいて組立が行われ、最終的に6編成中5編成が同所にて完成している。2013年のEkonomi（非冷房各駅停車）全廃まで活躍したほか、一部は電気式気動車へ改造。

##### KRL-I系(EA201系)PT INKA製電車
インドネシア初の国産電車として、2001年にPT INKAで4両編成の20 m級片側3扉の軽量ステンレス電車2編成が日本車両の技術支援で製造された。電装品は日本の東芝製のIGBT素子VVVFインバータ制御で、前面・側面・車内扉上部にLEDによる行先表示機が採用されるなど、新機軸が多数盛り込まれた。しかし、2003年の運用開始後故障が頻発して運用から離脱、2007年に改修されて環状線の運用に投入されたが利用実績が芳しくなくほどなく運転終了、その後はジャカルタ・コタ駅 - マンガライ駅間のフィーダー運転に入ることが多かった。しかし、運用から外れ休車状態。チカウム駅に放置されている。

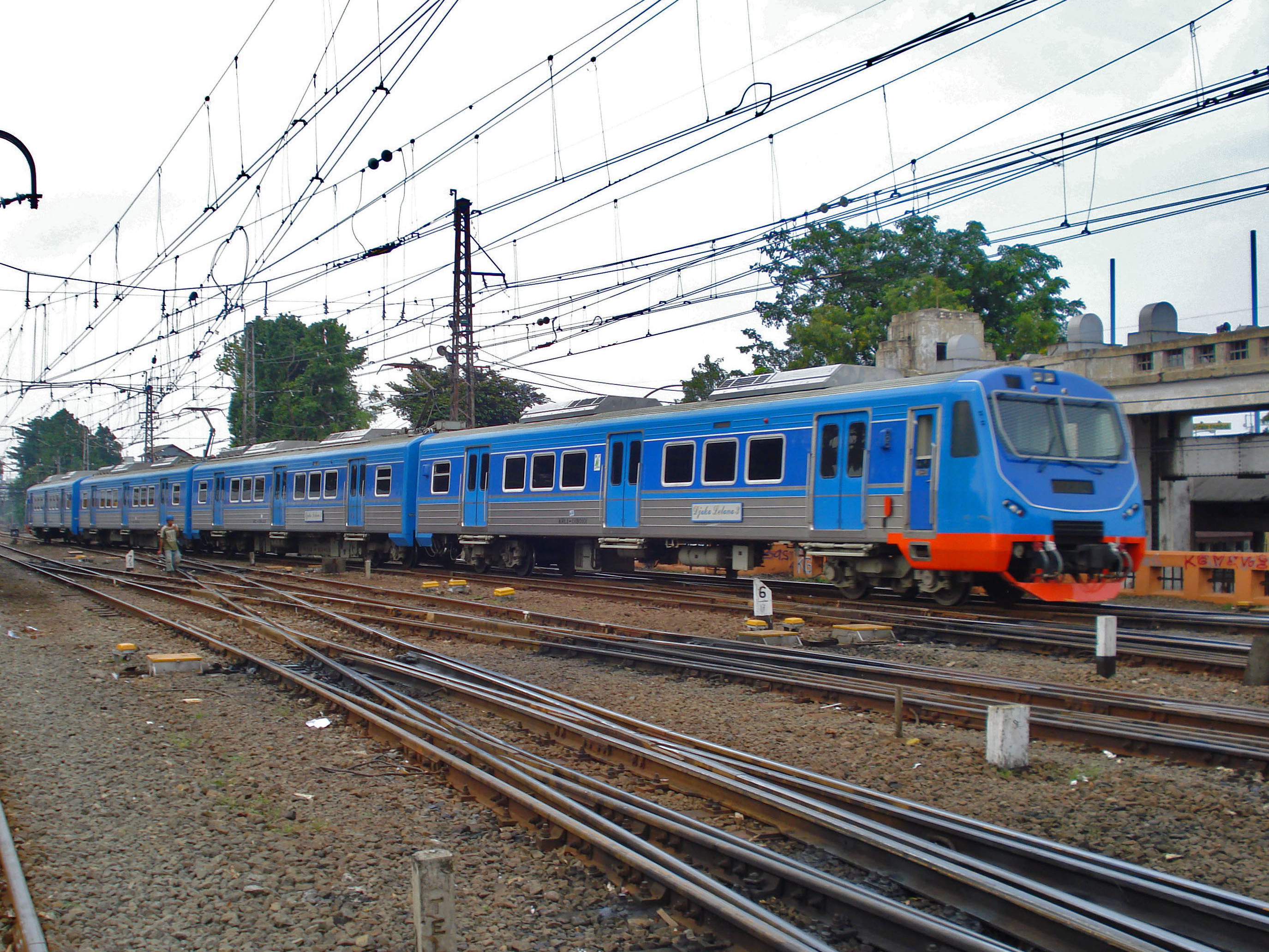
マンガライ駅から発車するEA201系電車(2011年)

#### 譲渡車両

##### Hibah（東京都交通局6000形）
2000年に72両が導入された。東京都より無償譲渡されたため贈り物を意味する“Hibah”の愛称をもつ（ただし輸送費と改造費用はインドネシア側が負担）、合わせてメンテナンスや規格の専門家が日本から派遣指導した。原型7編成とインドネシアのPT INKAで運転台を取り付けた4編成の計11編成が在籍し、編成の自由度が高いことから頻繁に組換が行われている。セミステンレス車体、抵抗制御。
2010年からは6121号車は「KL1-6121（元番号）」をつける形で現地番号が付けられたが2012年に「K1 1 00 01（旧6121号車）」-「K1 1 00 49（旧6288号車）」・「K1 1 01 01（旧6151号車）」-「K1 1 01 23（旧6257号車）」とのナンバーが取り付けられた。『K1 1 00 01』とは最初の「K」は旅客用車両、次の「1」は1等車(エクセクティフ)、その次の「1」は電車を表し、次の二桁は導入された年の西暦の下二桁を、最後の2桁は導入順の番号を表している。2008年から2009年にかけて発生した追突事故により6252(「K1 1 01 21」)と6155(「K1 1 01 03」)が使用不可能となった。導入当初は冷房装置が重宝されたが、2010年代以降、冷房装置が作動しにくいことや、メンテナンスミスにより不具合が発生することになった。先述した老朽化や205系の導入によって置き換えが始まり2016年中に運用を終了し、一部編成はチカウム駅に廃車回送された。
6181Fはデポック電車区で保存されている。2017年末にはパンタグラフから電気を供給しなくても自走できるように改造された。

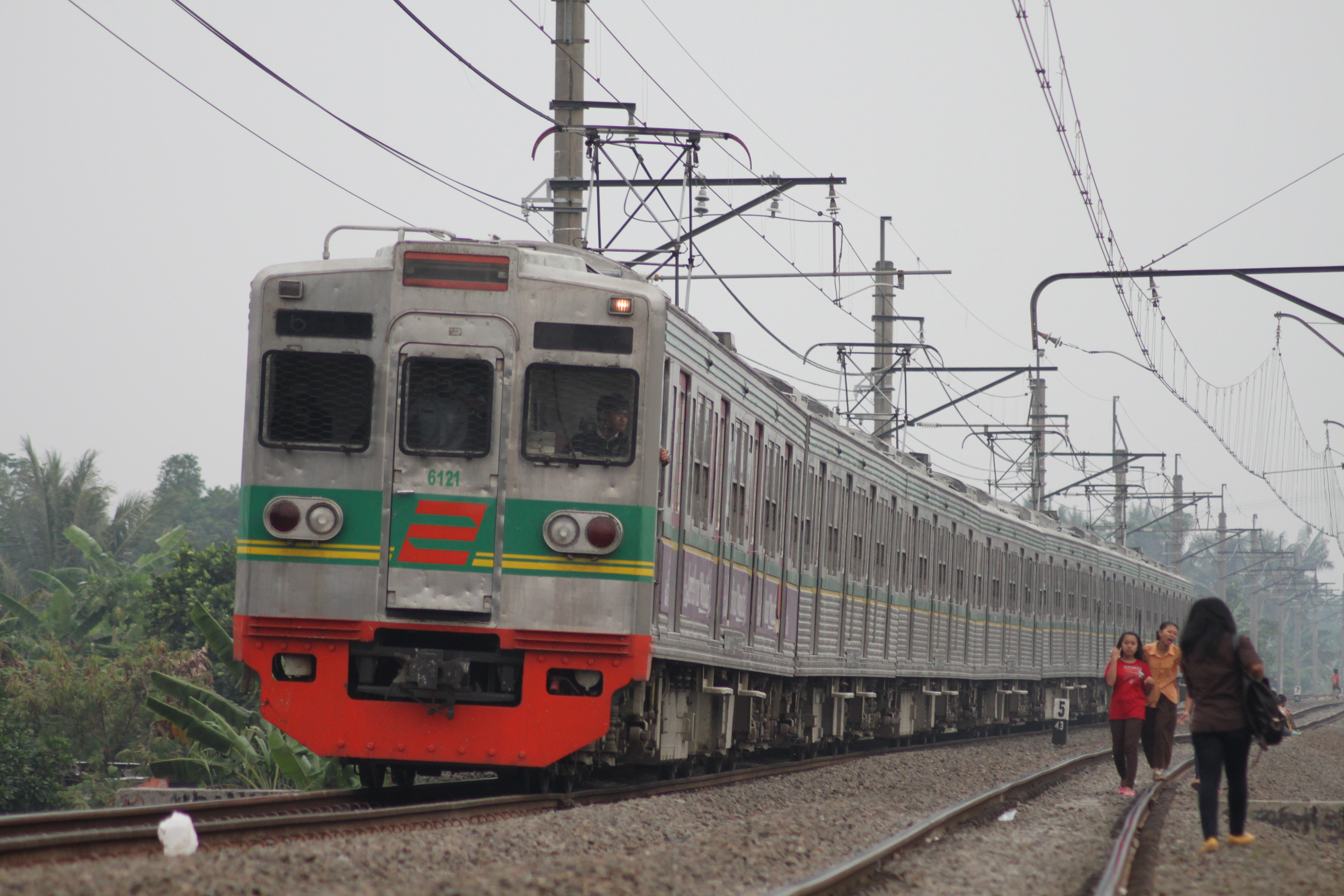
旧塗装の6121F
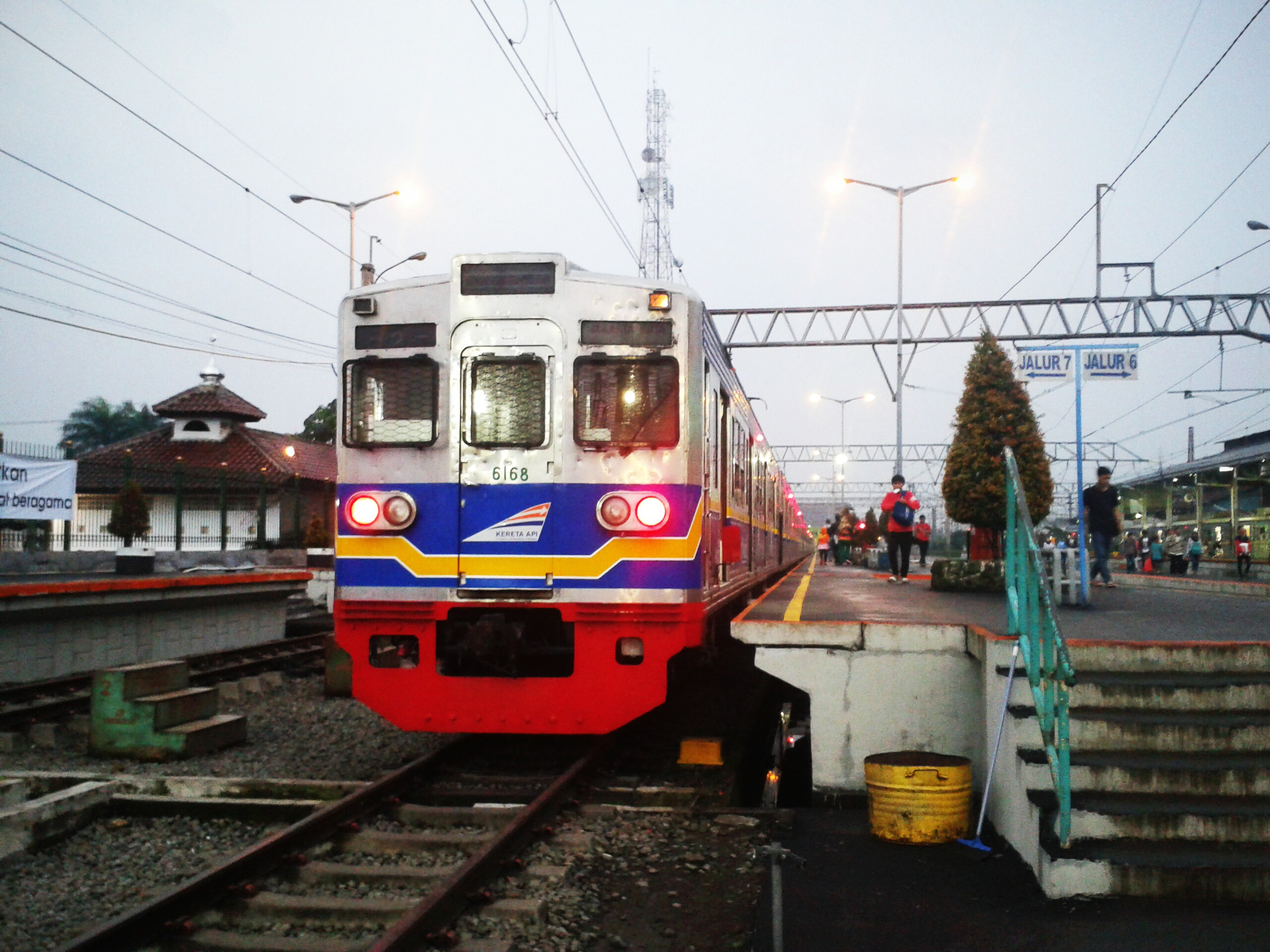
旧塗装の6161F(ボゴール駅)
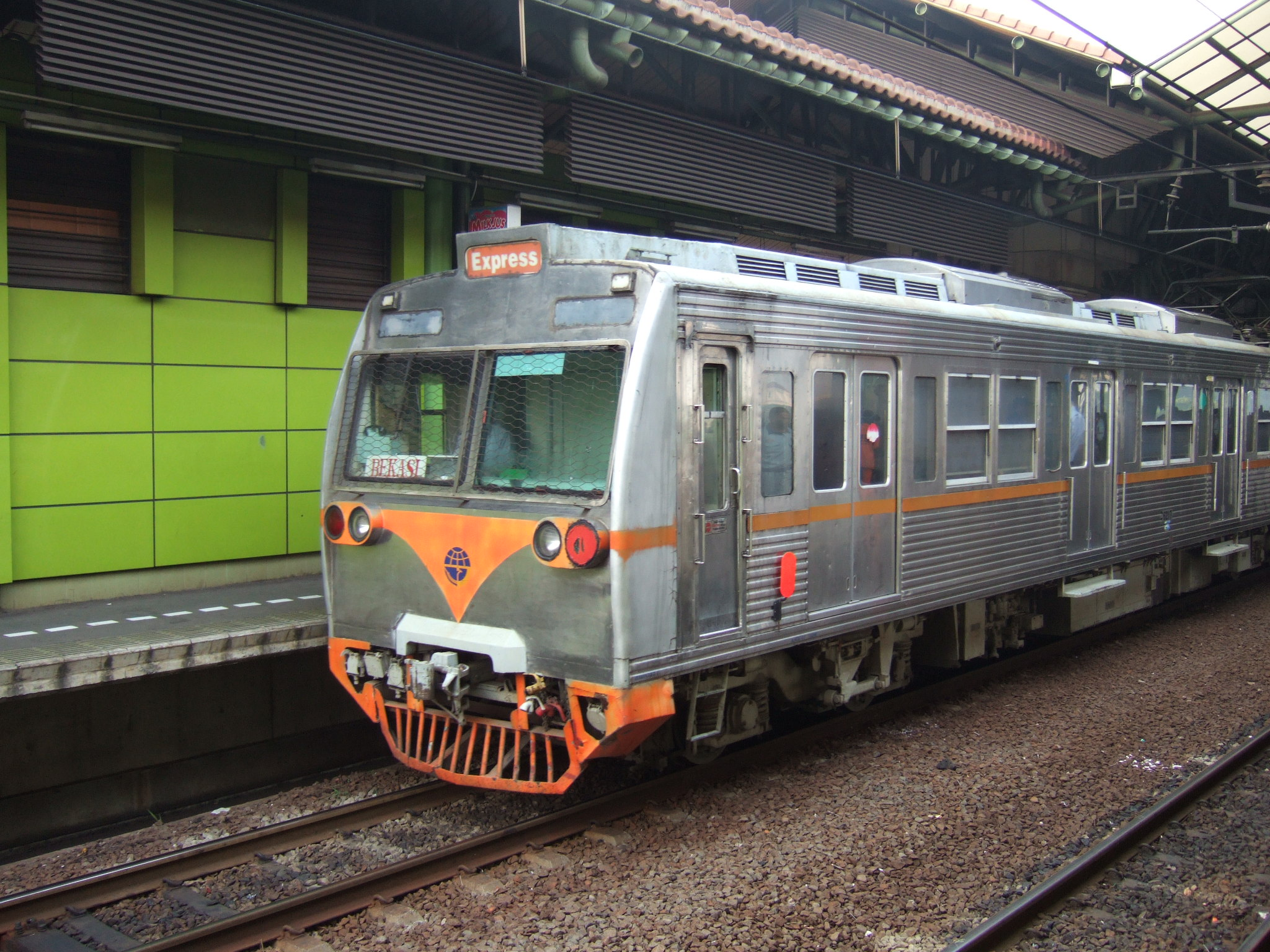
先頭車両化改造車
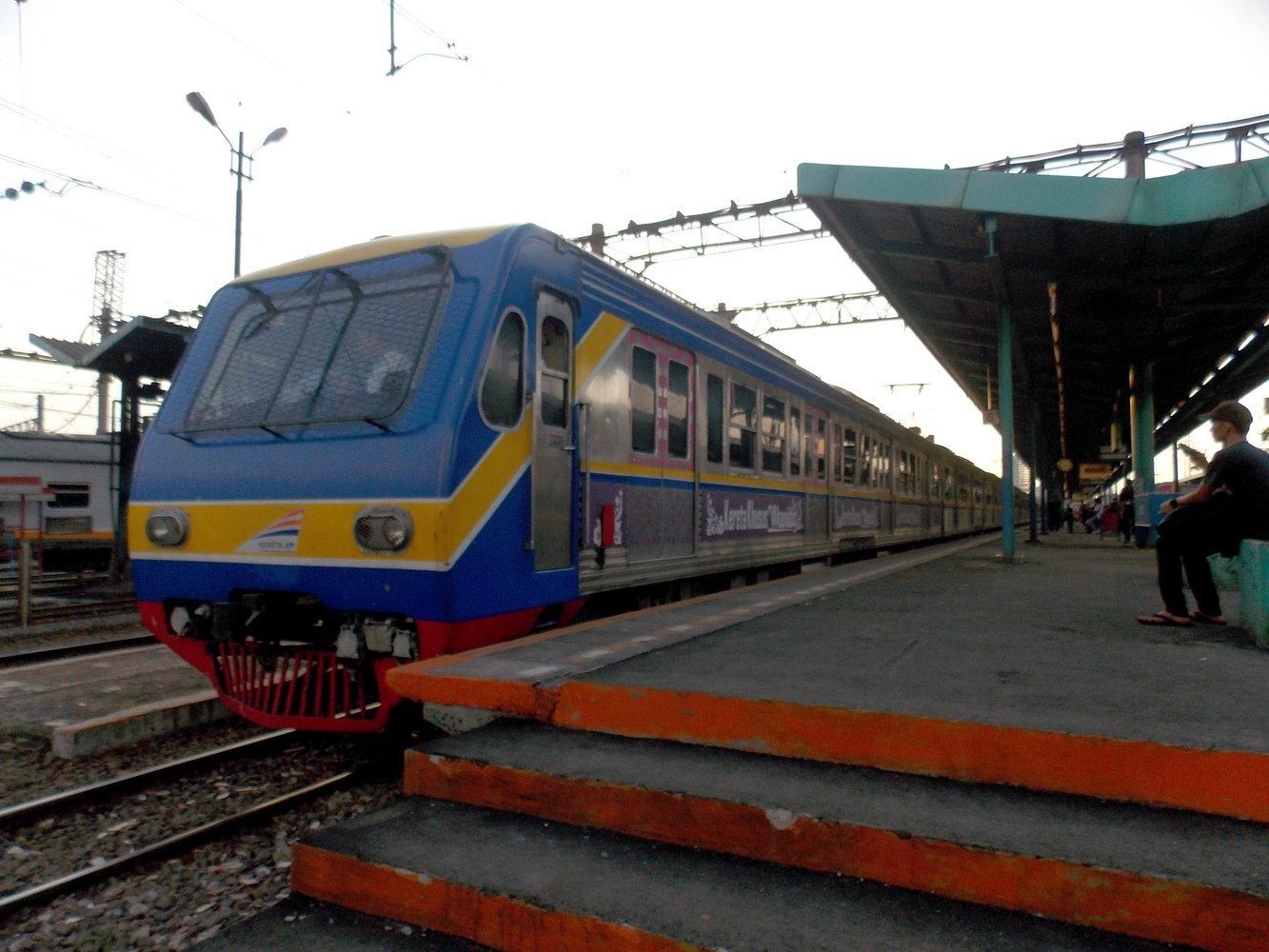
先頭車両化改造車(6177F) マンガライ駅にて
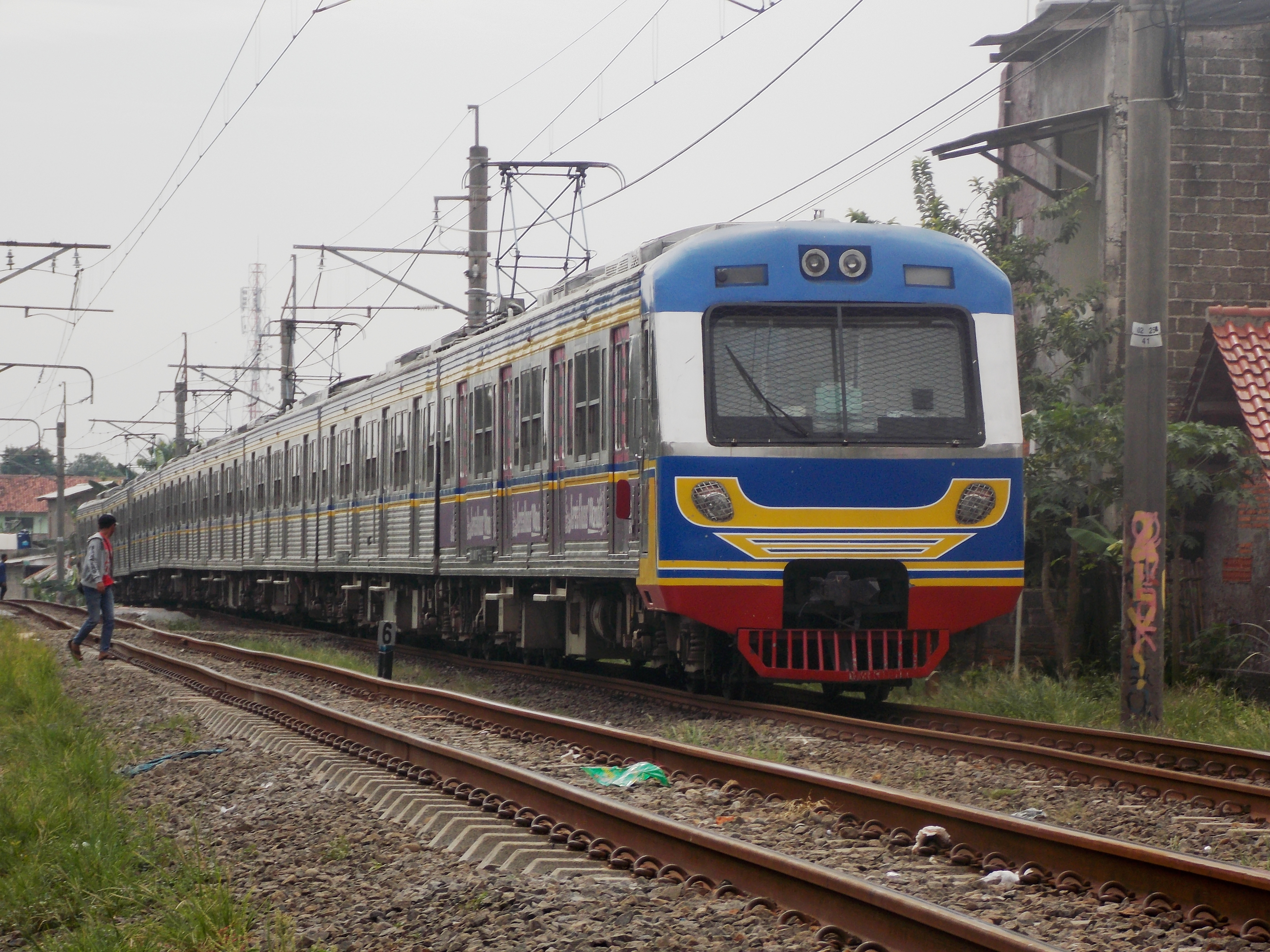
先頭車両化改造車 (6227F)
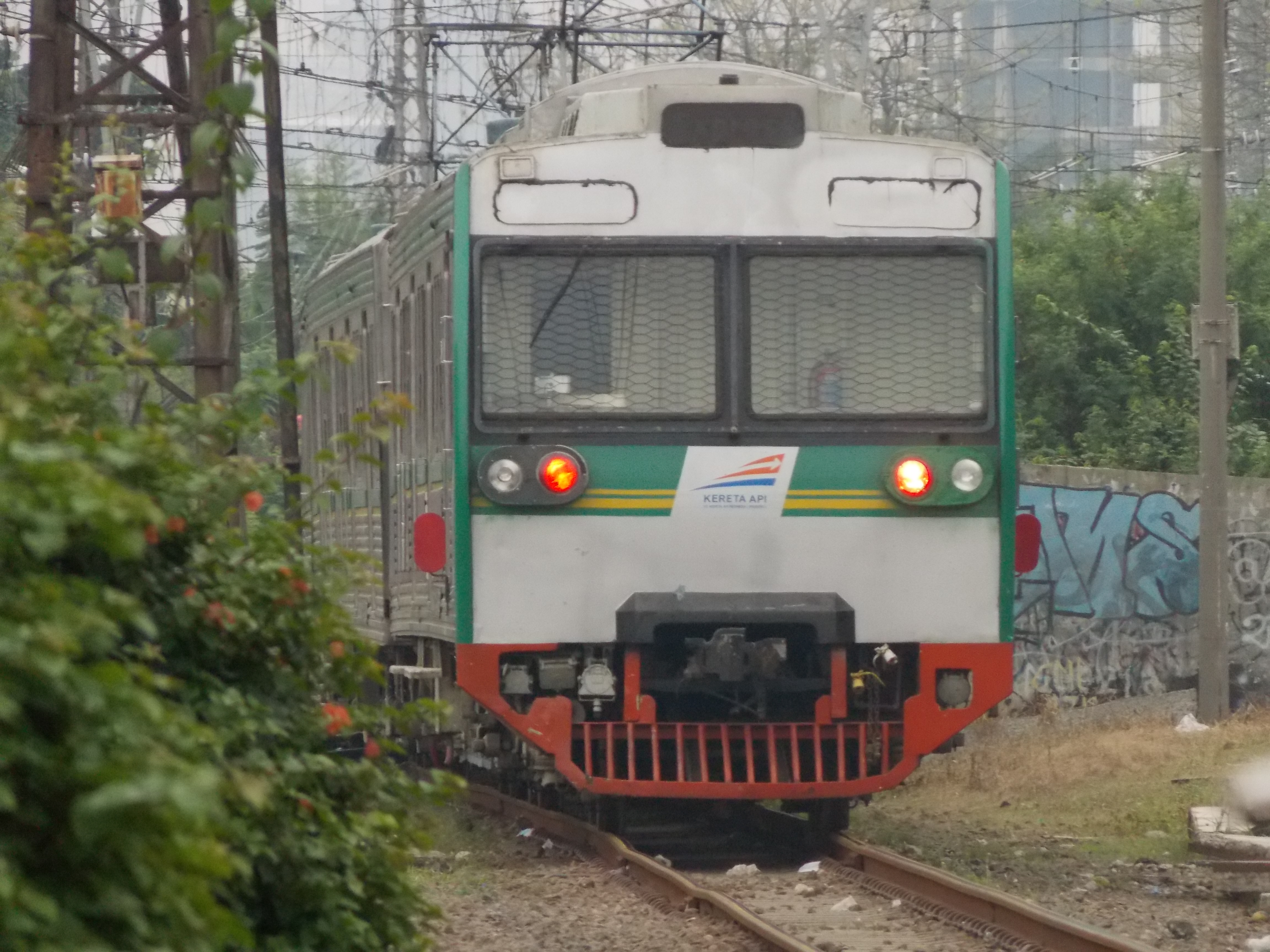
先頭車両化改造車 (6182F)

##### JR 103（東日本旅客鉄道103系）
2004年に4両4編成（元ケヨE20、21、22、27）が導入された。普通鋼車体、抵抗制御。Mc-M´-T-TcとTc-M-M´-Tcが2編成ずつ、運転席も通常タイプとATC準備の高運転台仕様がある。元は京葉車両センターに所属し武蔵野線で活躍していた車両で、購入価格は16両で102億ルピア(約1億3千200万円)、プラス日本からの輸送費と現地報道された。現地番号は「K1 1 04 01」から「K1 1 04 16」これは2004年に導入された1番目 - 16番目の車両をあらわしている。老朽化や205系導入により2016年中に運用を終了し、全編成が廃車された。

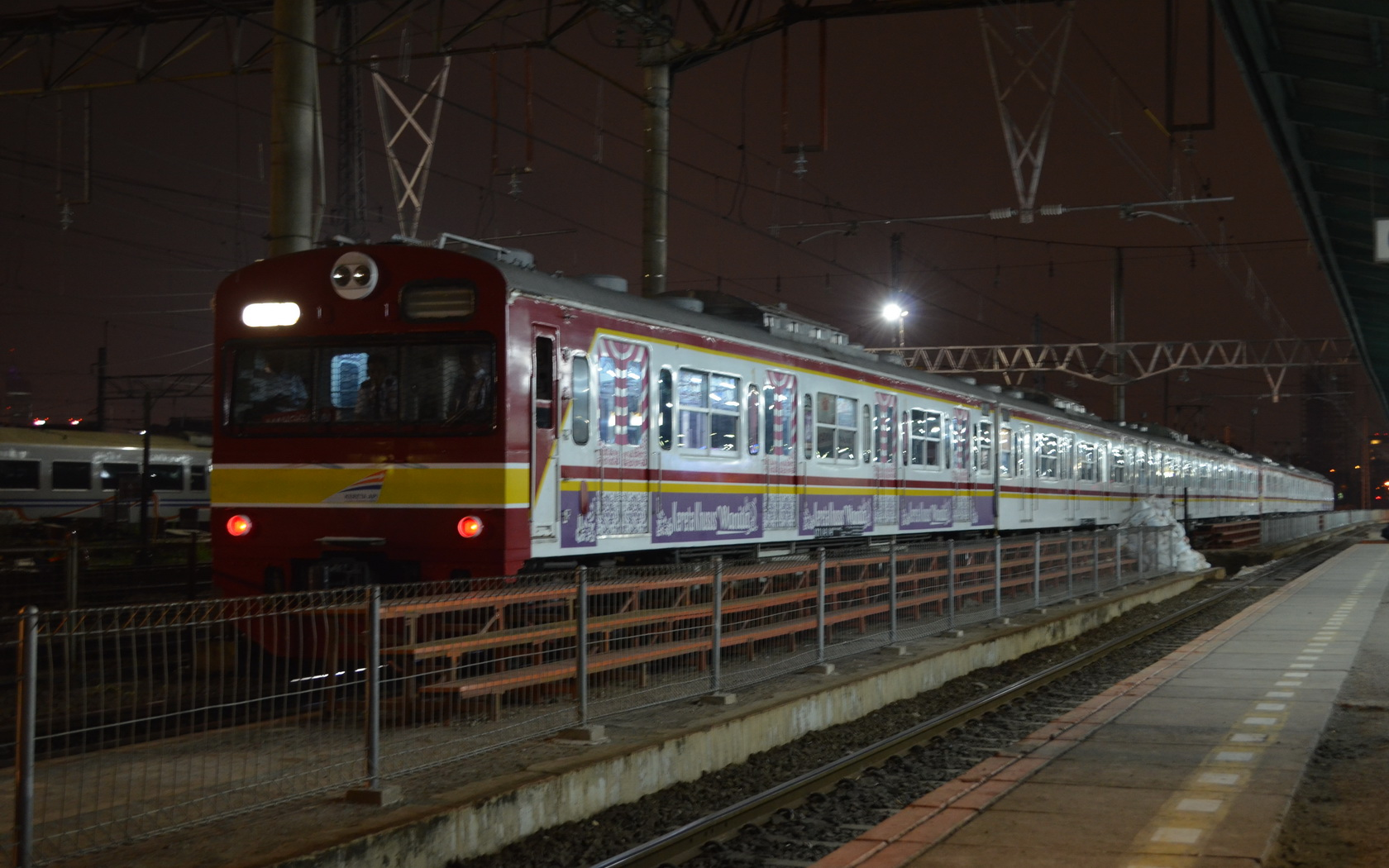
KAIコミューター旧塗装車
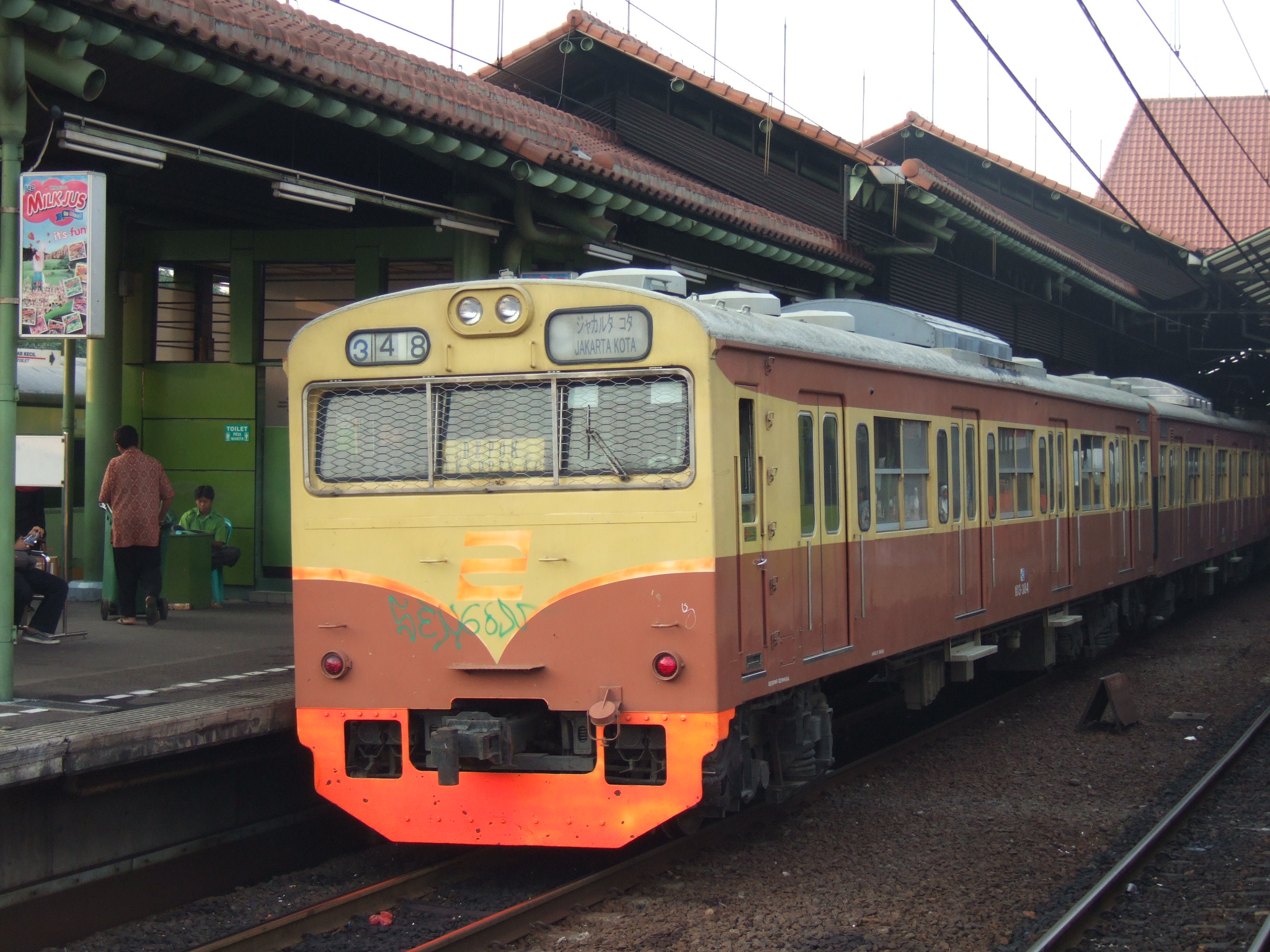
急行列車を運用中の103系旧塗装車
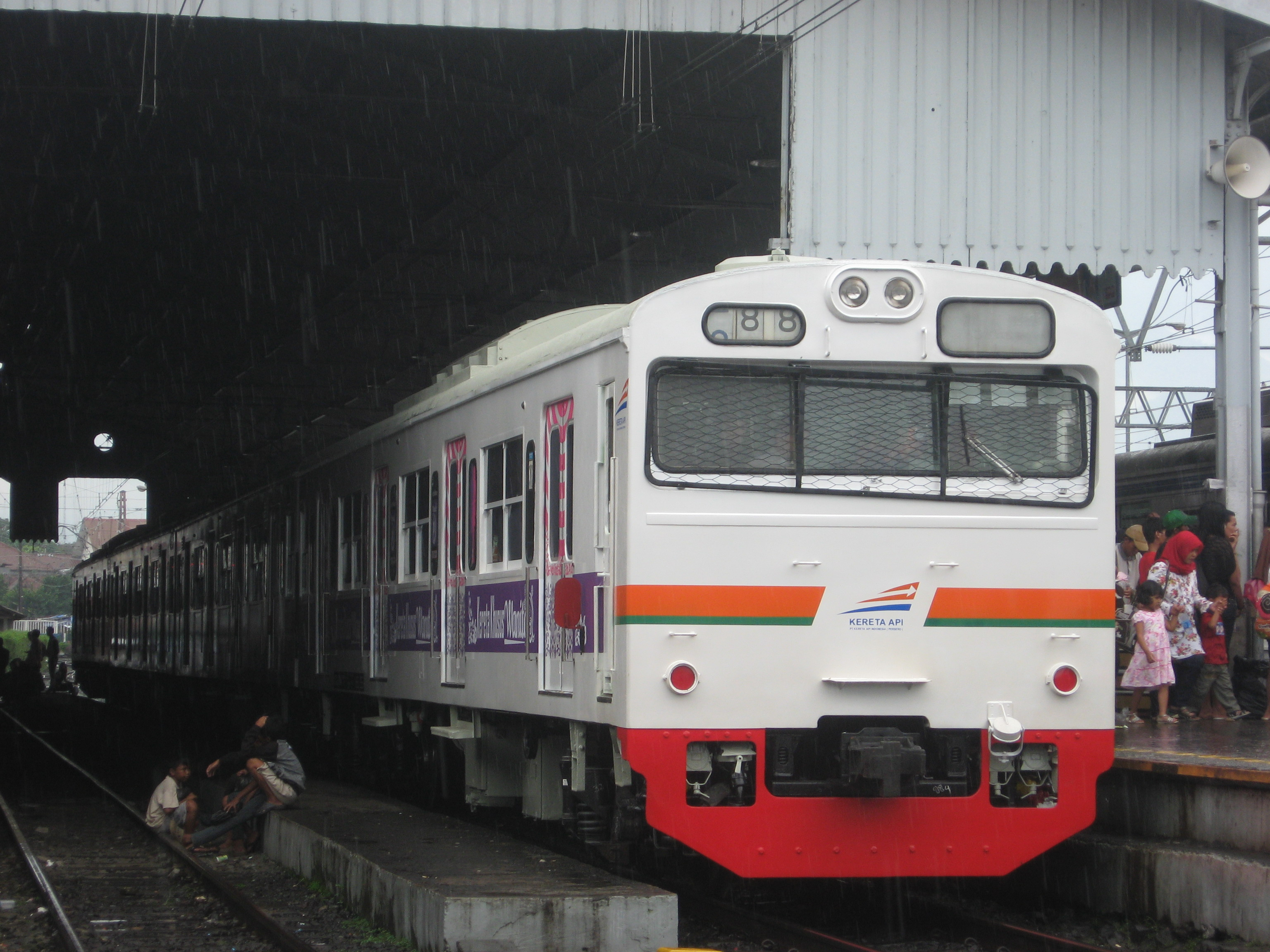
高運転台車(元ケヨ22編成)
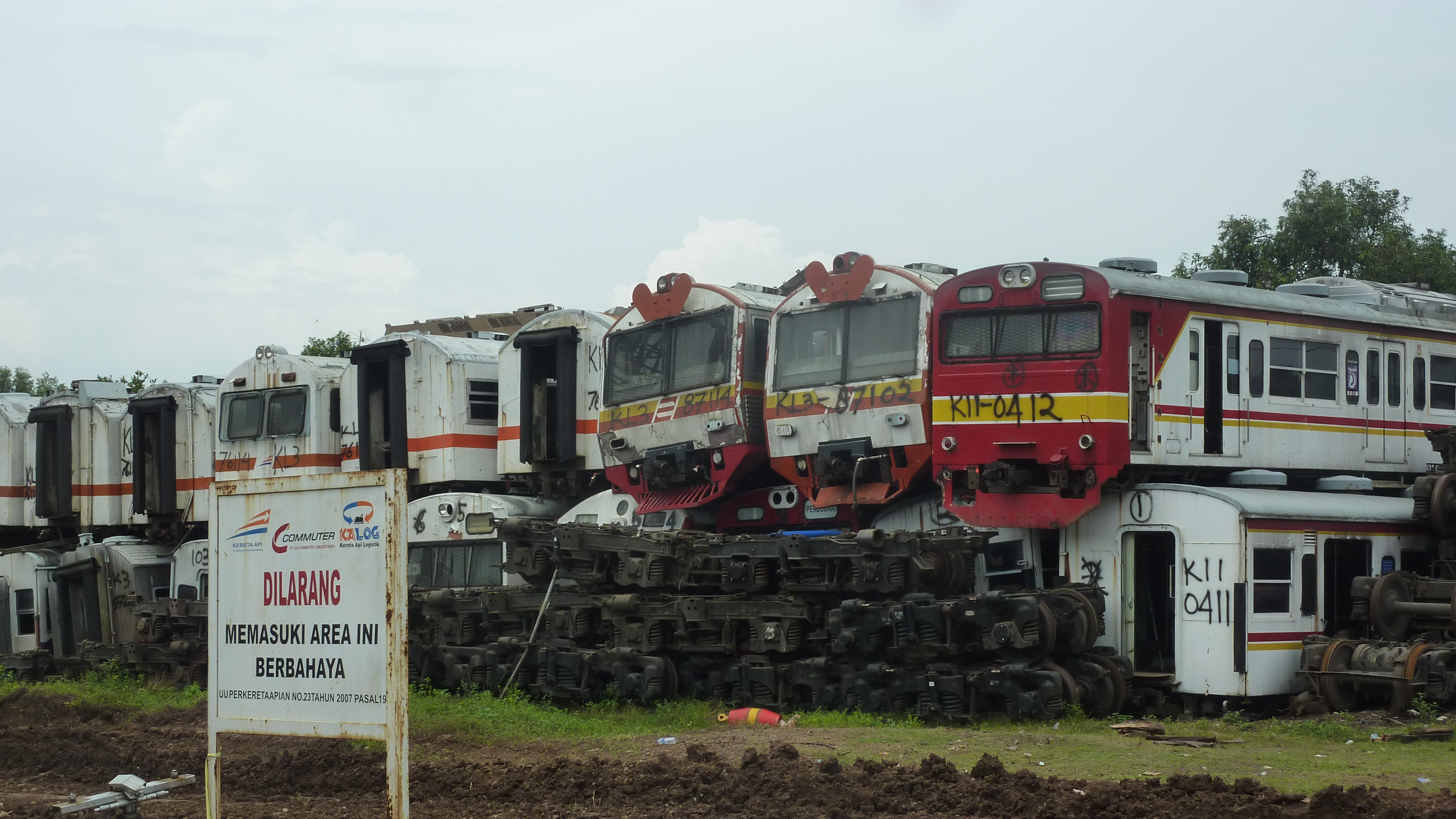
チカウム駅にて廃車された103系電車

##### Seri 5000（東京地下鉄5000系）とSeri 1000（東葉高速鉄道1000系）
両社に残っていたセミステンレス車体で冷房装置取付・制御回路を抵抗制御から界磁添加励磁制御に更新した最後のグループ、8両6編成（+予備車12両）が2006年から2007年にかけて導入された。譲渡関連契約がもう少し早ければさらに多くの車両の譲渡が実現したものと推定されている。この車両の導入にはインドネシア運輸省鉄道総局の主導で進められたが、その導入過程で汚職事件が発覚、汚職撲滅委員会によって運輸省鉄道総局長が逮捕され国庫に18億9千万ルピアの損害を与えたとして禁固3年、罰金1億ルピアの判決が言い渡された。
2017年6月に1000形1080編成は運用開始から再び10両編成化され、これに伴い運用から離脱した1090編成の2両の中間車（1094と1095）は1080編成に組み込まれた。そして7月に5000系67編成は同様に10両編成化され、組み込まれた中間車は同じく1000形1090編成の中間車（今度は1092と1093）。
一方、1000形06編成と5000系66編成は廃車となっており、Cikaum駅へ機関車牽引によって回送された。また、1000形1080編成と5000系67編成に組み込まれていない1000形1090編成の4台の残り車両はデポック電車区の保留車として留置（2022年1月23日廃車回送）、
1080FはDepok電車区、5817FはDepok Baru駅の中線に留置（2022年1月23日廃車回送）されている。

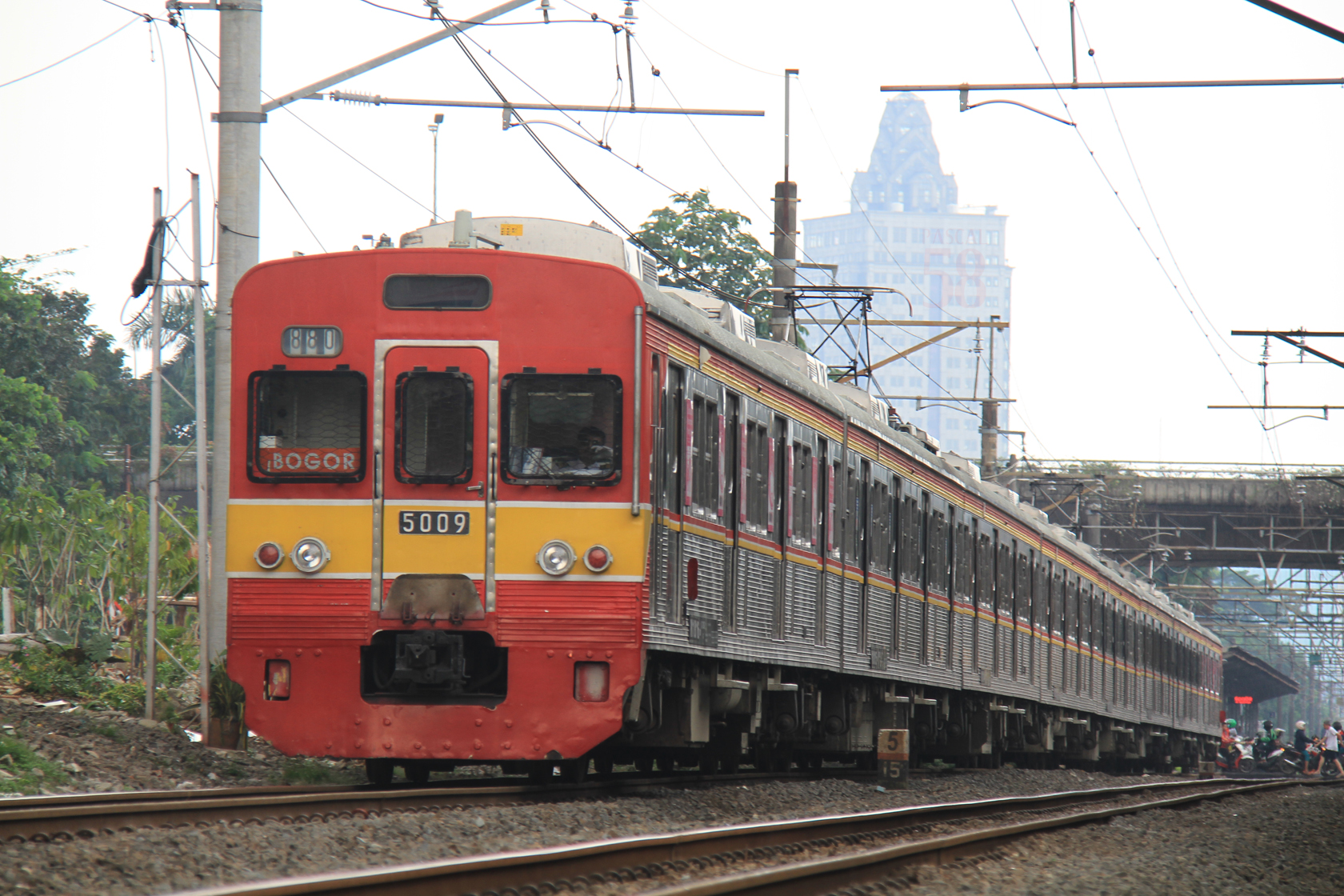
8両旧営団5000系電車
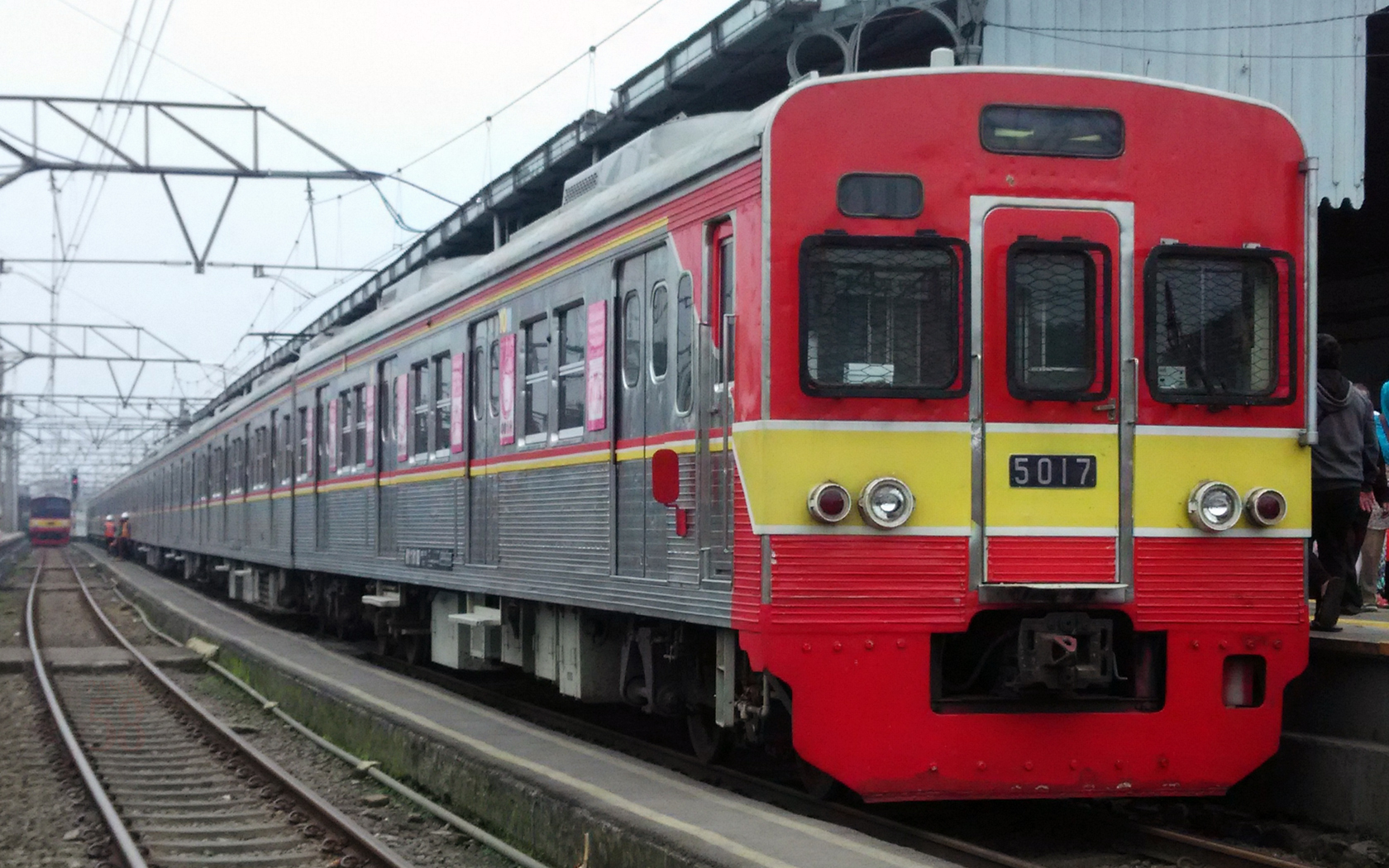
10両旧営団5000系電車
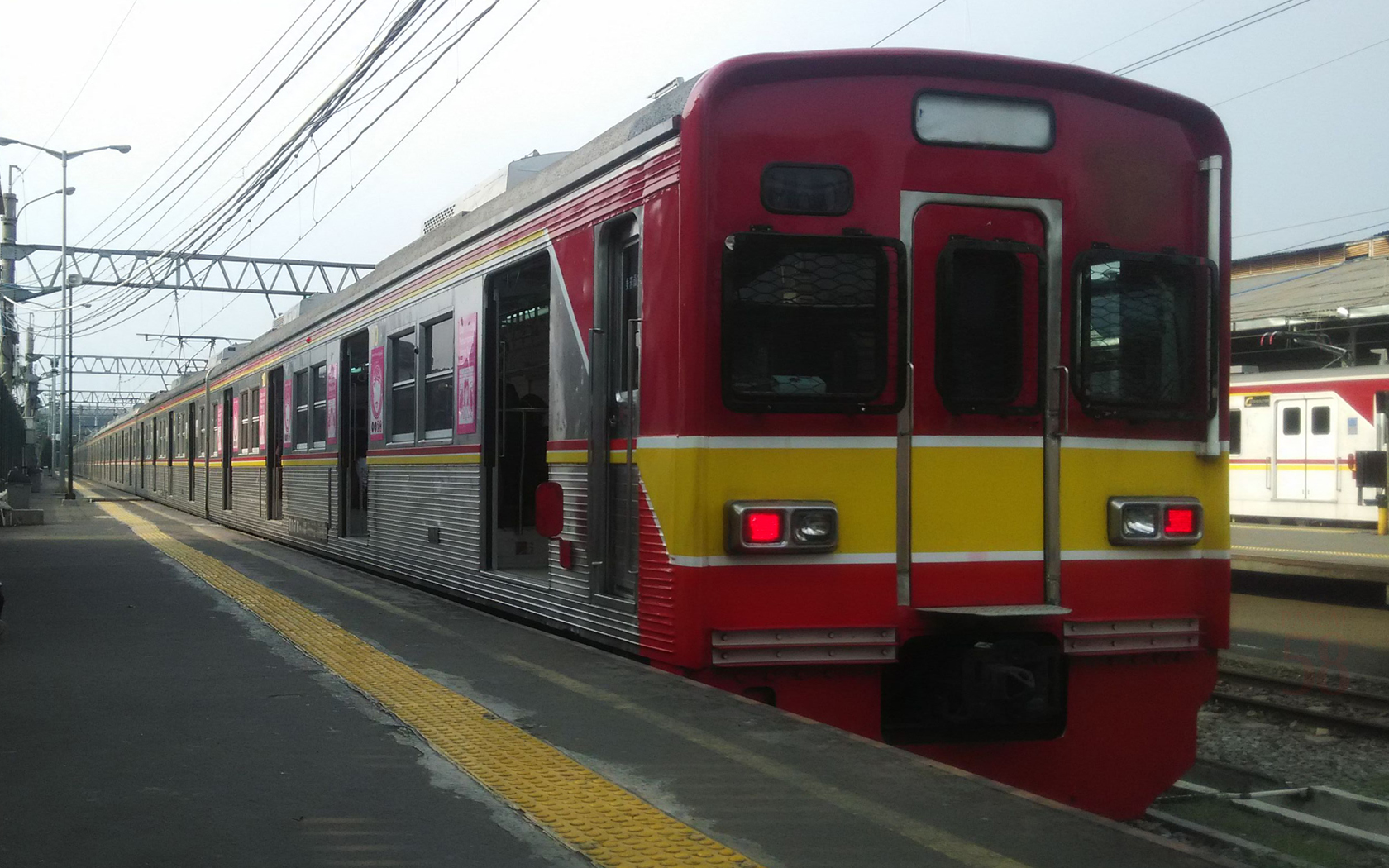
10両旧東葉高速鉄道1000系電車

### 車両基地
デポック、ブキット・ドゥリ・ボゴールの3か所の車両基地に所属し、それぞれの基地で定期検査を受ける。簡単な日常検査は留置線の有るジャカルタコタ、ブカシ、チカラン、タンゲラン、スルポン、パルンパンジャン、ランカスビテゥンの各駅でも行われている。
バライ・ヤサ・マンガライ
マンガライ駅の西に隣接する13.8haの敷地の車両工場。1920年に開設された車両整備工場で、現在はPT KAIの本社直轄で最大の工場。KRLジャポタベックの電車の2年に1回の全般検査も行われる。ほかPT KAIの機関車・客車・貨車のメンテナスや改造、修理・1924年に電化されたときに導入された電気機関車のレストアなども行われた。
デポック電車区
デポック市の南部に、2008年日本の援助で造られた車両基地。当時の主力だった都営6000形や東急8500系など長編成に対応した電車基地である。元東京メトロ車両は当区に所属している。敷地面積約26ヘクタール、14線の側線を持ち最大220両の車両を収容できる。マンガライ車両整備工場と同様に、全般検査や車輪交換、日本から輸入された電車の改装も行える検修庫を併設。全般検査は20から30日かけて、徹底的に分解整備される。
ブキット・ドゥリ電車区
マンガライ駅の南東約1.5kmの地点に位置し、車両留置機能と修繕機能を有しており、デポック車両基地が完成するまでは、主に同基地で電車の修繕を行っていた。ピット線兼留置線が7線、洗浄線兼留置線が1線、大規模修繕用の線路が1線ある。12連20編成と10連7編成、4連3編成が当区に所属。
ボゴール電車区
ボゴール駅の北東側に位置し、3日間・1カ月・3カ月・半年・1年の定期検査が行われる。10連23編成と8連9編成が当区に所属。

## 乗車券
KAIコミューターがKRLコミューターライン用に発売しているカードは1種類で、マルチトリップカードである。 以前は、1回のみ利用できる「シングル・トリップ・カード」もあった。 しかし、2022年9月3日以降、KAIコミューターはシングルトリップカードを正式に廃止した。

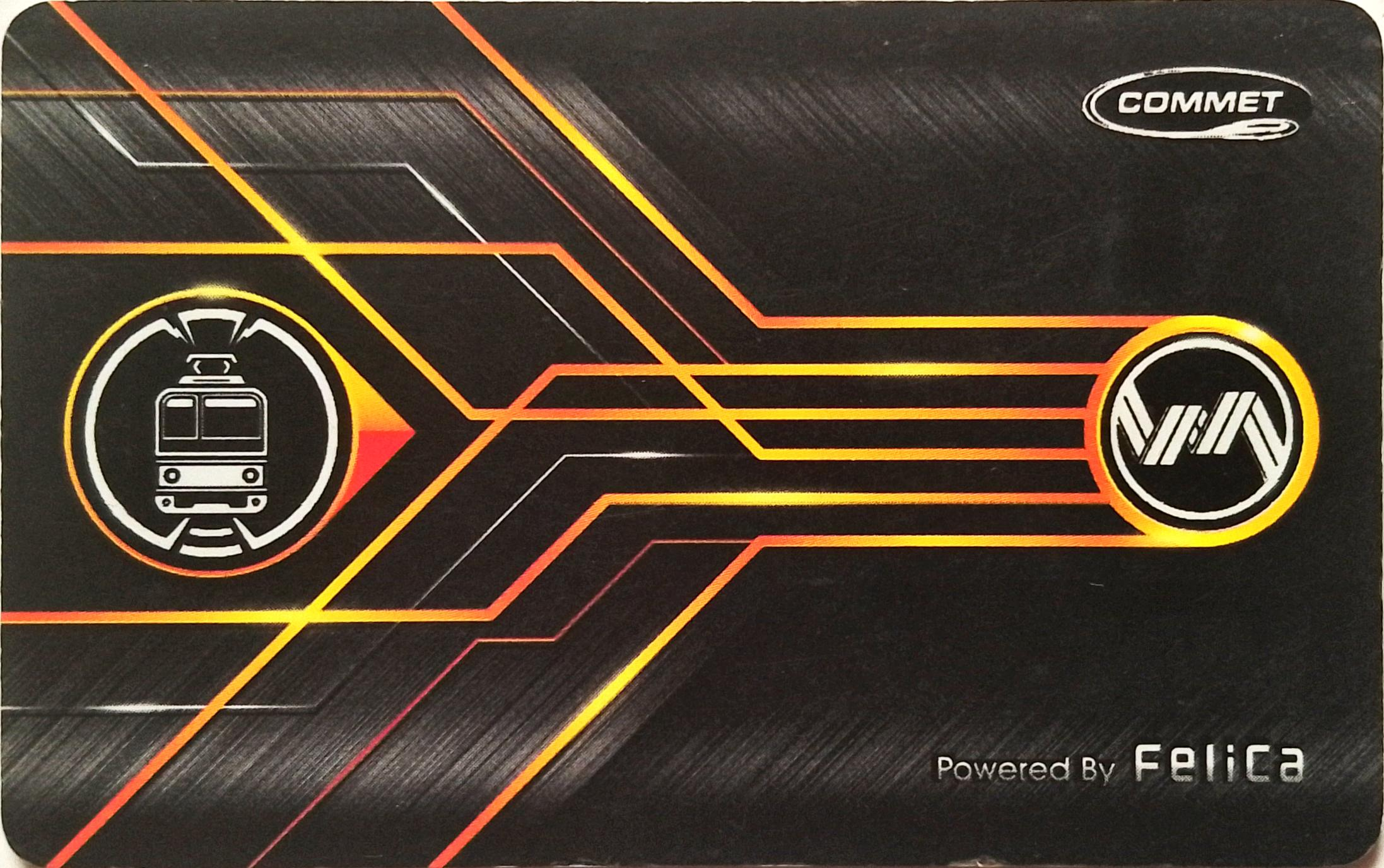
マルチトリップカード

KAIコミューターのマルチトリップカードは、Suicaと同じFeliCa技術を採用している。 マルチ・トリップ・カードの価格は50,000IDR（残高30,000IDRを含む）。 有効期限はなく、最低残高5,000ルピアから利用できる。 残高が少なくなった場合は、自動販売機またはチケットカウンターで補充することができる。 2021年10月より、マルチ・トリップ・カードはジャカルタ地下鉄、ジャカルタ・ライトレール、ジャボデベック・ライトレール、トランスジャカルタBRTなど他の公共交通機関でも使用できるようになる。
KAIコミューターのマルチ・トリップ・カードに加え、他の銀行のICカードもKRLコミューターサービスで利用できる：
• Tapcash (銀行BNI)
• BRIZZI (銀行BRI)
• E-Money (銀行Mandiri)
• Flazz (銀行BCA)
カードに加え、KRLコミューターラインの乗客はアプリも利用できる：
• GoJek
• KAI Access
アプリを使用するには、両方のアプリで乗車券を注文し、駅の改札口でアプリのQRコードをスキャンする必要がある。

ジャカルタ首都圏のKRLコミューターラインの運賃は走行距離に応じて設定され（「プログレッシブ運賃」）、最初の25キロメートルまでは3,000ルピア、以降10キロメートルごとに1,000ルピアとなる。これらの運賃はインドネシア政府によって補助されている。2016年、インドネシア政府はKRLコミューターラインに1.1兆ルピアの公共サービス義務を割り当てた。
KRLコミューターライン・ジョグジャカルタ線の切符料金は1回の乗車で8,000ルピアである。